# Liste der Baudenkmäler in Willich
Die Liste der Baudenkmäler in Willich enthält die denkmalgeschützten Bauwerke auf dem Gebiet der Stadt Willich im Kreis Viersen in Nordrhein-Westfalen (Stand: September 2011). Diese Baudenkmäler sind in der Denkmalliste der Stadt Willich eingetragen; Grundlage für die Aufnahme ist das Denkmalschutzgesetz Nordrhein-Westfalen (DSchG NRW).

| Bild                              | Bezeichnung                            | Lage                                             | Beschreibung | Bauzeit                   | Eingetragen seit   | Denkmal- nummer |
| --------------------------------- | -------------------------------------- | ------------------------------------------------ | --- | ------------------------- | ------------------ | --------------- |
| Siedlungshaus                     | Siedlungshaus                          | Schiefbahn Albert-Oetker-Straße 20 Karte         | Diese Hausbesitzung ist ein traufenständiges, eingeschossiges Wohnhaus mit ausgebautem Dachgeschoss und ziegelgedecktem Satteldach. Das Gebäude ist einseitig angebaut, hat 2 Achsen und besteht in seiner Fassade aus glattem Zementputz (mineralfarbengestrichen) auf Feldbrandziegelmauerwerk. Die Fenster sind segmentbögenförmig überdeckt, haben stark ausgeprägte Gewände und werden zusätzlich durch einen segmentierten Simsbogen überspannt. Die Traufe besteht aus einem dreiteiligen Zahngesims, und fassadenmittig befindet sich ein waagerechtes Putzband, welches außerdem im Bereich der beiden Fenster in die Gewände mit integriert ist. Die Grundrisse im Erd- und Obergeschoss befinden sich noch im alten Zuschnitt. Das Haus ist 1890 als arbeitsstättennahes Domizil für die Arbeitnehmer der ehemaligen Tuchfabrik Deuß und Oetker (heute Verseidag AG) erbaut worden. Es ist bis heute ein wichtiges Dokument der Ortsgeschichte, der Geschichte der Textilindustrie am Niederrhein sowie ein Zeugnis der Fabrik- und Siedlungsarchitektur des späten 19. Jahrhunderts, aus dem sich die damaligen Arbeits- und Lebensverhältnisse ablesen lassen. Mithin besteht ein öffentliches Interesse an der Erhaltung und Nutzung dieses Gebäudes. | 1890–1900                 | 26. November 1993  | 128             |
| Siedlungshaus                     | Siedlungshaus                          | Schiefbahn Albert-Oetker-Straße 22 Karte         | Diese Hausbesitzung, Albert-Oetker-Str. 22, gehört zu den ältesten Häusern der sogenannten Seidenwebersiedlung. Es ist ein eingeschossiges, traufenständiges Gebäude mit ziegelgedecktem Satteldach. Das Wohnhaus ist zweiseitig angebaut, ist dreiachsig und besteht in seiner Fassade aus glattem Zementputz (mineralfarbengestrichen) auf Feldbrandziegelmauerwerk. Die Fenster sind segmentbögenförmig überdeckt und haben stark ausgeprägte Gewände. Die erdgeschossigen Fenster im Straßenfrontbereich werden zusätzlich mit einem segmentierten Simsbogen überdeckt. Über der 3. Achse (Haustür) besteht eine Verdachung mit einem mittigen Rundbogenfenster. Die Traufe ist als dreiteiliger Zahngesims ausgeführt. Fassadenmittig befindet sich ein waagerechtes Putzband, welches in die Haustürumrandung integriert ist. Die Grundrisse im Erd- und Obergeschoss befinden sich noch im alten Zuschnitt. Wie oben schon erwähnt, ist das Haus Bestandteil der sogenannten „Seidenwebersiedlung“, erbaut um 1890 als arbeitsstättennahes Domizil für die Arbeitnehmer der ehemaligen Tuchfabrik Deuß und Oetker (heute Verseidag AG). Es ist bis heute ein wichtiges Dokument der Ortsgeschichte, der Geschichte der Textilindustrie am Niederrhein sowie ein Zeugnis der Fabrik- und Siedlungsarchitektur des späten 19. Jahrhunderts, aus dem sich die damaligen Arbeits- und Lebensverhältnisse ablesen lassen. Mithin besteht ein öffentliches Interesse an der Erhaltung und Nutzung dieses Gebäudes. | 1892–1900                 | 26. November 1993  | 129             |
| Siedlungshaus                     | Siedlungshaus                          | Schiefbahn Albert-Oetker-Straße 32 Karte         | Diese Hausbesitzung, Albert-Oetker-Str. 32, gehört zu den ältesten Häusern der sogenannten Seidenwebersiedlung. Es ist ein eingeschossiges, traufenständiges Gebäude mit ziegelgedecktem Satteldach und ausgebautem Dachgeschoss. Das Wohnhaus ist zweiseitig angebaut, ist dreiachsig und besteht in seiner Fassade aus glattem Zementputz (mineralfarbengestrichen) auf Feldbrandziegelmauerwerk. Die Fenster sind segmentbögenförmig überdeckt und haben stark ausgeprägte Gewände. Über der 3. Achse (Haustür) besteht eine Verdachung mit einem mittigen Rundbogenfenster. Die Fassade selbst ist bis auf 2 Lisenen, unterhalb der Verdachung als Betonung der 3. Achse, relativ schmucklos. Die Grundrisse im Erd- und Obergeschoss befinden sich noch im alten Zuschnitt. Wie oben schon erwähnt, ist das Haus Bestandteil der sogenannten „Seidenwebersiedlung“, erbaut um 1890 als arbeitsstättennahes Domizil für die Arbeitnehmer der ehemaligen Tuchfabrik Deuß und Oetker (heute Verseidag AG). Es ist bis heute ein wichtiges Dokument der Ortsgeschichte, der Geschichte der Textilindustrie am Niederrhein sowie ein Zeugnis der Fabrik- und Siedlungsarchitektur des späten 19. Jahrhunderts, aus dem sich die damaligen Arbeits- und Lebensverhältnisse ablesen lassen. Mithin besteht ein öffentliches Interesse an der Erhaltung und Nutzung dieses Gebäudes. | 1890–1900                 | 26. November 1993  | 130             |
| Siedlungshaus                     | Siedlungshaus                          | Schiefbahn Albert-Oetker-Straße 34 Karte         | Diese Hausbesitzung ist ein traufenständiges, eingeschossiges Wohnhaus mit ausgebautem Dachgeschoss und ziegelgedecktem Satteldach. Das Gebäude ist einseitig angebaut, hat 2 Achsen und besteht in seiner Fassade aus glattem Zementputz (mineralfarbengestrichen) auf Feldbrandziegelmauerwerk. Die Fenster sind segmentbögenförmig überdeckt, haben stark ausgeprägte Gewände. Ansonsten ist die Fassade relativ schmucklos. Die Grundrisse im Erd- und Obergeschoss befinden sich noch im alten Zuschnitt. Das Haus ist Bestandteil der sogenannten „Seidenwebersiedlung“, erbaut um 1890 als arbeitsstättennahes Domizil für die Arbeitnehmer der ehemaligen Tuchfabrik Deuß und Oetker (heute Verseidag AG). Es ist bis heute ein wichtiges Dokument der Ortsgeschichte, der Geschichte der Textilindustrie am Niederrhein sowie ein Zeugnis der Fabrik- und Siedlungsarchitektur des späten 19. Jahrhunderts, aus dem sich die damaligen Arbeits- und Lebensverhältnisse ablesen lassen. Mithin besteht ein öffentliches Interesse an der Erhaltung und Nutzung dieses Gebäudes. | 1890–1900                 | 26. November 1993  | 131             |
| Siedlungshaus                     | Siedlungshaus                          | Schiefbahn Albert-Oetker-Straße 37 Karte         | Bei diesem Wohnhaus handelt es sich um eines der ältesten Häuser in dieser Siedlung. Es ist ein eingeschossiges, traufenständiges Gebäude mit ausgebautem Dachgeschoss und ziegelgedecktem Satteldach. Das Wohnhaus ist einseitig angebaut, es ist zweiachsig und besteht in seiner Fassade aus roten und gelben Feldbrandziegeln, wobei das rote Material eindeutig überwiegt. Die Fenster sind mit Segmentbögen überdeckt, und das straßenseitige Gesims ist konsolartig aufgestelzt. Baumittig, übergreifend auf Haus 39, besteht eine Verdachung mit stark ausgeprägten Ortgängen in waagerechten und schrägen Abstufungen. Der zum Obergeschoss führende Treppenlauf ist noch im originalen Zustand erhalten. Die Grundrisse im Erd- und Obergeschoss befinden sich noch im alten Zuschnitt. Das Haus ist Bestandteil der sogenannten „Seidenwebersiedlung“, erbaut um 1890 als arbeitsstättennahes Domizil für die Arbeitnehmer der ehemaligen Tuchfabrik Deuß und Oetker (heute Verseidag AG). Es ist bis heute ein wichtiges Dokument der Ortsgeschichte, der Geschichte der Textilindustrie am Niederrhein sowie ein Zeugnis der Fabrik- und Siedlungsarchitektur des späten 19. Jahrhunderts, aus dem sich die damaligen Arbeits- und Lebensverhältnisse ablesen lassen. Mithin besteht ein öffentliches Interesse an der Erhaltung und Nutzung dieses Gebäudes. | 1890–1900                 | 26. November 1993  | 122             |
| Siedlungshaus                     | Siedlungshaus                          | Schiefbahn Albert-Oetker-Straße 39 Karte         | Bei diesem Wohnhaus handelt es sich um eines der ältesten Häuser in dieser Siedlung. Es ist ein eingeschossiges, traufenständiges Gebäude mit ausgebautem Dachgeschoss und ziegelgedecktem Satteldach. Das Wohnhaus ist einseitig angebaut, es ist zweiachsig und besteht in seiner Fassade aus roten und gelben Feldbrandziegeln, wobei das rote Material eindeutig überwiegt. Die Fenster sind mit Segmentbögen überdeckt, und das straßenseitige Gesims ist konsolartig aufgestelzt. Baumittig, übergreifend auf Haus 37, besteht eine Verdachung mit stark ausgeprägten Ortgängen in waagerechten und schrägen Abstufungen. Der zum Obergeschoss führende Treppenlauf ist noch im originalen Zustand erhalten. Die Grundrisse im Erd- und Obergeschoss befinden sich noch im alten Zuschnitt. Das Haus ist Bestandteil der sogenannten „Seidenwebersiedlung“, erbaut um 1890 als arbeitsstättennahes Domizil für die Arbeitnehmer der ehemaligen Tuchfabrik Deuß und Oetker (heute Verseidag AG). Es ist bis heute ein wichtiges Dokument der Ortsgeschichte, der Geschichte der Textilindustrie am Niederrhein sowie ein Zeugnis der Fabrik- und Siedlungsarchitektur des späten 19. Jahrhunderts, aus dem sich die damaligen Arbeits- und Lebensverhältnisse ablesen lassen. Mithin besteht ein öffentliches Interesse an der Erhaltung und Nutzung dieses Gebäudes. | 1890–1900                 | 26. November 1993  | 121             |
| Siedlungshaus                     | Siedlungshaus                          | Schiefbahn Albert-Oetker-Straße 40 Karte         | Bei diesem Wohnhaus handelt es sich um eines der ältesten Häuser in dieser Siedlung. Es ist ein eingeschossiges, traufenständiges Gebäude mit ausgebautem Dachgeschoss und ziegelgedecktem Satteldach. Das Wohnhaus ist einseitig angebaut, es ist zweiachsig und besteht in seiner Fassade aus roten und gelben Feldbrandziegeln, wobei das rote Material eindeutig überwiegt Die Fenster sind mit Rund- und Segmentbögen überdeckt, und das straßenseitige Gesims ist konsolartig aufgestelzt. Ansonsten ist die Fassade relativ schmucklos. Baumittig, übergreifend auf Haus Nr. 42, besteht eine Verdachung mit stark ausgeprägten Ortgängen in waagerechten und schrägen Abstufungen. Die Grundrisse im Erd- und Obergeschoss befinden sich noch im alten Zuschnitt. Das Haus ist Bestandteil der sogenannten „Seidenwebersiedlung“, erbaut um 1890 als arbeitsstättennahes Domizil für die Arbeitnehmer der ehemaligen Tuchfabrik Deuß und Oetker (heute Verseidag AG). Es ist bis heute ein wichtiges Dokument der Ortsgeschichte, der Geschichte der Textilindustrie am Niederrhein sowie ein Zeugnis der Fabrik- und Siedlungsarchitektur des späten 19. Jahrhunderts, aus dem sich die damaligen Arbeits- und Lebensverhältnisse ablesen lassen. Mithin besteht ein öffentliches Interesse an der Erhaltung und Nutzung dieses Gebäudes. | 1890–1900                 | 26. November 1993  | 132             |
| Siedlungshaus                     | Siedlungshaus                          | Schiefbahn Albert-Oetker-Straße 42 Karte         | Bei diesem Wohnhaus handelt es sich um eines der ältesten Häuser in dieser Siedlung. Es ist ein eingeschossiges, traufenständiges Gebäude mit ausgebautem Dachgeschoss und ziegelgedecktem Satteldach. Das Wohnhaus ist einseitig angebaut, es ist zweiachsig und besteht in seiner Fassade aus roten und gelben Feldbrandziegeln, wobei das rote Material eindeutig überwiegt. Die Fenster sind mit Rund- und Segmentbögen überdeckt, und das straßenseitige Gesims ist konsolartig aufgestelzt. Ansonsten ist die Fassade relativ schmucklos. Baumittig, übergreifend auf Haus Nr. 40, besteht eine Verdachung mit stark ausgeprägten Ortgängen in waagerechten und schrägen Abstufungen. Die Grundrisse im Erd- und Obergeschoss befinden sich noch im alten Zuschnitt. Das Haus ist Bestandteil der sogenannten „Seidenwebersiedlung“, erbaut um 1890 als arbeitsstättennahes Domizil für die Arbeitnehmer der ehemaligen Tuchfabrik Deuß und Oetker (heute Verseidag AG). Es ist bis heute ein wichtiges Dokument der Ortsgeschichte, der Geschichte der Textilindustrie am Niederrhein sowie ein Zeugnis der Fabrik- und Siedlungsarchitektur des späten 19. Jahrhunderts, aus dem sich die damaligen Arbeits- und Lebensverhältnisse ablesen lassen. Mithin besteht ein öffentliches Interesse an der Erhaltung und Nutzung dieses Gebäudes. | 1890–1900                 | 26. November 1993  | 133             |
| Siedlungshaus                     | Siedlungshaus                          | Schiefbahn Albert-Oetker-Straße 44 Karte         | Bei diesem Wohnhaus handelt es sich um eines der ältesten Häuser in dieser Siedlung. Es ist ein eingeschossiges, traufenständiges Gebäude mit ausgebautem Dachgeschoss und ziegelgedecktem Satteldach. Das Wohnhaus ist einseitig angebaut, es ist zweiachsig und besteht in seiner Fassade aus roten und gelben Feldbrandziegeln, wobei das rote Material eindeutig überwiegt. Die Fenster sind mit Rund- und Segmentbögen überdeckt, und das straßenseitige Gesims ist konsolartig aufgestelzt. Ansonsten ist die Fassade relativ schmucklos. Baumittig, übergreifend auf Haus Nr. 46, besteht eine Verdachung mit einem einfachen und schlichten Ortgang. Die Grundrisse im Erd- und Obergeschoss befinden sich noch im alten Zuschnitt. Das Haus ist Bestandteil der sogenannten „Seidenwebersiedlung“, erbaut um 1890 als arbeitsstättennahes Domizil für die Arbeitnehmer der ehemaligen Tuchfabrik Deuß und Oetker (heute Verseidag AG). Es ist bis heute ein wichtiges Dokument der Ortsgeschichte, der Geschichte der Textilindustrie am Niederrhein sowie ein Zeugnis der Fabrik- und Siedlungsarchitektur des späten 19. Jahrhunderts, aus dem sich die damaligen Arbeits- und Lebensverhältnisse ablesen lassen. Mithin besteht ein öffentliches Interesse an der Erhaltung und Nutzung dieses Gebäudes. | 1890–1900                 | 26. November 1993  | 134             |
| Siedlungshaus                     | Siedlungshaus                          | Schiefbahn Albert-Oetker-Straße 46 Karte         | Bei diesem Wohnhaus handelt es sich um eines der ältesten Häuser in dieser Siedlung. Es ist ein eingeschossiges, traufenständiges Gebäude mit ausgebautem Dachgeschoss und ziegelgedecktem Satteldach. Das Wohnhaus ist einseitig angebaut, es ist zweiachsig und besteht in seiner Fassade aus roten und gelben Feldbrandziegeln, wobei das rote Material eindeutig überwiegt. Die Fenster sind mit Rund- und Segmentbögen überdeckt, und das straßenseitige Gesims ist konsolartig aufgestelzt. Ansonsten ist die Fassade relativ schmucklos. Baumittig, übergreifend auf Haus Nr. 44, besteht eine Verdachung mit einem einfachen und schlichten Ortgang. Die Grundrisse im Erd- und Obergeschoss befinden sich noch im alten Zuschnitt. Das Haus ist Bestandteil der sogenannten „Seidenwebersiedlung“, erbaut um 1890 als arbeitsstättennahes Domizil für die Arbeitnehmer der ehemaligen Tuchfabrik Deuß und Oetker (heute Verseidag AG). Es ist bis heute ein wichtiges Dokument der Ortsgeschichte, der Geschichte der Textilindustrie am Niederrhein sowie ein Zeugnis der Fabrik- und Siedlungsarchitektur des späten 19. Jahrhunderts, aus dem sich die damaligen Arbeits- und Lebensverhältnisse ablesen lassen. Mithin besteht ein öffentliches Interesse an der Erhaltung und Nutzung dieses Gebäudes. | 1890–1900                 | 26. November 1993  | 135             |
| Siedlungshaus                     | Siedlungshaus                          | Schiefbahn Albert-Oetker-Straße 65 Karte         | Bei diesem Wohnhaus handelt es sich um eines der ältesten Häuser in dieser Siedlung. Es ist ein eingeschossiges, traufenständiges Gebäude mit ausgebautem Dachgeschoss und ziegelgedecktem Satteldach. Das Wohnhaus ist einseitig angebaut, es ist zweiachsig und besteht in seiner Fassade aus roten und gelben Feldbrandziegeln, wobei das rote Material eindeutig überwiegt. Die Fenster sind mit Rund- und Segmentbögen überdeckt, und das straßenseitige Gesims ist konsolartig aufgestelzt. Ansonsten ist die Fassade relativ schmucklos. Baumittig, übergreifend auf Haus Nr. 67, besteht eine Verdachung mit einem einfachen und schlichten Ortgang. Die Grundrisse im Erd- und Obergeschoss befinden sich noch im alten Zuschnitt. Das Haus ist Bestandteil der sogenannten „Seidenwebersiedlung“, erbaut um 1890 als arbeitsstättennahes Domizil für die Arbeitnehmer der ehemaligen Tuchfabrik Deuß und Oetker (heute Verseidag AG). Es ist bis heute ein wichtiges Dokument der Ortsgeschichte, der Geschichte der Textilindustrie am Niederrhein sowie ein Zeugnis der Fabrik- und Siedlungsarchitektur des späten 19. Jahrhunderts, aus dem sich die damaligen Arbeits- und Lebensverhältnisse ablesen lassen. Mithin besteht ein öffentliches Interesse an der Erhaltung und Nutzung dieses Gebäudes. | 1890–1900                 | 26. November 1993  | 139             |
| Siedlungshaus                     | Siedlungshaus                          | Schiefbahn Albert-Oetker-Straße 67 Karte         | Bei diesem Wohnhaus handelt es sich um eines der ältesten Häuser in dieser Siedlung. Es ist ein eingeschossiges, traufenständiges Gebäude mit ausgebautem Dachgeschoss und ziegelgedecktem Satteldach. Das Wohnhaus ist einseitig angebaut, es ist zweiachsig und besteht in seiner Fassade aus roten und gelben Feldbrandziegeln, wobei das rote Material eindeutig überwiegt. Die Fenster sind mit Rund- und Segmentbögen überdeckt, und das straßenseitige Gesims ist konsolartig aufgestelzt. Ansonsten ist die Fassade relativ schmucklos. Baumittig, übergreifend auf Haus Nr. 65, besteht eine Verdachung mit einem einfachen und schlichten Ortgang. Die Grundrisse im Erd- und Obergeschoss befinden sich noch im alten Zuschnitt. Das Haus ist Bestandteil der sogenannten „Seidenwebersiedlung“, erbaut um 1890 als arbeitsstättennahes Domizil für die Arbeitnehmer der ehemaligen Tuchfabrik Deuß und Oetker (heute Verseidag AG). Es ist bis heute ein wichtiges Dokument der Ortsgeschichte, der Geschichte der Textilindustrie am Niederrhein sowie ein Zeugnis der Fabrik- und Siedlungsarchitektur des späten 19. Jahrhunderts, aus dem sich die damaligen Arbeits- und Lebensverhältnisse ablesen lassen. Mithin besteht ein öffentliches Interesse an der Erhaltung und Nutzung dieses Gebäudes. | 1890–1900                 | 26. November 1993  | 138             |
| Verseidag-Gebäude                 | Verseidag-Gebäude                      | Schiefbahn Albert-Oetker-Straße 74–94 Karte      | 1) Empfangsgebäude und Bürogebäude, zwei bzw. eingeschossig, davon Empfangsgebäude 7-achsig mit leicht vorgezogener übergiebelter Mittelachse. 2) Weberhalle A, eingeschossig mit Sheddach, offenes System. 3) Weberhalle B, eingeschossig mit Sheddach, offenes System. 4) Lagergebäude, dem Empfangsgebäude vorgelagert, eingeschossig, flaches Satteldach. 5) Rampengebäude, eingeschossig, Pultdach. 6) Kesselhaus mit Kamin, eingeschossig, Satteldach, angesetzte quadratische Ecktürme mit 3 Geschossen und Zeltdach. 7) 2 Kutscherhäuser mit Remisen, zweigeschossig mit ausgebautem Dachgeschoss bzw. eingeschossig, Krüppelwalmdach. 8) Wohnhaus Albert-Oetker-Str. 74/76, eingeschossig, 4-achsig, mit ausgebautem Dachgeschoss, Satteldach, straßenseitig teils traufenständig, teils giebelständig, Straßengiebel leicht vorgezogen. 9) Wohnhaus Albert-Oetker-Str. 78/80, zweigeschossig, 5-achsig, Satteldach mit leicht vorgezogener und übergiebelter Mittelachse. Alle genannten Gebäudeteile sind aus roten und gelben Feldbrandziegeln, wobei die roten als Grundfarbe und die gelben als schmückende Elemente verwandt wurden. Öffnungen für Fenster, Türen und Tore haben Rund-, Segment- und Korbbögen und sind zum Teil paarweise zusammengefasst und mit einem dritten Segment überlagert. Weiterhin haben sie historisierende Schmuckformen im Bereich der Fassaden und Traufgesimse, darunter tlw. waagerechte Friese, Lisenen in den Flächen und an den Ecken als Ortgänge weitergeführt, 2-stufige Giebelreiter mit rundbogenübereckten Blindöffnungen sowie ausgestellte stilisierte Kragengesimse. Die Anlage ist ein bedeutendes Zeugnis für die Geschichte des Ortsteils Schiefbahn sowie für die Arbeits-, Produktions- und Lebensbedingungen in einem für den linken Niederrhein wichtigen und typischen Industriezweig. Die Gestaltung des Komplexes lässt aus wissenschaftlichen, architekturgeschichtlichen und künstlerischen Gründen eine Unterschutzstellung geboten erscheinen. | 1890                      | 22. Dezember 1988  | 76              |
| weitere Bilder                    | Klosterkirche St. Bernhard             | Schiefbahn Albert-Oetker-Straße 98–102 Karte     | Zur Geschichte des St.-Bernhard-Gymnasiums: Die Missionsschule St. Bernhard in Schiefbahn wurde am 15. Okt. 1946 gegründet. Initiatoren waren der ortsansässige Apotheker Hans Schmitz, ehemals selbst Oblatenschüler, und Pater Mehren, seinerzeit Kaplan in Lürrip. Die Schule bezog zunächst die Sommervilla des Seidenfabrikanten Albert Oetker, die im Dritten Reich als NS-Gauschule genutzt worden war. Das Bernhards-Patrozinium wurde als Referenz gegenüber dem Schiefbahner Pfarrer Bernhard Nicolini gewählt, der sich ebenfalls sehr für die Ansiedlung eingesetzt hatte. Mit wachsenden Schülerzahlen und der (vorläufigen) Ernennung zum Progymnasium erfolgte 1953 ein Schul- und Klosterneubau nach Plänen des Architekten Kampshoff (Borken). Während diese Gebäude gestalterisch konventionell blieben, galt die 1961/62 errichtete Kapelle schon zeitgenössisch als ein im näheren Umfeld selten spektakuläres Bauwerk. Mit der endgültigen Erhebung zum Progymnasium 1960 verlor die Schule auch ihren Charakter als Missionsschule (für den Ordensnachwuchs) und öffnete sich nach außen. Weitere Schulneubauten entstanden 1968 und in den 1970er Jahren. Seit Mitte der 1980er Jahre wurden Verhandlungen über den (1993 erfolgten) Weggang durch die Stadt Willich geführt. Die Schule verblieb aber in freier Trägerschaft des Ordens der Hünfelder Oblaten. Die ehem. Kapelle ist heute zu einem „Forum“ umgewidmet, d. h. sie besitzt keinen geweihten Status mehr. Beschreibung: Es handelt sich bei dieser nach einem beschränkten Wettbewerb (1960) im Jahre 1961–62 erstellten Kapelle mit allen ihren architektonischen Details um eine gut gelungene Darstellung sakraler Modernität, eingegliedert in das Umfeld aus hochgeschossigen Schulbauten, großzügiger Parkanlage und Gründerzeitvilla. Bestimmendes Bauteil des Stahlbetonskelettbaus, dessen Prägnanz auch in seiner häufigen Verwendung als Logo zum Ausdruck kommt, ist die gefaltete Helmpyramide aus Beton, welche die Kapelle als Zeltdachtypus ausweist. Diese Helmpyramide, das Zelt Gottes unter den Menschen darstellend, wird von 12 symmetrisch angeordneten Pfeilern getragen, die 12 Apostel manifestierend. Um den Hauptaltar als ideellen Mittelpunkt gruppieren sich 9 Nebenaltäre, in axialer Ausrichtung und Beziehung auf den Hauptaltar, innerhalb eines umlaufenden, niedrigeren, mit Gittersteinen vom Zentralraum abgetrennten „Kapellenkranzes“. Um den Gläubigen auf den Gottesdienst oder die Opferfeier vorzubereiten, führen die Kirchtüren nicht unmittelbar in den Hauptkapellenraum. Erst nach Durchschreiten der Eingangshalle und dem nach oben offenen und allseitig von der Umwelt abgeschlossenen Atrium gelangt der Besucher über einen trapezförmig angelegten Windfang (mit Taufstein) in den durch seine Höhe mächtig wirkenden zentralen Raum, dessen Boden mit norwegischen Quarzitplatten belegt wurde. Außerdem waren in den Annex- bzw. Flügelgebäuden vor der Kapelle noch zwei Sakristeien und zwei weitere Kapellen, „Hauskapelle“ und Kapelle „Maria Schnee“, untergebracht. Diese Räume sind inzwischen z. T. umgenutzt (die Hauskapelle heute Bücherei, die Kapelle Maria Schnee wird weiterhin für Gottesdienste genutzt), baulich aber im Wesentlichen unverändert. Zum Ursprungsentwurf zugehörig ist außerdem ein Glockenturm, der am (ehem.) Übergang der Hauskapelle zu dem benachbarten Schul- bzw. Klostertrakt vor die Flucht des Eingangsbaus gestellt wurde. Hervorzuheben sind die Beton-Farbglasfenster im Zentralbau, der Eingangshalle und der beiden (ehem.) Kapellenräume, die seitlich und oberhalb Wandscheiben rahmen. Der künstlerische Entwurf für die Fenster stammt von Sr. E(h)rentrud Trost aus der Benediktinerinnenabtei Varensell (Westfalen). Inmitten des Atriums befindet sich eine Skulptur des Ordensstifters (OMI), Eugen von Mazenod, Bischof von Marseille, geb. 1. Aug. 1782, gest. 21. Mai 1861, durch Papst Paul VI. am 19. Okt. 1975 seliggesprochen. Weiterhin sind die künstlerischen und handwerklich gut gestalteten Türen im Zugang zum Hauptraum aus Massiv-Bronze einschließlich der hier und an den Türen im Eingangsvorbau vorhandenen, teils figürlichen Türgriffe sowie das Relief außen über dem Haupteingang von prägnanter Ausdruckskraft. Würdigung: Funktionale bzw. liturgische Gedanken prägen die Gestalt der Bernhardskapelle und machen sie zu einem sehr anschaulichen Zeugnis des modernen Kirchenbaus nach 1945. Einige symbolische Gehalte wie das Zeltdach und die Zwölfzahl wurden bereits bei der Beschreibung erwähnt. Darüber hinaus wird die Kapelle bestimmt durch die Spannung zwischen dem Zentralbau-Charakter des zentralen Polygons und der gleichzeitigen Gerichtetheit der Wegeführung und der Altaranordnung innerhalb des Gebäudes. Die Kapelle steht damit konzeptionell an einer höchst bedeutsamen Nahtstelle. Ausgehend vom Bemühen um eine stärkere Teilnahme der Gläubigen an der Messfeier, entstanden insbesondere im katholischen Kirchenbau des Rheinlandes etwa seit Mitte der 1950er Jahre vermehrt Zentralbauten, die genau den in Schiefbahn verwirklichten Kompromiss zwischen Zentralität (Baukörper) und Gerichtetheit (keine Zentralisierung des Altars) beinhalten. Sofern es sich nicht allein um Teilgebäude wie z. B. die traditionell zentralisierten Taufkapellen handelt, können diese in der Tat als eine Vorwegnahme der im Zweiten Vatikanum propagierten Ideen angesehen werden. In Schiefbahn wird durch die sehr genau entwickelte Wegeführung des Eintretenden u. a. durch Vorhalle, Atrium und Windfang diese Gerichtetheit betont. Die traditionell als „Kapellenkranz“ zu bezeichnende Anordnung der neun Nebenaltäre im Drei-Viertel-Rund um den Altar trägt ferner zu der auf kleinem Raum elaborierten Wegeführung im Inneren bei, wobei die ungewöhnliche bauliche Lösung dieses Gedankens ausweislich der erhaltenen Planzeichnungen und der späteren Interpretationsprobleme nicht einfach war. Wie der Zentralbau ist auch der Zeltdachgedanke ein typisches innovatives Element des Kirchenbaues um 1960, das sich in Schiefbahn mit den neuen Gestaltungsmöglichkeiten des Baustoffs Beton zu einer äußerst markanten Dachform verbindet. Insbesondere bei kleineren ländlichen Kirchen oder bei Kapellen fand diese Dachform Verwendung. Dachfaltungen dieser Art wurden um 1960 gerne als eine neue „heimliche“ Gotik, in Absetzung von der bisweilen sehr nüchternen Formensprache vorangegangener Jahre, bezeichnet. Ein typologisch eindeutiger, ebenfalls zeittypischer Rückgriff auf traditionelle Formen ist schließlich auch die Einbindung eines Atriums in die Gesamtanlage, wodurch ein direkter Bezug zu frühchristlichen oder mittelalterlichen Anlagen hergestellt wird. Ferner kommt hier wie auch in den beiden Flügelkapellen die generelle Tendenz des modernen Kirchenbaus zur differenzierten Gliederung des Baukörpers zum Ausdruck. Der Architekt Josef Bieling (1919–1980 od. 1981) hat sich in seinem Heimatort Kassel und in angrenzenden Gebieten insbesondere durch einige vielbeachtete Kirchenbauten und -restaurierungen einen Namen gemacht. So wurde die Bonifatiuskirche von 1957 als „markantestes Kasseler Bauwerk der Nachkriegszeit“ in den Brockhaus aufgenommen. Ferner fanden seine Gebäude Eingang in Architekturführer und Standardwerke zur Kirchenbaugeschichte des 20. Jahrhunderts, darunter: Kassel, Herz-Mariä-Kirche (1957); Maintal-Dörnig-Heim, Maria Königin (1957); Moringen, St. Ulrich (1959); Grebendorf b. Eschwege, kath. Zeltkirche (1960/61); Hannover, Zu den Hl. Engeln (1963/64); Bad Wildungen-Rheinhardshausen, St. Liborius (1966); Kassel, St. Theresia (1970); Maunburg (Bez. Kassel), Familienerholungsheim (m. A. von Branca, 173). Außer in Kassel war Bieling auch umfangreich im Bistum Hildesheim tätig; an Kirchenbauten sind hier bekannt: Göttingen, St. Godehard, 1959; Göttingen-Giesmar, Marie Frieden, 1961; Göttingen-Weende, St. Vinzens, 1960; Hannover-Kirchrode, Heilige Engel, 1964; Moringen, St. Ulrich, 1959; Uslar-Volprichausen, St. Joseph, 1961; Wahlsburg-Lippoldsberg (Bodenfelde), St. Maria Goretti, 1957. Denkmalwert: Das St.-Bernhards-Gymnasium, hervorgegangen aus der Missionsschule der Hünfelder Oblaten, ist nach mehr als fünfzigjährigem Bestehen ein fester Bestandteil der Ortsgeschichte von Schiefbahn geworden. Die Kapelle ist ein sinnfähiger und schon zur Bauzeit vielbeachteter baulicher Ausdruck dieses Wirkens. Ihr gefaltetes Zeltdach ist buchstäblich zum Logo geworden. Somit ist die Kirche bedeutend für Willich. Aus den dargelegten wissenschaftlichen, hier orts- und kulturgeschichtlichen Gründen besteht an Erhaltung und Nutzung der im Wesentlichen unveränderten Kapelle ein öffentliches Interesse. Hinzu kommen architektur- bzw. kirchenbaugeschichtliche Gründe, handelt es sich doch um ein anschauliches Zeugnis wichtiger Tendenzen im (katholischen) Kirchbau um 1960. Es handelt sich daher gemäß § 2 des Denkmalschutzgesetzes (DSchG) NRW um ein Baudenkmal. Quellen: Klosterkirche in Schiefbahn, Bez. Düsseldorf. In: Baumeister 1963. S. 836–838. www.St.bernhard-gymnasium.de (29. Juli 2002) Ludwig Hügen: 1889–1989: Hundert Jahre Deuss & Oetker, Verseidag in Schiefbahn. Willich 1989. Barbara Kahle: Rheinische Kirchenbauten des 20. Jahrhunderts (Landeskonservator Rheinland, Arbeitsheft 39). Köln 1985. Hugo Schnell: Der Kirchenbau des 20. Jahrhunderts in Deutschland. München 1973. Berthold Hinz: Architekturführer Kassel. Berlin 2002. www.bieling-architekten.de (29. Juli 2002) Bonifatiuskirche (Memento vom 23. April 2005 im Internet Archive) (29. Juli 2002). | 1961/62                   | 3. September 2008  | 114             |
| weitere Bilder                    | Alperhof                               | Willich Alperheide 65 Karte                      | Diese Hofanlage geht in ihren Ursprüngen bis in die Mitte des 17. Jahrhunderts zurück. Bereits 1660 wird der Alperhof in der Hardter Honschaft am Feller Kirchweg erwähnt. Der Hof selbst war wegen seiner grundherrlichen Abhängigkeit abgabepflichtig. Tranchot-Müffling zeigen in ihren kartographischen Darstellungen 1806 einen Streuhof, der in seiner Grundkonzeption auch heute noch, bis auf einige kleinere Umgestaltungen, so zu erkennen ist. Das Herrenhaus besteht einmal aus einem zweigeschossigen Hauptbaukörper und einem eingeschossigen, quer zur Längsseite eingeschobenen Nebenbau mit 5:3 bzw. 3 Achsen. Beide Baukörper sind verputzt, am zweigeschossigen Bauteil mit starken Ecklisenierungen und einer ausgeprägten Darstellung des Giebelortganges. Durch ein waagerechtes Giebelquerband entsteht ein separates Giebeldreieck, in dem zwei halbe Rundbogenfenster (Ochsenaugen) besonders auffallen. Die Fensterüberdeckungen sind scheitrecht und weisen verschiedene Größen auf und sind in ihren Sturzhöhen ebenfalls sehr differenziert dargestellt. Das Mauerwerk besteht aus Feldbrandziegeln, was auch für die Stallungen und die Scheune zutrifft. Diese sind zum größten Teil noch im originalen Zustand, insbesondere bezüglich der Dachkonstruktion. Die Fenster-, Tür- und Toröffnungen sind im Gegensatz zum Wohnhaus segmentiert überdeckt. Die Gesimse sind an den Außenfronten dreiteilig aufgestellt, und die Giebel weisen starke unterschnittene Vertreppungen am Ortgang aus. Die Lisenen an der Hofeinfahrt sind stark ausgebildet. Außerdem sind die Widerlager der Haupttorüberdeckung aus Naturstein. Das Herrenhaus ist auffallend in seiner inneren Darstellung. Es sind noch Kölner Decken, freie Balkendecken, Balkenkonsolen, originale Holzfüllungstüren mit profiliertem Futter und Bekleidungen, Holzgeschosstreppen in geschlossener Konstruktion, Paneele und vor allem Bodenfliesen. Da diese Hofanlage auch heute noch ausdrückliche Hinweise auf die damalige Großbäuerlichkeit und Siedlungsgeschichte vermittelt, ist eine Unterschutzstellung unumgänglich. | 17. Jh.                   | 26. November 1993  | 127             |
| weitere Bilder                    | Hagelkreuz                             | Schiefbahn Alte Landstraße / Niederheide Karte   | Das Hagelkreuz wurde zum Schutz gegen Hagel und Unwetter im Jahre 1905 errichtet. Es besteht aus Werkstein mit Inschrift und Datierung. Das Kruzifix ist aus Bronze. Literaturhinweis: Jakob Germes, Geschichte Schiefbahn, 1943. Erhaltung und Nutzung des Hagelkreuzes Alte Landstraße/Niederheide liegen aus volkskundlichen Gründen im öffentlichen Interesse. | 1905                      | 21. Oktober 1985   | 42              |
| weitere Bilder                    | Siedlungshaus                          | Schiefbahn Alte Landstraße 33 Karte              | Das Gebäude Alte Landstr. 33 ist ein zweigeschossiges Wohnhaus mit einem ziegelgedeckten Satteldach und einer Feldbrandziegelfassade. Die Vorderfront ist fünfachsig, wobei die beiden linken Achsen im Erdgeschoss zu einem größeren Schaufenster zusammengefasst sind. Die Mittelachse ist im Erdgeschoss als Haustür dargestellt, die Fensteröffnung im 1. Obergeschoss dagegen wurde seitlich mit Lisenen versehen und mit einer flachen Ziegelverdachung überdeckt. Im Brüstungsbereich der Fenster im 1. Obergeschoss sind jeweils in Fensterbreite rechteckige Nischen ausgebildet, die wandseitig mit quartförmig angeordneten Keramikfliesen ausgekleidet sind. Alle Öffnungen sind segmentbogenförmig überdeckt und haben, außer der Haustür und dem Schaufenster, eine Werksteinumrahmung. Besonders sind an Einbauteilen die Haustür, die geschlossene Holztreppe mit Holzgeländer und profiliertem Antrittspfosten, die Bodenfliesen des erdgeschossigen Hausflures und die Deckenstuckarbeiten erwähnenswert. Das Haus Alte Landstr. 33 variiert den seit dem 18. Jahrhundert entwickelten und im 19. Jahrhundert vertretenen Typus des Hauses mit Mittelgang in der Traufenseite, der in der Regel in drei- oder fünfachsiger Form auftritt. Das Gebäude ist demzufolge bedeutend für die Geschichte des Menschen, weil es zeigt, wie sich das Selbstverständnis eines damaligen Bauherrn in der Detailausformung eines gängigen Bautyps ausgedrückt hat. Weiterhin liegen architekturgeschichtliche Gründe vor, weil dieses Haus die Entwicklungs- und Gestaltungsmöglichkeiten eines Haustyps vor Augen führt, der für das Bauen des 19. Jahrhunderts charakteristisch gewesen ist. | 18./19. Jh.               | 25. Juni 1994      | 136             |
| Wohnhaus                          | Wohnhaus                               | Schiefbahn Alte Pastoratstraße 1 Karte           | Das Gebäude ist ein Ende des 17. Jh. entstandenes Bauernhaus. Das innere Fachwerk stammt aus dieser Zeit. 1904 wurde das Gebäude umgebaut, die vorhandene Backsteinfassade stammt aus dieser Zeit. Die in jüngster Zeit vorgenommenen Modernisierungsmaßnahmen dienten zur Erhaltung des Gebäudes. Hierdurch wurde es in seiner ganzen ablesbaren geschichtsbezogenen Vielschichtigkeit erhalten. Erhaltung und Nutzung des Gebäudes liegen gem. § 2 (1) DSchG NRW aus volkskundlichen und städtebaulichen Gründen im öffentlichen Interesse. | 17. Jh., 1904             | 24. Mai 1983       | 7               |
| Wohngebäude                       | Wohngebäude                            | Schiefbahn Alte Pastoratstraße 19/21 Karte       | Es handelt sich um ein traufenständiges, 2-geschossiges Fachwerkhaus. Dieses ist nach hinten eingeschossig abgeschleppt. Im Türsturz ist als Errichtungsdatum der 10. September 1763 genannt. Im 19. Jahrhundert wurde es teilweise verändert. Es stellt den Übergang eines Bauernhauses zu einem Bürger- bzw. Stadthaus dar. Dieses ist noch daran zu erkennen, dass rückwärtig eine Seite abgeschleppt ist, so dass hier eine Zweigeschossigkeit entstand. Es besitzt ebenfalls eine Backsteinbemalung auf den Holzbalken. Im Inneren des Gebäudes befinden sich noch wenige, an Ort und Stelle erhaltene religiöse Ornamente in der Stuckdecke. Dies ist einmalig im Kreis Viersen. Erhaltung und Nutzung des Gebäudes liegen aus ortsgeschichtlichen und städtebaulichen Gründen im öffentlichen Interesse. | 1763                      | 31. Dezember 1986  | 55              |
| weitere Bilder                    | Hofanlage Klapdorhof                   | Schiefbahn Alte Poststraße 2 Karte               | Der Klapdorhof befindet sich unmittelbar an der Landstraße 361 zwischen Schiefbahn und Neersen, nördlich des aus einer Honschaft entstandenen Ortsteils Niederheide. Bei der v. b. Hofanlage handelt es sich um eine vierflügelige Anlage aus Backstein. In der süd-/südöstlichen Ecke des Hofgevierts, welches mehrheitlich aus den großen, äußerlich eingeschossigen Wirtschaftsgebäuden mit ihren nach außen geschlossenen Wand- und Dachflächen gebildet wird, befindet sich das zweigeschossige Wohnhaus. Dieses Wohnhaus besitzt zwei durch ihre Gestaltung herausgehobene Schaufassaden: zum einen die Giebelseite zur Landstraße, zum anderen die Traufseite zu einem vorübergehenden Weg hin. Die Giebelseite ist heute durch eine moderne Verklinkerung entstellt; die ehemalige Lisenengliederung ist noch erkennbar. Die alte Haustür ist auch noch vorhanden. Die fünfachsige Traufseite zeigt hingegen noch weitgehend das alte Mauerwerk mit seinen auszeichnenden Gliederungen: Gesimse, Trauffries, Lisenen an den Ecken (mit fialenartigen Bekrönungen) und beiderseits der Mittelachse, deren oberes Fenster zudem durch Fensterbank und Sturzverdachung aus Naturstein hervorgehoben ist. Die beiden nach außen gerichteten Fassaden des Wohnhauses werden von einem kleinen Garten ergänzt, dessen Mauer mit Schmuckgitter erhalten ist. Im Inneren des Wohnhauses sind eine große Anzahl historischer Struktur- und Ausstattungselemente vorhanden. Neben der bereits erwähnten Haustür sind zu nennen der Schmuckfußboden aus Mettlacher Kacheln, die schlichte Holztreppe, Türen sowie einige bemerkenswerte Wandschränke in historisierenden Formen. Möglicherweise befinden sich unter den abgehangenen Decken weitere Schmuckdetails (Stuckierung, Deckenprofile). Alle genannten Elemente und der Dachstuhl sind augenscheinlich in gutem Zustand. Auch die Wirtschaftsgebäude belegen durch ihre Größe und Gestaltung die einstige Bedeutung der Hofanlage. Besondere Erwähnung verdienen die Tordurchfahrt und das an das Wohnhaus nordöstlich anschließende Nebengebäude. Die zeit- und naturialtypischen Friese unterhalb der Traufe bzw. am Giebel sind darüber hinaus auch an den anderen Wirtschaftsgebäuden vorhanden, gut erkennbar vor allem am Scheunengebäude im Nordwesten. Die beiderseits geschlossenen Dachflächen fügen das Geviert zu einer einheitlichen Gesamtwirkung zusammen, der sich auch einzelne spätere An- bzw. Ausbauten unterordnen. An historischen Elementen sind ferner preußische Kappendecken auf gusseisernen Stützen im östlichen Stallbereich besonders zu erwähnen. Auch die Dachkonstruktion ist, soweit erkennbar, noch in gutem Zustand erhalten. Der Hofraum wird schließlich geprägt durch einen mächtigen, mittig platzierten Kastanienbaum, der mit unter Schutz gestellt wird. An der Erhaltung und Nutzung des Klapdorhofes besteht ein öffentliches Interesse aus a.) besonders orts- und siedlungsgeschichtlichen Gründen, da es sich um eine seit dem Mittelalter belegte, bedeutende Hofstelle handelt, die ein Zeugnis der Honschaft Niederheide darstellt. Ludwig Hügen hat in seinem Buch „Alte Bauernhöfe in Schiefbahn“ herausgearbeitet, dass es sich bei Niederheide um einen der Siedlungskerne von Schiefbahn handelt. Der Klapdorhof selbst ist dabei Teil einer landschaftstypischen Reihung von Hofstellen entlang einer Bodenrinne innerhalb des Unterbruchs; b.) wissenschaftlichen, besonders architekturgeschichtlichen Gründen, da die Bauformen einschließlich der noch einen Gesamteindruck vermittelnden Ausstattungsdetails ein Zeugnis landwirtschaftlichen Bauens des ausgehenden 19. Jahrhunderts mit durchaus überdurchschnittlichem Anspruch bilden. Der Klapdorhof in Willich-Schiefbahn, Alte Poststr. 2, ist bedeutend für Schiefbahn. An seiner Erhaltung und Nutzung besteht ein öffentliches Interesse aus wissenschaftlichen, besonders orts- und siedlungsgeschichtlichen sowie architekturgeschichtlichen Gründen. Er ist ein Baudenkmal gemäß § 2 DSchG NRW. | 19. Jh.                   | 1. Oktober 1998    | 151             |
| weitere Bilder                    | Heimeshof                              | Schiefbahn Alte Schmiede 3 Karte                 | Bei dem Heimeshof handelt es sich um ein Wohnstallhaus in Fachwerk, das etwa um 1700 entstanden ist. Vom ältesten Bestand haben sich der Wohngiebel, eine Traufseite und wesentliche Teile des Ständerwerkes erhalten. Der Stallgiebel wurde anscheinend später durch Verziehen verändert; die zweite Traufseite ist im 19. Jahrhundert zum allergrößten Teil massiv erneuert worden. Auch wenn erst in jüngster Zeit der Kaminblock verloren ging, ist das Haus doch ein wichtiges Zeugnis niederrheinischer Bauweise. Es handelt sich hier um einen alten Hoftyp mit niederrheinischer Prägung. Besondere denkmalpflegerische Gründe liegen vor, weil der Heimeshof besonders prägend für die ortsgeschichtliche Entwicklung im bäuerlichen Bereich des Niederrheins aus dem Anfang des 18. Jahrhunderts ist. Erhaltung und Nutzung liegen gemäß § 2 (1) DSchG NRW aus wissenschaftlichen und volkskundlichen Gründen im öffentlichen Interesse. | 1700, 19. Jh.             | 20. Mai 1983       | 5               |
| weitere Bilder                    | Jüdischer Friedhof                     | Anrath Am Brückhof Karte                         | Der Anrather jüdische Friedhof, auf dem auch die Neersener Juden begraben wurden, liegt in der Zisdonk unweit der alten Landstraße Mönchengladbach–Krefeld. Dieser Friedhof war schon vor 1800 vorhanden. Es sind noch insgesamt 9 Grabsteine erhalten, die bis zu 1,74 m hoch sind und in ihren Umrissen an die traditionelle Form der dem Moses am Berg Sinai übergebenen 10 Gebotstafeln erinnern. Eingetragen sind Namen von Verstorbenen mit Geburts- und Sterbedaten zwischen 1810 und 1906. Die Grabinschriften sind hebräisch abgefasst, was erst in diesem Jahrhundert durch deutschsprachige Inschriften ersetzt oder ergänzt wurde. Die Steine werden im Einzelnen in der Anlage beschrieben. Die Unterschutzstellung der Anlage ist aus städtebaulichen und kulturhistorischen sowie volkskundlichen Gründen im öffentlichen Interesse. | 1800/1843                 | 3. Oktober 1988    | 71              |
| Verseidag-Gebäude                 | Verseidag-Gebäude                      | Schiefbahn Am Klosterpark 36–44 Karte            | 1.) Empfangsgebäude und Bürogebäude, zwei- bzw. eingeschossig, davon Empfangsgebäude 7-achsig mit leicht vorgezogener übergiebelter Mittelachse. 2.) Weberhalle A, eingeschossig mit Sheddach, offenes System. 3.) Weberhalle B, eingeschossig mit Sheddach, offenes System. 4.) Lagergebäude, dem Empfangsgebäude vorgelagert, eingeschossig, flaches Satteldach. 5.) Rampengebäude, eingeschossig, Pultdach. 6.) Kesselhaus mit Kamin, eingeschossig, Satteldach, angesetzte quadratische Ecktürme mit 3 Geschossen und Zeltdach. 7.) 2 Kutscherhäuser mit Remisen, zweigeschossig mit ausgebautem Dachgeschoss bzw. eingeschossig, Krüppelwalmdach. 8.) Wohnhaus Albert-Oetker-Str. 74/76, eingeschossig, 4-achsig, mit ausgebautem Dachgeschoss, Satteldach, straßenseitig teils traufenständig, teils giebelständig, Straßengiebel leicht vorgezogen. 9.) Wohnhaus Albert-Oetker-Str. 78/80, zweigeschossig, 5-achsig, Satteldach mit leicht vorgezogener und übergiebelter Mittelachse. Alle genannten Gebäudeteile sind aus roten und gelben Feldbrandziegeln, wobei die roten als Grundfarbe und die gelben als schmückende Elemente verwandt wurden. Öffnungen für Fenster, Türen und Tore haben Rund-, Segment- und Korbbögen und sind zum Teil paarweise zusammengefasst und mit einem dritten Segment überlagert. Weiterhin haben sie historisierende Schmuckformen im Bereich der Fassaden und Traufgesimse, darunter tlw. waagerechte Friese, Lisenen in den Flächen und an den Ecken als Ortgänge weitergeführt, 2-stufige Giebelreiter mit rundbogenübereckten Blindöffnungen sowie ausgestellte stilisierte Kragengesimse. Die Anlage ist ein bedeutendes Zeugnis für die Geschichte des Ortsteils Schiefbahn sowie für die Arbeits-, Produktions- und Lebensbedingungen in einem für den linken Niederrhein wichtigen und typischen Industriezweig. Die Gestaltung des Komplexes lässt aus wissenschaftlichen, architekturgeschichtlichen und künstlerischen Gründen eine Unterschutzstellung geboten erscheinen. | 1890                      | 22. Dezember 1988  | 76              |
| Bahnhof                           | Bahnhof                                | Schiefbahn Am Schiefbahner Bahnhof 3 Karte       | Das aus der 2. Hälfte des 19. Jahrhunderts stammende zweigeschossige Bahnhofsgebäude, in verschiedenfarbigen Backstein errichtet, ist ein ganz charakteristisches Beispiel der Bahnhofsarchitektur aus der 2. Hälfte des 19. Jahrhunderts und gehört zu den wenigen noch erhaltenen Bahnhofsgebäuden dieser wichtigen Strecke. | 19. Jh.                   | 26. November 1987  | 62              |
| Mühlenstumpf                      | Mühlenstumpf                           | Willich An Liffersmühle 15 Karte                 | Die Liffersmühle wird erstmals im Jahre 1518 als kurkölnische Windmühle erwähnt. Sie wurde 1577 mit einem Kostenaufwand von 1162 Talern, 5 Albus und 3 Hellern als Kastenbockmühle umgebaut. 1840 wurde sie durch einen steinernen Mühlenturm mit drei Fruchtgängen ersetzt. 1879 ging diese Mühle durch käuflichen Erwerb in den Besitz des Hefehändlers Liffers über, dessen Name sie bis dato erhalten hat. 1898 wurde die Windkraft durch den Einbau einer Dampfmaschine abgelöst. Als im Jahre 1918 der Mühlkranz durch Blitzschlag schwer beschädigt wurde, demontierte man die noch vorhandenen Windflügel, und der Mühlturm wurde bis zu seiner heutigen Höhe abgetragen bzw. abgedeckt. Bis zur endgültigen Aufgabe des Mahlbetriebes im Jahre 1923 hielt ein inzwischen montierter Dieselmotor den Mühlenbetrieb in Gang. Der auf dem oben näher bezeichneten Grundstück befindliche Mühlentorso besteht aus einem baulich noch gut intakten Säulenstumpf mit folgenden Abmessungen: Äußerer Durchmesser 10,00 m, innerer Durchmesser 7,00 m, Höhe ca. 5,00 m. Die Wandstärke beträgt an der Basis 1,50 m und besteht aus Feldbrandziegelmauerwerk mit Kalk-Zement-Vermörtelung. Die verwendeten Handformziegel weisen die relativ seltenen Ausmaße von 7:14:28 cm aus Die Besitzverhältnisse dieser Mühle waren recht vielfältig, wobei sich der Besitz durch einen Besitzer oder Pächter bis hin zu einer Vierteilung ergeben konnte. Die heute als Wohnhäuser umgebauten Nebengebäude stammen aus der 2. Hälfte des 19. Jahrhunderts und sind stilistisch an die Industriearchitektur dieser Zeit angelehnt. Aus zeitgeschichtlichen und lokalhistorischen Gründen ist eine Unterschutzstellung dieses Mühlentorsos erforderlich. | 1518 / 1840               | 25. Juni 1994      | 140             |
| Engels-Mühle Straßenfassade       | Engels-Mühle Straßenfassade            | Willich Anrather Straße 3–5 Karte                | Das ehemalige Mühlenwerk des Herrn Johannes Engels, deshalb auch volkskundlich „Engelsmühle“ genannt, wurde gegen Ende des 19. Jahrhunderts im Stil der Industriearchitektur errichtet. Die hier relevante an der Anrather Str. gelegene Straßenfassade des traufenständigen, dreigeschossigen Gebäudes besteht ganzflächig aus Feldbrandsteinen mit Vertikallisenen, einem vierteilig ausgestellten Konsolgesims und einem vierteiligen Querband oberhalb der Erdgeschossdecke. Die Fassade ist zwölfachsig und weist heute noch teilweise die seinerzeit üblichen Stahlfenster mit quadratischer Sprossierung sowie teilweise Blindöffnungen auf, wobei alle Öffnungen segmentbogenförmig überdeckt sind. Das gilt auch für die Türöffnung über der Laderampe bzw. für die Tordurchfahrt in Achse 10. Da die äußere Gestaltung in ästhetischer und technisch-funktionaler Hinsicht mit ihren Stilapplikationen als Beispiel einer früher gängigen, heute aber verschwundenen Industriearchitektur weitestgehend im Originalzustand erhalten ist, ist eine Unterschutzstellung dieser Fassade aus volkskundlichen, städtebaulichen und industriegeschichtlichen Gründen erforderlich. | Ende des 19. Jh.          | 8. April 2002      | 157             |
| weitere Bilder                    | ehem. Stahlwerk Becker                 | Willich Anrather Straße 21 Karte                 | In der Mittelachse der ehemaligen Stahlwerksanlage, südöstlich der Werkstraße, befindet sich neben dem Wasserturm die nordöstlich anschließende stufenförmig zurückspringende Folge dreier schmaler Hallen, die sich architektonisch der ersten Bauphase (1908/1910) als historisches Zeugnis anschließen. Charakteristisch für diese Epoche sind tonnengedeckte Hallen oder solche mit mehrfach gebrochenem Dachprofil, deren Wandflächen durch Wechsel von Klinker- und Putzflächen gegliedert sind. | 1910                      | 21. Juli 1986      | 47              |
| weitere Bilder                    | Fabrikantenvilla                       | Willich Anrather Straße 23 Karte                 | Das Gebäude ist Teil des ehem. Stahlwerkes Becker, welches heute von der engl. Militärbehörde genutzt wird und sich im Besitz des Bundes befand. Dieses Stahlwerk Becker ist ortsprägend für Willich 1. Als ehem. Fabrikantenvilla ist das Gebäude Anrather Str. 23 eng mit der ortsgeschichtlichen Entwicklung von Willich verbunden. Es handelt sich um eine ehemalige Fabrikantenvilla, welche 1912 entstanden ist. Das Gebäude ist zweigeschossig in nicht durchgezogenen Achsen mit halbovalem Eingangserker und Balkon. Es hat eine Putzfassade mit Stuckornamentik. Erhaltung und Nutzung des Gebäudes liegen als Teil des ehem. Stahlwerkes Becker aus ortsgeschichtlichen Gründen im öffentlichen Interesse. | 1912                      | 17. September 1987 | 57              |
| Gaststättengebäude mit Saal       | Gaststättengebäude mit Saal            | Schiefbahn Arnold-Leenen-Straße 1 Karte          | Dieser vierteilige Gebäudekomplex wurde im Jahre 1897 fertiggestellt und besteht aus: a.) Gesellschaftshaus in Eckkonzeption, zweigeschossig, ziegelgedecktes Walmdach, Seite Albert-Oetker-Straße mit 4 Achsen, Eckbereich mit einer Achse, im Dachgeschoss mit Zwerchgiebel und Zwerchdach, Seite Arnold-Leenen-Straße 5 Achsen, davon Bereich der Mittelachse leicht vorgezogen, ebenfalls mit Zwerchgiebel bzw. Zwerchdach im Dachgeschoss. b.) Zwischenbau eingeschossig, leichtes Satteldach, 2 Achsen. c.) Saalbau hochgeschossig, 6 Achsen, leichtes Satteldach, innen mit dreiseitiger Holzstützenreihe zur Ausnahme des Dachstuhls, eingebaute Bühne, Böden in alter Dielung und alten Fliesen. d.) kl. Anbau eingeschossig, leichtes Satteldach, 1 Achse. Alle dem Gesamtkomplex zugehörenden Baukörper haben Segmentbogenfenster, prägnante Eck- und Mittellisenen, welche bis zum ausgestellten und stilisierten Rundbogengesims reichen. Die Fassade besteht aus roten und gelben Feldbrandziegeln, wobei die roten als Grundfarbe und die gelben als schmückende Elemente verwandt wurden. Fassadenmittig, in Höhe der Erdgeschossdecke, sind waagerechte und auskragende Deckenbänder dreischichtig überlagert, die in Verbindung mit dem Gesims bzw. mit leichten farblich abgesetzten Farbbändern eine optische Auflockerung und Untergliederung der Fassade herbeiführen. Das Gesellschaftshaus wurde volksmundlich nur „Die Eck“ genannt und war über viele Jahre und Jahrzehnte der gesellschaftliche Mittelpunkt nicht nur der Arbeiter und Angestellten der Firma Deuß und Oetker, sondern auch des ganzen übrigen Dorfes. Albert Oetker, als Initiator und Erbauer, wollte durch Schaffung dieser Anlage eine Begegnungsstätte und einen kulturellen Mittelpunkt schaffen, der allen zugutekam. Ab 1914 wurden dann alle anfallenden Betriebsfeste der Nachfolgefirma Verseidag dort gefeiert. Da diese Gebäudeanlage im urbanen Zusammenhang mit der Verseidag-Weberei und der Verseidag-Siedlung gesehen werden muss, ist ein Erhalt bzw. eine Eintragung in die Denkmalliste der Stadt Willich aus volkskundlichen und städtebaulichen sowie aus siedlungsgeschichtlichen Gründen erforderlich. | 1897                      | 19. März 1990      | 85              |
| Siedlungshaus                     | Siedlungshaus                          | Schiefbahn Arnold-Leenen-Straße 11 Karte         | Bei diesem Gebäude handelt es sich um eines der ältesten Objekte in der sogenannten „Albert-Oetker-Siedlung“. Es ist um 1890 als arbeitsstättennahes Domizil für die Arbeitnehmer der ehemaligen Tuchfabrik Deuß & Oetker (heute: Verseidag) erbaut worden. Das eingeschossige, traufenständige Wohnhaus mit ausgebautem Dachgeschoss ist einseitig angebaut und hat ein ziegelgedecktes Satteldach. Das Haus ist zweiachsig und besteht in seiner Fassade aus roten Feldbrandziegeln. Die Fassade selbst ist bis auf zwei getrennt übereinanderliegende Friesbänder im Bereich der Traufe völlig schmucklos. Die Friese sind durch Ziegelkopfschichten leicht vorgezogen und bestehen aus gelbem Material. Fenster bzw. Türöffnungen haben Segmentstürze. Zusammen mit dem Wohnhaus Arnold-Leenen-Str. 13, welches bereits in die Denkmalliste der Stadt Willich eingetragen wurde, bildet dieses Wohnhaus ein Ensemble, das als Zeugnis der Ortsgeschichte, der Geschichte der Textilindustrie am Niederrhein sowie der Fabrik- bzw. Siedlungsarchitektur des späten 19. Jahrhunderts betrachtet werden muss. Aus diesem Grund besteht an der Erhaltung und Nutzung des Wohnhauses Arnold-Leenen-Str. 11 in Willich-Schiefbahn ein öffentliches Interesse und das Gebäude ist gem. § 2 i. V. m. § 3 DSchG NRW in die Denkmalliste der Stadt Willich einzutragen. | 1890/1900                 | 25. November 1992  | 115             |
| Siedlungshaus                     | Siedlungshaus                          | Schiefbahn Arnold-Leenen-Straße 13 Karte         | Bei dem Wohnhaus handelt es sich um eines der ältesten Häuser in dieser Siedlung. Es ist ein eingeschossiges, traufenständiges Gebäude mit ausgebautem Dachgeschoss und ziegelgedecktem Satteldach. Das Wohnhaus ist einseitig angebaut; es ist zweiachsig und besteht in seiner Fassade aus roten Feldbrandziegeln. Die Fassade selbst ist bis auf zwei getrennt übereinanderliegende Friesbänder im Bereich der Traufe völlig schmucklos. Die Friese sind durch Ziegelkopfschichten leicht vorgezogen und bestehen aus gelbem Material. Fenster- und Türöffnungen haben Segmentstürze. Das Haus ist Bestandteil der sogenannten „Seidenwebersiedlung“, erbaut um 1890 als arbeitsstättennahes Domizil für die Arbeitnehmer der ehemaligen Tuchfabrik Deuß & Oetker (heute Verseidag AG). Es ist bis heute ein wichtiges Dokument der Ortsgeschichte, der Geschichte der Textilindustrie am Niederrhein sowie ein Zeugnis der Fabrik- und Siedlungsarchitektur des späten 19. Jahrhunderts, aus dem sich die damaligen Arbeits- und Lebensverhältnisse ablesen lassen. | 17890/1900                | 9. Juli 1992       | 111             |
| St.-Josephs-Bogen                 | St.-Josephs-Bogen                      | Willich Bahnstraße 3 Karte                       | Der St.-Josephs-Bogen ist historischer Bestandteil der Bahnstraße und trägt zur Charakterisierung des Ortsbildes bei. Darüber hinaus hält er die Erinnerung an ehemalige vorhandene öffentliche Gebäude wach, deren ortsgeschichtliche Bedeutung groß ist. Eine Erhaltung ist sinnvoll, zumal er ein gestaltendes Element in der geplanten Fußwegverbindung darstellt. Der St.-Josephs-Bogen ist charakteristisch für die Ortsgeschichte der Stadt Willich, hier des Ortsteils Alt-Willich. Er ist der ehem. Eingangsbereich eines hinter ihm gelegenen ehem. öffentlichen Gebäudes, das in jüngster Vergangenheit abgebrochen wurde. Erhaltung und Nutzung des St.-Josephs-Bogens liegen aus stadtgeschichtlichen Gründen im öffentlichen Interesse. | unbekannt                 | 11. Dezember 1987  | 58              |
| Wohnhaus                          | Wohnhaus                               | Willich Bahnstraße 6 Karte                       | Das Gebäude Bahnstraße 6 ist um 1900 entstanden. Es ist zweieinhalbgeschossig in vier Achsen mit einer Toreinfahrt. Die linke Achse ist verbreitert. Eine Achse besitzt einen dreiseitigen Erker im Obergeschoss. Die Mittelbetonung der Fassade erfolgt durch Schweifgiebel. Das Gebäude ist verputzt mit Jugendstilornamenten. Die alte Tür sowie die alte Tordurchfahrt und das Treppenhaus sind noch aus der Entstehungszeit. Im linken Zimmer des Erdgeschosses befinden sich noch eingebaute Möbel aus der Ursprungszeit. Erhaltung und Nutzung des Gebäudes liegen aus architektonischen und städtebaulichen Gründen gem. § 2 (1) DSchG NRW im öffentlichen Interesse. | um 1900                   | 25. Januar 1984    | 14              |
| ehem. Hofanlage                   | ehem. Hofanlage                        | Willich Bahnstraße 8 Karte                       | Es handelt sich hierbei um eine ehemals 4-flügelige Hofanlage, erbaut im 19. Jahrhundert (Wohnhaus 1830 und Scheune 1878/79). Der Scheunenteil besitzt eine reine Feldbrandziegelfassade, das Wohnhaus dagegen eine front- und giebelseitige Putzfassade mit 7 Achsen und Toreinfahrt. Fenster-, Tür- und Toröffnungen besitzen prägnante Stuckornamentik in Form von Gewänden, Rosetten, stilisierte Blüten und Querbänderungen. Obwohl die Eingangstür 1949 und später auch die Fenster geändert, bzw. erneuert wurden, ist im Großen und Ganzen der ursprüngliche Zustand erhalten geblieben. Erhaltung und Nutzung liegen daher aus volkskundlichen und städtebaulichen Gründen im öffentlichen Interesse. | 1830/1878                 | 6. Februar 1990    | 81              |
| Wohn- und Geschäftshaus           | Wohn- und Geschäftshaus                | Willich Bahnstraße 22 Karte                      | Bei dem Gebäude handelt es sich um ein typisches 5-Fenster-Haus aus dem 19. Jahrh. Die um 1910 verputzte und schlicht gegliederte Front wurde in der Nachkriegszeit geglättet. Im Inneren des Hauses haben sich einige Details der historischen Ausstattung erhalten, die von Interesse sind. Neben dem Dielenboden und den gut gestalteten Vertäfelungen und der Treppe aus den 20er und 30er Jahren sind vor allem die recht reichen Stuckdecken aus dem Ende des vorigen Jahrhunderts zu erwähnen. Da zudem einiges über die Geschichte des Hauses und des Grundstückes bekannt ist, liegen Erhaltung und Nutzung vor allem aus ortsgeschichtlichen Gründen im öffentlichen Interesse. | 19. Jh.                   | 25. Februar 1986   | 45              |
| Wohn- und Geschäftshaus           | Wohn- und Geschäftshaus                | Willich Bahnstraße 24 Karte                      | Es handelt sich hierbei um ein 2-geschossiges traufenständiges Bürgerhaus, erbaut im Jahre 1826 mit 30° Satteldach und Ziegeleindeckung. Das Gebäude ist 7-achsig, wobei die fünfte Öffnung im EG (von links) als Haustür ausgebildet ist. Die Fassade ist geputzt und zwischen den beiden Wohngeschossen befinden sich zwei horizontale parallel verlaufende und ausprofilierte Putzquerbänder, die im dunkleren Ton zur Fassade abgesetzt sind. Im Erdgeschoss befinden sich noch überwiegend die ursprünglichen Sprossenfenster. Hingegen sind sie im Obergeschoss erneuert worden, wobei die Originalausführung berücksichtigt wurde. Die Fensterstürze sind scheitrecht und ohne jegliche prägende Darstellung hinsichtlich Gewände oder Faschen. Das Haustürgewände ist stark profiliert mit dunkler Farbabsetzung. Die Fassade selbst ist schmucklos und mit leicht getöntem Kunstharzanstrich versehen. Im Innern des Hauses sind folgende markante Einbauten zu nennen: Haustür mit Steinzeugfliesen in dreifarbiger Vexierverlegung. Im Bereich der Decken (mittig) stark ausgeprägte Stuckornamentik mit Rosettierung und historisierender Darstellung. Wand- und Deckenanschlüsse stark profiliert. Küche mit weißblauer Wandverfliesung, einschl. oberer Abschlussbänder. Im Obergeschoss befindet sich noch eine zweiflüglige asymmetrische Jugendstiltür mit Verglasung. Ansonsten sind noch teilweise alte Holztürzargen vorhanden. Der Dachstuhl ist liegend und mit neuer Ziegeleindeckung versehen. Halbunterkellerung mit quergelagertem schwerem Tonnengewölbe. Die Einrichtung der Apotheke ist in Darstellung und handwerklicher Ausführung dem Jugendstil zuzuordnen und war bereits zum Ende des 19. Jahrhunderts vorhanden. Aufgrund dieses Erscheinungsbildes liegt die Erhaltung und Nutzung des Gebäudes in volkskundlicher und städtebaulicher Hinsicht im öffentlichen Interesse. Für die Eintragung des o. g. Denkmals wird nach § 80 II Nr. 4 der Verwaltungsgerichtsordnung (VwGO) die sofortige Vollziehung angeordnet. | 1826                      | 21. Januar 1991    | 97              |
| Wohnhaus                          | Wohnhaus                               | Willich Bahnstraße 33 Karte                      | Bei diesem Objekt handelt es sich um eine Villa im Stil der Gründerzeit aus dem Jahre 1913, in traufenständiger Form und mit einer gut akzentuierten Putzfassade. Das Gebäude ist zweigeschossig mit 3 Achsen und besitzt ein ausgebautes Mansarddachgeschoss mit Ziegel- und Schiefereindeckung. Auffallend ist im 1. Obergeschoss die Ausrundung der straßenseitigen Außenwand im Bereich der 2. Achse mit einer vierteiligen Fensteranordnung; außerdem sind die paarweise zusammengestellten Balkenkonsolen im Gesimsbereich dominant dargestellt. Mit den beiden Pilastern am Hauseingang, dem leicht angedeuteten Gurtgesims und den vier vertikalen kartuschenähnlichen Putzfeldern zwischen den einzelnen Achsen ist die Fassade ein gutes Beispiel der damals bevorzugten Putztechnik am Ende des 19. und 20. Jahrhunderts. Im Inneren des Hauses sind vor allem einige schwere Wohnungstüren mit breiter Füllung mit profilierter Bekleidung, der im Erdgeschoss befindliche gemusterte Fliesenboden im Bereich des Treppenhauses, die hölzerne Geschosstreppe in geschlossener Konstruktion mit ausgearbeiteten Holzgeländer sowie einige noch vorhandene Stuckdarstellung im Deckenlampenbereich vorhanden. Das Gebäude besitzt im linken hinteren Bereich einen Flügelanbau sowie ein ehemaliges Stallgebäude, die als Ensemble mit einbezogen werden. Die Konzeption dieser Besitzung stellt im Bereich der Alt-Willicher Innenstadt ein gutes Beispiel des um die Jahrhundertwende angewandten Baustils in klarer Form dar. Aus orts- und architekturgeschichtlichen Gründen ist eine Unterschutzstellung erforderlich. | 1913                      | 16. Dezember 1994  | 144             |
| Villa                             | Villa                                  | Willich Bahnstraße 87 Karte                      | Bei dem Gebäude handelt es sich um die sogenannte Villa Langels, welche 1892 im Stil der Neorenaissance errichtet wurde. Sie stellt sich als Gebäudeensemble dar, bestehend aus mehreren ineinandergehenden und integrierenden Baukörpern, welche in ihrer Geschossigkeit wiederum sehr differenziert sind. Das Haupthaus ist zweigeschossig mit 4:2 Achsen. Daran anschließend befindet sich ein eingeschossiger, giebelständiger Baukörper mit ausgebautem Dachgeschoss. Augenfällig ist dann der quadratische Turmschaft mit einer Achse, sechs Geschossen und einer zusätzlichen Dachplattform. Ein querdachüberdeckter kleiner Bauteil im Bereich des Haupteinganges macht das Gebäudeensemble komplett. Die einzelnen Baukörper weisen mit Ausnahme des Turmes ein ziegelgedecktes Satteldach mit stark ausgeprägten Ortgängen auf. Die Fenster sind teils rund- bogenförmig, teils segmentförmig überdeckt. Die Fassade selbst ist stark strukturiert und weist im Erdgeschoss eine Polsterquaderung auf. Verstärkt wird dieser Eindruck an der Hauptfassade durch die Quaderlisenen und das ausgeprägte Konsolgesims an Traufe- und Giebelortgang. Sie ist zudem augenfällig durch ein flächenteilendes Doppelquerband mit zwischenseitiger Stuckornamentik und einem giebelgleichen Mittelrisaliten. Die Fensterbögen des Haupthauses weisen im Erdgeschoss, im Bereich der Scheitelpunkte Keilsteine auf, während im Obergeschoss teilweise die Öffnungen mit Dreiecksgiebeln überdeckt sind. Im Inneren des Hauses sind besonders die Geschosstreppe, die Stuckdeckenornamentik, der Fliesenboden, der Dachstuhl sowie die meisten der Innentüren und im Besonderen die Haupteingangstür erwähnenswert. Dies gilt auch für den noch vorhandenen seitlich gelegenen Springbrunnen. Die hier angewandte Architektur spiegelt besonders einprägend die Bedeutung der Auffassung des damaligen ersten Besitzers, einem privatisierenden Landwirt, wider. Die Errichtung des Turmschaftes hingegen wurde in erster Linie aus Hobbygründen, und zwar aus astronomischen Zwecken vorgenommen. An der Erhaltung und Nutzung des v. g. Objektes bestehen aus architektur- und lokalhistorischen Gründen ein öffentliches Interesse. Mithin ist das beschriebene Objekt im Zusammenhang mit der kleinen Parkanlage, einschließlich der noch aufstehenden Bäume sowie des Springbrunnens gem. § 3 DSchG NRW in die Denkmalliste der Stadt Willich aufzunehmen. | 1892                      | 23. Juli 1993      | 125             |
| weitere Bilder                    | Jüdischer Friedhof                     | Schiefbahn Bertzweg Karte                        | Der neu errichtete Judenfriedhof am Bertzweg in Schiefbahn wurde von 1913 an als Ersatzanlage für den in Knickelsdorf geschlossenen Friedhof benutzt. In der Zeit des Nationalsozialismus wurde auch dieser Friedhof mehrfach geschändet. Nach dem Kriege wurde auch dieser Friedhof in einen würdigen Zustand versetzt und die wenigen erhaltenen Grabsteine wieder aufgestellt. In insgesamt 3 Gruppen sind die Grabstellen aufgeteilt: Im ersten Gräberfeld findet man die Grabsteine von 26 Schiefbahner Juden, ein weiteres Gräberfeld umfasst 16 Grabsteine jüdischer Einwohner von Gustorf-Gindorf. Diese Grabstellen auf den beiden letzten Feldern wurden im Jahre 1957 aus den beiden Gemeinden, die der Braunkohle weichen mussten, nach Schiefbahn verlegt. Die Beschreibung der einzelnen Grabsteine befindet sich in der Anlage. Die Unterschutzstellung der Anlage ist aus städtebaulichen, kulturhistorischen sowie volkskundlichen Gründen im öffentlichen Interesse. | 1913                      | 14. Dezember 1988  | 72              |
| weitere Bilder                    | Großbeudelshof                         | Anrath Beudelsdyk 6–18 Karte                     | Die Hofanlage besteht aus dem Stallteil eines Wohnstallhauses, an das T-förmig ein zweigeschossiges Wohnhaus im Schweizer Stil im Jahre 1906 angebaut wurde. Ein Fachwerkstall, der im Dachbereich verändert worden ist, ein Torhaus und zwei Scheunen komplettieren die ursprünglich vierseitig geschlossene Hofanlage. Insbesondere das Wohnhaus, das zweigeschossig ist, zeigt eine Gestaltung, die einer Villa im Schweizer Landhausstil entspricht. Die Fassadengestaltung beruht auf der Kombination von Putzflächen Backsteinflächen. An der Nordwestseite ist im Erdgeschoss ein überdachter Austritt, der gleichzeitig einem Balkon für das 1. Obergeschoss bildet. Besonders schön durchgeformt ist die Nordwestseite, die durch 3 Fensterachsen gegliedert wird. Dabei ist die mittlere Achse (ganz in glasiertem Backstein mit Schmuckelementen) erkerartig vorgezogen. Sie springt im 2. Obergeschoss zurück und bildet einen Austritt, der durch einen eigenen Giebel überdacht ist. Die Außenwand ist hier in Sichtfachwerk gestaltet. Die Innenausstattung des Hauses ist bemerkenswert. Nahezu alle Zimmer zeigen Stuckdecken des Jugendstils. Die Türen, die tlw. vorhandene Wandverkleidung, die Fenster und das Treppenhaus (alle ebenfalls Jugendstil) sind erhalten. Haustür und Fenster weisen auch diese Stilelemente auf. Die Eintragung der Anlage in die Denkmalliste ist aus ortsgeschichtlichen und siedlungsgeschichtlichen Gründen unbedingt notwendig. | 1906                      | 20. Mai 1988       | 65              |
| weitere Bilder                    | Gebäude Nr. 9 Stahlwerk Becker         | Willich Casino-Straße / Anrather Straße 21 Karte | Das Gebäude Nr. 9 im ehem. Stahlwerk Becker entstammt lt. Gutachten Dauber vom 28. Sept. 1990 der sog. Ausbaustufe 1916/19, damit noch der ersten Phase der Entwicklung des Stahlwerks ab 1910 bis zum Ende des Ersten Weltkrieges. Seine ursprüngliche Zweckbestimmung ist aus den vorliegenden Archivunterlagen und Gutachten nicht ersichtlich. Aus dem Baubestand lässt sie sich angesichts einiger Veränderungen im Grundriss ebenfalls nicht mit der nötigen Sicherheit erschließen. Von den englischen Streitkräften wurde es wohl als Kasino-/Kantinengebäude genutzt; eine solche Nutzung wäre auch innerhalb des Stahlwerks denkbar. Das Äußere des anderthalbgeschossigen Putzbaues auf rechteckigem Grundriss mit großflächigem Walmdach ist stilistisch dem benachbarten Hauptverwaltungsgebäude angeglichen, setzt dessen aufwändige Detailgestaltung aber in einfacheren Formen um. Eine farbig abgesetzte umlaufende Lisenengliederung unterteilt die Wandflächen in regelmäßigen Felder, welche die hochrechteckigen, sprossengeteilten Fenster aufnehmen. Insgesamt drei Zugänge sind durch kleine schiefergedeckte Vorbauten ausgewiesen: an der vorderen Stirnseite und zum Werksgelände hin führen sie, erhöht über Treppenzugängen erreichbar, in das Hauptgeschoss, an der zum Verwaltungsgebäude gerichteten Längsseite ebenerdig in das ausgebaute Sockelgeschoss. Im Inneren, dessen Grundriss ausweislich neuerer Bauuntersuchungen teilweise gegenüber dem Ursprungszustand verändert wurde, sind die in beiden Geschossen erhaltenen Fliesenböden der Ursprungszeit sowie die ungewöhnlich aufwändige Wandgestaltung durch Pilaster im Eingangsbereich des Sockelgeschosses hervorzuheben. Als integraler Bestandteil des ehem. Stahlwerks Becker ist o. a. Gebäude bedeutend für Willich und die Entwicklung der Arbeits- und Produktionsverhältnisse. Seine substanziell gute und anschauliche Erhaltung definiert den Zeugniswert für den Industriebau der 1910er Jahre. An der weiteren Erhaltung und Nutzung besteht aus wissenschaftlichen, insbesondere architektur-, orts- und wirtschaftliche Gründen ein öffentliches Interesse. Es handelt sich daher gemäß § 2 (1) DSchG NRW um ein Baudenkmal. | 1910                      | 5. Februar 2001    | 155             |
| weitere Bilder                    | Quirinuskapelle                        | Anrath Clörath Karte                             | Die Quirinuskapelle ist im Jahre 1610 entstanden. Sie besteht aus Fachwerk mit Backsteinausfachung auf quadratischem Grundriss. Sie besitzt ein vorgezogenes Satteldach. In der Holzdecke über der Tür befindet sich eine Inschrift. Erhaltung und Nutzung der Quirinuskapelle liegen aus wissenschaftlichen und volkskundlichen Gründen im öffentlichen Interesse. An dieser Kapelle führte früher sein alter Pilgerweg vorbei, wo bis zur Jahrhundertwende im September eines jeden Jahres die Pilger von Neersen kommend nach Süchteln Wallfahrten, wo in der Kapelle des Heiligenberges auch Quirinus, einer der 4 Marschalle, ebenfalls verehrt wurde. Dieser Pilgerweg ist über 300 Jahre nachgewiesen und soll nach der Überlieferung durch eine Viehseuche entstanden sein. Noch 1820 wurden 400 Pilger gezählt. In der Inschrift der Kapelle wird der hl. Quirinus angerufen, der Schutzheiliger gegen Pferdekrankheiten ist, und besonders in Neuss verehrt wurde. | 1610                      | 9. August 1985     | 31              |
| weitere Bilder                    | Stautenhof Ecke Schottelstraße         | Anrath Darderhöfe 1 Karte                        | Der Stautenhof, in der Honschaft Kraphausen, wird erstmals im Jahre 1631 unter seinem Pächter Ebber Stauten (geb. 1600) erwähnt und gehörte seit alters her zum Dekanat Neuss. In der Mitte des 19. Jahrhunderts erfuhr der Stautenhof eine Vergrößerung seiner Ländereien durch Einbezug von Grundbesitz aus den Ländereien des seinerzeit untergegangenen Kraphauserhofes. Letzter Namensträger war Jacobus Stauten, gestorben 1794. Wie die Tranchotkarte 1820 ausweist, bestand die Besitzung zu dieser Zeit aus mehreren unabhängigen Baukörpern. Erst um 1876 wurde sie zu ihrer heutigen dreiflügeligen Form zusammengefasst. Das aus Feldbrandziegeln errichtete Wohnhaus ist zweigeschossig mit 8:3 Achsen und ziegelgedecktem Satteldach sowie leichtsegmentierten Fensterüberdeckungen. Fensterbänke und Türrahmungen sind aus Sandstein erstellt. Die Fassade selbst ist bis auf ein leichtes Putzgesims völlig schmucklos und ohne Zierelemente. Die Scheunen und Stallungen, 1843 und 1858 neu errichtet, sind ebenfalls aus Feldbrandziegelmauerwerk und mit ziegelgedeckten Satteldächern versehen. Im Innern der Hofanlage sind die Fassadenteile schmucklos. Die außenseitige Straßenfassade des Torhauses dagegen weist ein prägnantes ausgestelltes Ziegelgesims und breite Eck- bzw. Mittellisenen aus. Das Torhaus mit seinen beiden Flügeln ist streng symmetrisch mit 5 Achsen aufgeteilt, wobei die mittlere Achse als Torweg ausgeführt wurde. Die Durchfahrt besitzt einen Korbbogen mit Torkeilstein und eingelegter Datierung 1876. Sie ist in ihrer Gesamtbreite mit einem erhöhten und ausgestelltem Ziergesims versehen und flachgiebelig überbaut, dazu beidseitig flankiert von kleinen quadratischen Türchen mit Plattenabdeckung. Alle Dachstühle sowie die noch vorhandenen Ständerwerke sind noch im Originalzustand. Der Arbeitskreis für die Aufgaben nach dem DSchG sprach bei seiner Bereisung am 21. Febr. 1991 einstimmig die Empfehlung aus, den Stautenhof in die Denkmalliste der Stadt Willich einzutragen, da aus ortsgeschichtlichen Gründen die Erhaltung und Nutzung der Hofanlage im siedlungs- und öffentlichen Interesse liegt. | 1631                      | 15. April 1991     | 106             |
| Dickerhof                         | Dickerhof                              | Willich Dickerheide 180 Karte                    | Der Dickerhof, dessen Ursprung bis in die Anfänge des 15. Jahrhunderts zurückgeht, war zunächst ein Plattengut in der Hardter Honschaft und wurde durch diese Bezeichnung in Wert und Ansehen den anderen umliegenden Höfen gegenüber beträchtlich hervorgehoben bzw. aufgewertet. Bis 1498 war es Lehen des Kölner Dompropstes, wurde später aber an das Kloster St. Nikolaus bei Dyck verkauft. Der Name ist wohl durch die Lage des Hofes zu verstehen, welcher an einem Landwehrdamm, also einem sogenannten Dick lag und durch seine Bedeutung war er auch namensgebend für die Dickerheide. In der Kartenaufnahme von Tranchot / Müffling 1805–1806 ist diese Hofanlage noch als Streuhof eingetragen, wobei der Grundriss einen recht wehrhaften Eindruck machte, ohne dass man von einem Wehrhof im klassischen Sinne sprechen kann. Aufgrund expansiver Maßnahmen und Erfordernisse hinsichtlich der Landwirtschaft, wurde der Hof im 19. Jahrhundert stark vergrößert und stellt sich heute als dreiflügeliges Wirtschaftsgebäude dar, das sich mit seinen Innenschenkeln um den Wohntrakt herumschließt. Diese Bauform wich von der sonst üblichen bäuerlichen Gestaltungsform ab und stellt eine gewollte und klar ersichtliche Trennung zwischen Wirtschaftsgebäude und Wohnhaus dar (Betonung des Herrenhauses). Dieses Wohn- und Herrenhaus war zunächst eingeschossig mit tlw. ausgebautem Dachgeschoss. Später wurde die nach Süden gehende Haushälfte auf eine Zweigeschossigkeit aufgestockt. Die beiden Giebel wurden beigearbeitet. Die dadurch entstandenen zwei verschiedenen Dachneigungen blieben weiterhin als ziegelgedeckte Satteldächer bestehen. Das jetzige Wohnhaus ist giebelständig mit 5:4:3 Achsen mit leicht segmentierten Öffnungen. Die 2. Haushälfte (1½-geschossige Bauweise) dient heute noch als Remise. Erwähnenswert ist hier das Eingangstor mit Segmentbogenüberdeckung und mit Taubenfluglöchern verzierter Verdachung. Die Scheunen- und Wirtschaftsgebäude bestehen, wie das Wohnhaus, aus Feldbrandziegelmauerwerk, haben ziegelgedeckte Satteldächer, teils noch mit originalen zimmermannsmäßigen Dachstühlen, Fassaden an allen Baukörpern sind bis auf kleinere strukturierte Ziegelgesimse völlig schmucklos. Im Innern des Wohnhauses, hauptsächlich im Erdgeschoss, befinden sich hervorragende Steinzeugfliesenflächen an Böden und Wänden sowie ausgeprägte Eckprofilierungen an Wand- und Deckenanschlüssen, gut dargestellte Deckenstuckornamentik, ornamentierte Trägerkonsolen, Jugendstiltüren mit Buntverglasung, geschlossene Holztreppe mit Schnitzwerken an Antrittspfosten, gut profilierte Füllstäbe und Handläufe, eingebauter Waffenschrank, weiterhin innenarchitektonisch gut gestaltete Jugendstil-Herdkamine. Bestandteil des gesamten Ensembles sind auch die nördlich gelegene Hauptzuwegung als baumbestandene Allee und der Obstbongert, sowie die südlich gelegene parkähnliche Grünanlage, mit jetzt trockengefallenem Teich. Zusammenfassend muss gesagt werden, dass einige Scheunen und Stallungen nicht ganz den Denkmalvorstellungen entsprechen. Diese Anlage muss aber als Gesamtes angesehen werden und zwar alle Gebäude mit der Zuwegung, der Bogert und die teichverzierte Grünanlage. Unter diesen Aspekten ist eine Unterschutzstellung aus lokalhistorischen und siedlungsgeschichtlichen Gründen unbedingt erforderlich. | 15./19. Jh.               | 14. August 1991    | 107             |
| weitere Bilder                    | Jagdschloss                            | Anrath Donkweg 47 Karte                          | Die Gebäude- und Gartenanlage sind ein typisches Beispiel der Bau- und Gartenarchitektur der Jahrhundertwende und stellen somit ein kulturhistorisches als auch landschaftlich prägendes Element im Außenbereich der Stadt Willich dar. Die Innenausstattung des Hauses ist bemerkenswert, nahezu alle Zimmer zeigen Stuckdecken aus dieser Zeit. Die Fenster und Türen sind ebenfalls erhalten. Die Erhaltung der Anlage ist aus ortsgeschichtlichen, siedlungsgeschichtlichen sowie landschaftsprägenden Gründen im öffentlichen Interesse. | 19. Jh.                   | 24. November 1988  | 75              |
| weitere Bilder                    | Sitterhof                              | Anrath Fadheiderstraße 129 Karte                 | Der Sitterhof stammt in seinen Ursprüngen aus dem Jahre 1570 mit einem damaligen anbaufähigen Grund von 45 Morgen Land und lag seinerzeit in einer exponierten Lage vor den Toren der Gemeinde Anrath. Der Hof selbst blieb relativ lange in Familienbesitz und zwar bis zum Ende des 18. Jahrhunderts. Zu Beginn des 19. Jahrhunderts bestand die Hofanlage aus 3 Hauptgebäuden, was auch durch die Kartografierung von Tranchot/Müffling aus dem Jahre 1805/1806 gewährleistet ist. Erst gegen Mitte bis Ende des 19. Jahrhunderts wurde der Hof zu seiner heutigen vierflügeligen Form umgebaut. Erwähnenswert sind das Wohnhaus in zweigeschossiger Bauweise und mit 5 Achsen sowie die seitlich liegenden Stallungen und Scheunen mit einem eingeschossigen Torhaus und Mittelgiebel, alles in Feldbrandziegelmauerwerk und ziegelgedeckten Satteldächern, wobei die rechts liegende Scheune bzw. Stallung straßenseitig einen Treppengiebel ausweist. Ansonsten sind die Fassaden, bis auf strukturierte Gesimse und Querbänderungen am Haupthaus, relativ schmucklos. Die Fensterbänke, Widerlagerkonsolen und Torkeilsteine sind aus Werkstein. Die Fenster- und Türöffnungen sind segmentiert überdeckt. Im Innern des Wohnhauses, vornehmlich im Erdgeschoss, sind noch einige Stuckdecken mit ausgeprägten Eckausbildungen, Stützkonsolen und Mittelrossetten vorhanden sowie die zum Obergeschoss führende Holztreppe in geschlossener Konstruktion in fachlich guter Ausführung des Antrittspfostens, der Füllstäbe und des Handlaufes. Außerdem sind beide Haustüren (Innenhof und Straßenseite) im alten Zustand. Desgleichen befinden sich im Erdgeschoss noch einige originale Füllungstüren. Aus diesem Grunde ist aus ortskundlichen und siedlungsgeschichtlichen Aspekten diese Hofanlage unter Schutz zu stellen, unter gleichzeitiger Einbeziehung der neun, an der Ostseite befindlichen Lauballeebäume, die als denkmalzugehörig betrachtet werden müssen. | 1570/19. Jh.              | 19. August 1991    | 108             |
| weitere Bilder                    | Wasserturm                             | Willich Fellerhöfe 3b Karte                      | Mit der Errichtung des Wasserturms wurde im Jahre 1928 begonnen. Dieser Wasserturm diente früher als Wasserreservat und als Druckerzeuger für das von ihm zu versorgende Gebiet. Er hat noch einen Behälter für ca. 400 Kubikmeter Trinkwasser. Eine Nutzung für wasserwirtschaftlichen Zwecke findet heute nicht mehr statt. Der Durchmesser des Turmes beträgt 8,75 m, die Höhe über Geländeoberfläche beträgt 41 m, mit Balustrade 42 m. Im erdgeschossigen Bereich sowie im Kellergeschoss sind noch Rohrsysteme und Pumpen vorhanden, die zwar nicht aus der Entstehungszeit stammen, doch auch älteren Datums sind (ca. 1951). Der Wasserturm Fellerhöfe ist ein architektonisches Zeugnis aus der Einführung der öffentlichen Wasserversorgung. Er ist von der technischen Geschichte her interessant und landschaftsgestaltend. Erhaltung und Nutzung des Wasserturms sind aus architektonischen und stadtgeschichtlichen Gründen im öffentlichen Interesse. | 1928                      | 4. Dezember 1987   | 59              |
| Hofanlage                         | Hofanlage                              | Willich Fellerhöfe 9 Karte                       | Bei dem Objekt Fellerhöfe 9 handelt es sich um eine geschlossene, vierflügelige Hofanlage mit Feldbrandziegelfassade und ziegelgedeckten Satteldächern. Sie befindet sich heute noch in gutem Zustand. Die Hofanlage ist genau axial in Nordsüdrichtung angelegt und teilweise von alten Laubbäumen umgeben. Das Wohnhaus ist traufenständig mit je 5 Achsen an Vorder- und Hinterfront. Die Feldbrandziegelfassaden weisen außer einem kleinen ausgestelzten Gesims mit Giebelkonsolen und einem mittigen Querband keine besonderen Schmuckelemente auf. Tür- und Fensteröffnungen haben Segmentbogen-Überdeckungen und Natursteinbänke. Alle vorhandenen Dachstühle sind noch im originalen Zustand, sie sind teils als liegende Konstruktion, teils als Diese Hofanlage, in ihren Ursprüngen ins 18. Jahrhundert zurückgehend und mit Erweiterungen und Umgestaltungen im 19. Jahrhundert, stellt aufgrund seiner Lage, einer Architektur und baulichen Ausführungen bzw. baulichen Zustandes in Verbindung mit den sechs großen Laubbäumen an der Eingangsseite ein erhaltens- und schützenswertes Ensemble dar. Die Voraussetzungen für eine Unterschutzstellung gem. § 2 DSchG NRW liegen vor und das Benehmen mit dem Rheinischen Amt für Denkmalpflege ist hergestellt. | 18./19. Jh.               | 31. Juli 1995      | 149             |
| weitere Bilder                    | Flöthhof                               | Anrath Flöthweg 35 Karte                         | Bei dem Flöthof handelt es sich um eine 1636 errichtete Hofstelle. Die Anlage ist ein zweigeschossiger Backsteinhof. Seine Front besitzt Fachwerk sowie eine zurückgezogene Eingangsachse. Die Vorderfront ist mit Krüppel- und Fußwalmdach versehen. Die Fenster wurden Ende des 19. Jahrhunderts verändert. Erhaltung und Nutzung des Flöthofes liegen aus volkskundlichen Gründen im öffentlichen Interesse. | 1636                      | 15. August 1985    | 36              |
| weitere Bilder                    | Kapelle mit Leichenhalle               | Willich Friedhofstraße Karte                     | An der östlichen Seite des Friedhofes von Willich wurde 1959–61 eine Kapelle mit Leichenhalle und frei stehendem Glockenturm errichtet. Architekt der im Auftrag der Gemeinde Willich erstellten Anlage war Peter Kuhlen aus Meerbusch Kapelle, Leichenhalle und Nebenräume lagern sich in drei unterschiedlich langen und hohen Flügeln um einen kleinen Hof, in dessen Mitte – ursprünglich als Zielpunkt einer Eingangsallee gedacht – der schlanke Glockenturm aufragt. Die Gebäude sind in Stahlbetonbauweise mit teilweiser Ziegelverkleidung errichtet und besitzen flache, tonpfannengedeckte Satteldächer. Die vom Zugang aus gesehen links angeordnete Kapelle ist etwa doppelt so hoch wie die anschließende Leichenhalle. Ihre Vorderseite ist vollständig in Glas geöffnet und mit einem schmiede-eisernen Schmuckgitter aus Kreuzmotiven mit kleinen Rosetten in der Mitte versehen (Künstler: Peter Hink, Büderich). Die weiß gestrichen abgesetzte Rahmung der Fassade gibt die sich innen fortsetzende, sichtbar belassene Binderkonstruktion wider, deren Abfolge wesentlich den Raumeindruck bestimmt. Der Innenraum ist grundsätzlich zurückhaltend schlicht gehalten und auf ein der Wand aufgesetztes Kreuz in der geschlossenen Abschlusswand des Chores hin ausgerichtet. Zwei Querhausarme ergänzen den tiefrechteckigen Grundriss zu einer Kreuzform. Der Chor wird von den beiden Längsseiten aus durch wandhohe schmale Fensterbahnen belichtet. Wand- und Kronleuchtern mit Kerzenlampen gehören wahrscheinlich noch zum Originalbestand. Der Boden ist mit Sauerlandschiefer-Platten belegt. Die rechts an den Querarm der Kapelle anschließende Leichenhalle besitzt nach vorne eine Kolonnade aus schlanken, sich verjüngenden Muschelkalk-Rundpfeilern; die Rückwand der Kolonnade ist hell verputzt, mit fenstertürartigen Öffnungen der fünf Aufbewahrungskammern, zwischen denen originale Wandleuchten sitzen; der Boden des Kolonnadengangs ist mit Natursteinplatten belegt. Die mit zweiflügeligen Türen verschlossenen Kammern und weitere Räume für den Aufenthalt der Angehörigen, Personal etc. werden rückwärtig durch einen Flur erschlossen, an dessen Stirnwand ein Sezierraum angeordnet ist. Der rechts parallel zur Kapelle angeordnete kurze Seitentrakt schließlich enthält v. a. einen Aufenthaltsraum für den Pfarrer. Der rückwärtige Erschließungsflur besitzt ebenfalls noch originale, hier runde Wandleuchten, in den Öffnungen auf Friedhofsseite sitzen heute überwiegend Glasbausteine statt der ursprünglichen Doppeltüren. In der Mitte des Vorhofs überragt der frei stehende Glockenturm die Anlage; sein schlanker, durchbrochener Schaft ist nach oben hin verjüngt und endet über einem Absatz mit einem offenen Glockengeschoss und einem flachen Zeltdach mit Kreuzaufsatz Es handelt sich um eine qualitätsvolle, wohl proportionierte Architektur, funktional klar gegliedert, die in der Großform traditionelle Elemente zeigt (Ehrenhof, Kolonnade, Steildächer), im Detail der Ausführung aber überaus typisch für ihre Entstehungszeit ist, mit prägenden künstlerisch gestalteten Elementen (Schmuckgitter, Glockenturm). Bemerkenswert sind auch die zahlreichen, verschiedenartig gehaltenen Leuchtkörper, die entscheidend zum charakteristischen Erscheinungsbild der Anlage beitragen. Das für solche Anlage auf größeren städtischen Friedhöfen notwendige Raumprogramm einschl. Sezierraum ist in ihr voll entwickelt, wenn auch in zeittypisch kleinteiligen Raumzuschnitten umgesetzt. Diese Verschmelzung traditioneller und moderner Formen ließ die Zeitgenossen folgerichtig von einer „zeitlosen“, „grundsoliden“ und „mit Maß komponierten“ Architekt sprechen, die „Linie und Stil“ habe: „Als die Gemeinde Willich in den dreißiger Jahren ihr Kriegerdenkmal baute, da war das in seiner bockigen Massigkeit und Größe schon eine Besonderheit aus dem damaligen Hang zum Heroisch-Monumentalen. Die des Hauses des Toten nun besteht darin, dass es in allem vor dem Heute wie auch noch dem Übermorgen in anderem Sinne – bestehen kann, ohne dass man seinen Erbauer der konventionellen Wagemutlosigkeit ziehe.“ Ein ähnlich qualitätsvolles und zugleich gut erhaltenes Zeugnis der Architektur der 1950er Jahre wie diese Kleinarchitektur wird in Willich nach derzeitigem Kenntnisstand kaum zu finden sein. Deshalb und wegen seiner zentralen Funktion als Kapelle und Leichenhalle auf dem städtischen Friedhof ist das Objekt bedeutend für Willich. Es ist ferner ein wesentlicher Bestandteil des historisch und gestalterisch bedeutenden Ensembles Friedhof Willich, bei dem der eigentliche Friedhof, die alte Friedhofskapelle, das Ehrenmal und schließlich diese neue Kapelle mit Leichenhalle sehr anschaulich verschiedene Etappen und Ausprägungen der Friedhofskultur des 20. Jahrhunderts repräsentieren. An der Erhaltung und Nutzung von neuer Kapelle und Leichenhalle besteht daher aus den beschriebenen wissenschaftlichen, insbesondere architektur- und kulturgeschichtlichen Gründen ein öffentliches Interesse. Es handelt sich gemäß § 2 DSchG NRW um ein Baudenkmal. | 1959–1961                 | 16. Juni 2004      | 160             |
| weitere Bilder                    | Kapelle                                | Willich Frienendorfweg Karte                     | Es handelt sich hier um einen modernen Backsteinbau mit Nische von 1974. Im Inneren des Baues befindet sich ein modernes Holzkreuz mit ungefasstem Holzkorpus von 1743. In der Türöffnung befindet sich noch der ursprüngliche Türbalken von 1743. Ebenfalls denkmalwert ist die schmiedeeiserne Türe. Die Kapelle wurde am Frienendorfweg aufgrund einer Seuche errichtet. Erhaltung und Nutzung der Kapelle Frienendorfweg liegen im öffentlichen Interesse, da für die Erhaltung und Nutzung volkskundliche Gründe vorliegen. | 1743, 1974                | 15. August 1985    | 34              |
| weitere Bilder                    | Justizvollzugsanstalt Gesamtanlage     | Anrath Gartenstraße 1–26 Karte                   | Die Bauanlage, deren Planungsgrundlage die 1885 erschienenen „Grundsätze für den Bau und die Einrichtung von Zellengefängnissen ist“ besteht aus: a.) Frauenhaus mit Pförtnerhaus und Mauer, 1900–1902 errichtet. T-förmige Grundrissanordnung panoptischer Bauart. Raumeinteilung und Einbauten original erhalten, variantenreiche Holzdecke in der Kapelle. b.) Männerhaus kreuzförmiger Grundriss, 1902–1905, panoptische Bauart, 4-geschossig, original erhaltene Raumeinteilung und Einbauten. Kapelle aufwendige Holzdecke. c.) Beamtenhäuser ein- und zweigeschossig (nur noch teilweise vorhanden), an einer die Gefängnisse umlaufenden Promenade aufgereiht, variieren in Größe und Gestaltung. Putzfassaden, Backsteinumrahmungen und Verzierungen. d.) Das Gebäudeensemble zeigt hervorragend preußische Gefängnisanstalten des 19. Jahrhunderts. Hierzu gehören: Die diagonale, in einem Hauptplatz endende Erschließungsstraße und das Wegenetz. Alle Anlagen der Gesamtanlage soweit 1900–1905 (Entstehungszeit) entstanden. | 1900–1905                 | 12. September 1985 | 41              |
| Gaspelshof                        | Gaspelshof                             | Willich Gaspelsweg 1–36 Karte                    | Beim Gaspelshof handelt es sich um ein mehrflügeliges, sich um 2 Höfe gruppierendes Anwesen in Backstein. Der Kern stammt aus dem Jahre 1856, die An- und Umbauten aus dem Jahre 1899. Dies ist aus Jahreszahlen auf den Torkeilsteinen zu ersehen. Im Ganzen handelt es sich beim Gaspelshof um einen der charakteristischen und wohlerhaltenen Backsteinhöfe, wie sie seit dem 19. Jahrhundert am Niederrhein die Landschaft prägen. Erhaltenswert ist daher das äußere Erscheinungsbild der Hofanlage. Untrennbar mit dem Gaspelshof verbunden ist die Baumbepflanzung. Hierzu gehören die von der Kiefernstraße zum Gehöft verlaufende Zufahrtsallee mit Baumbestand sowie der rückwärtig gelegene sogenannte Bongert. Zu diesem Bongert gehört ein kleines, hochstämmiges Wäldchen. Erhaltung und Nutzung des Gaspelshofs liegen im öffentlichen Interesse, da dieser bedeutend für die Stadt Willich ist und für seine Erhaltung und Nutzung volkskundliche Gründe vorliegen. | 1721                      | 27. Juli 1984      | 20              |
| weitere Bilder                    | Werkhalle Nr. 31 Stahlwerk Becker      | Willich Gießerallee 9 Karte                      | I. Beschreibung: Bei der dreiteiligen Anlage handelt es sich um einen Bau aus der in einem Gutachten von 1984 beschriebenen Gruppe von „tonnengedeckten Hallen oder solchen mit mehrfach gebrochenem Dachprofil“. Der grob nord-südlich ausgerichtete Backsteinbau mit massiven, tragenden Umfassungsmauern stellt sich als langrechteckiger Hauptbau mit an den Giebelseiten mehrfach gebrochener Umrisslinie dar, dem nach Osten ein kürzerer, satteldachgedeckter Hallenbau zugestellt ist. Beide Hallen weisen zur zentralen Werkstraße hin die für den Gesamtbestand charakteristischen Zierformen in Backstein-Putz-Wechsel mit vertikaler Rippung auf. Im Westen ist der Haupthalle im hinteren, nördlichen Bereich ein zweiachsiger Anbau mit Pultdach angefügt. Dieser weist an der Westseite fünf lisenengefaßte Backsteinfelder auf, in denen je zwei gekoppelte Stichbodenfenster sitzen. Ein Traufgesims mit Zahnschnittfries schließt den Anbau nach oben ab. Diese Gliederung nimmt die Gestalt der Westfront des Hauptbaues auf, dem jedoch zur Abstützung und Lastenaufnahme noch bedachte Wandpfeiler hinzugefügt sind. Bekrönte Eckpfeiler markieren die Abschlüsse beider Parallelhallen zur Werkstraße hin. Auch der nördliche Abschluss der Haupthalle weist Putz-Backstein-Wechsel auf, in einem größeren Putzfeld sitzt hier ein Ochsenauge. Im Inneren der Haupthalle unterfangen genietete Gitterstützen die beiden durchlaufenden Hauptträger in Raumfachwerk, an denen eine neuere Kranbahnkonstruktion mit Kran über dem Mittelfeld der Halle befestigt ist. Dreiecksbinder tragen die im Mittel- und Seitenbereich belichtete Dachhaut. In der massiven Ostwand sind ursprüngliche Stichbogenfenster abzulesen, wie sie auch an der Ostseite der sattelgedeckten Parallelhalle zu finden sind. Neben den heute durch Glasbausteine verschlossenen Fenstern des Originalbestandes finden sich allseitig neu gesetzte Fenster- und Toröffnungen, die sich dem Bestand nur wenig unterordnen. Zwei Fenster im Südgiebel der Haupthalle belichten einen nachträglich eingestellten Büroraum. II Bewertung: Bei Haupthalle, Satteldachhalle und westlichen Anbau mit Pultdach sowie die Stützen-, Träger- und Binderkonstruktion handelt es sich um ein Denkmal im Sinne des § 2 (1) DSchG NRW. Der Bau ist im Verband den weiteren geschützten Anlagen des ehemaligen Stahlwerks Becker bedeutend für die Städte und Siedlungen sowie für die Entwicklung der Arbeits- und Produktionsverhältnisse. Für Erhaltung und Nutzung liegen künstlerische, wissenschaftliche und städtebauliche Gründe vor. Wie die bereits geschützten Bauten, repräsentiert der Hallenkomplex 31 die erste Baustufe des wirtschafts-, technisch- und sozialgeschichtlich wichtigen Unternehmens Becker und ergänzt die Anschaulichkeit eines „auf der grünen Wiese“ entwickelten Standortes der Schwerindustrie, der für Willich bedeutende Auswirkungen hatte. | 1910                      | 31. Mai 2001       | 153             |
| weitere Bilder                    | Gietherhof                             | Anrath Gietherstraße 82 Karte                    | Es handelt sich bei diesem Gebäude um eine vierflügelige Hofanlage mit Datierungen aus den Jahren 1763 und 1780, zu ersehen aus Darstellungen in Ankersplinten und Torstürzen. Das Wohnhaus wurde später zwar stark durchbaut und völlig modernisiert, kann aber im Gesamten gesehen auch weiterhin als integrierter Teil der denkmalwürdigen Hofanlage verstanden werden. Hierbei sind insbesondere die Scheune, die Stallungen und das Torhaus zu nennen, deren Außenwände aus stark gegliedertem Fachwerk und Feldbrandziegelausmauerung bestehen. Die Dachstühle sind noch im originalen Zustand, zum Teil mit stark überdimensionierten Holzteilen, die Dachfläche ist teilweise noch mit Hohlziegeln eingedeckt. Die Toreinlagen und die Schlupftür im Torhaus ist ebenfalls noch original vorhanden. Um die Hofanlage befinden sich Reste einer ehemaligen hofumfassenden Grabenanlage, welche mit altem Laubbaumbestand eingesäumt ist. Aus siedlungs- und baugeschichtlichen Aspekten ist eine Unterschutzstellung erforderlich. | 1762–1780                 | 1. Juli 1990       | 82              |
| weitere Bilder                    | St.-Konrad-Kapelle                     | Neersen Grenzweg 76 Karte                        | Es handelt sich um einen eingeschossigen Backsteinbau mit weiß geschlämmten Außenwänden, auf längsrechteckigem Grundriss und von einem Satteldach mit kleinem Dachreiter überfangen. Der Bau ist nicht exakt geostet, sondern entlang der gerade verlaufenden neuen Niers nach Südosten gerichtet. Über dem gerade schließenden Chor ist das Dach abgewalmt. 1955/56 ist im Westen seitlich versetzt, jedoch in gleicher Ausrichtung ein „Versammlungsraum“ mit Eingang angebaut worden, der sich mit flacherer Dachneigung und angepasster Formensprache der eigentlichen Kapelle unterordnet (ein ursprünglicher, kleinerer Eingangsvorbau musste dafür weichen). Kapelle und Versammlungsraum werden ringsum von rundbogigen oder runden Fenstern belichtet; lediglich der Chorschluss ist als vollständig geschlossene Wand ausgebildet. Drei eng gestellte und bunt verglaste Rundbogenfenster sowie ein kleines Rundfenster im Giebeldreieck darüber akzentuieren die Giebelwand der Kapelle. Im freien Giebel des Anbaus korrespondieren damit zwei Rundfenster, die ein Kreuz in ihre Mitte nehmen. Der kleine Dachreiter über der Kapelle trägt eine Glocke. Der segmentbogige Eingang mit zweiflügeliger Holztür befindet sich auf der zum Grenzweg gerichteten Längsseite des Anbaus, unmittelbar im Winkel mit der Kapelle, in die man somit erst über einen kleinen Vorraum gelangt. Der einschiffige Gemeinderaum besitzt eine annähernd quadratische Grundfläche. Der eingezogene Chorraum öffnet sich ihm gegenüber mit einem Korbbogen; links und rechts des Chors vervollständigen kleine Annexräume den Baukubus. Ungewöhnlich ist die Deckengestaltung, deren Mittelteil von geputzten seitlichen Randpartien einmal nach oben gestuft und als sichtbare Balkendecke ausgeführt ist. Darunter überspannen drei Ankerbalken mit Sinnsprüchen den Raum auf gesamter Breite („Preiset den Herren, Wälder Flur Feld“ / „Preiset den Herren, Sonne Wetter Wind“ / „Im Kreuz ist Heil Leben Auferstehung“; Entwurf: Hans Tack). Wie diese zur ursprünglichen Ausstattung gehört die dreiteilige Farbfenstergruppe in der Westwand, das künstlerisch wohl bedeutendste Ausstattungsstück nach einem Entwurf von Peter Hecker: „Um den bartlosen jungen Christus in mittleren Fenster scharen sich rechts und links ein Siedler-Ehepaar. Christus steht inmitten der Nieslandschaft. Häuser und Felder, Menschen und Tiere segnend“ (Pfarrchronik, S. 14). Zur Vorkriegsausstattung, welche den Zeitumständen und dem Charakter der Kapelle gemäß relativ einfach gehalten wurde, zählen ferner ein Gemälde des Hl. Konrad von Ferdinand Schule aus Stuhlingen (Öl auf Holz, 1937) sowie 14 Kreuzwegstationen (1940, Kikartz, Wittlar). Auf Konsolen an den Längswänden rahmen optisch eine Figur des Hl. Konrad und eine Fatima-Madonna aus den 1950er Jahren den Triumphbogen des Chores. Der Chorraum wurde gemäß dem Zweiten Vatikanum in den 1960er Jahren mit von der Wand abgerücktem Altar neu gestaltet. Als kirchlicher Mittelpunkt der Siedlung am Grenzweg („Nierssiedlung“) ist die Konradskapelle bedeutend für Willich. Anders als die Siedlung als Ganzes und die einzelnen Wohnhäuser besitzt sie heute noch die schlichte Formensprache der Ursprungszeit, ein handwerklich geprägten Traditionalismus. Dieser ist in hohem Maße kennzeichnend für das Bauen in den 1930er Jahren und insbesondere für die typisierten Bauten in den Siedlungen jener Zeit. Aus den genannten wissenschaftlichen, hier architektur- oder ortsgeschichtlichen Gründen besteht an der Erhaltung und Nutzung der Kapelle ein öffentliches Interesse. Gemäß § 2 (1) DSchG NRW handelt es sich daher um ein Baudenkmal. | 1935                      | 5. November 2003   | 159             |
| Franzen Zollhaus                  | Franzen Zollhaus                       | Willich Hardt 29 Karte                           | Die Bauten der Hofanlage stammen aus dem 18. + 19. Jahrhundert. Großes zweigeschossiges Haupthaus massiv in Backstein errichtet, durch Maueranker auf „1783“ datiert. Mauerwerk enthält jedoch eine Reihe von mit Inschriften versehenen Backsteinen „1714“ + „1717“ datiert. Fachwerkgiebel könnte jedoch eine Veränderung des 19. Jahrhunderts sein. Das Innere des Hauses ist in weiten Teilen noch erhalten, vor allem ist noch eine Anzahl von alten „Kölner Decken“ vorhanden. Übrige Nebenbauten der Hofanlage sind durchweg jüngeren Datums, sie gehören jedoch zum gesamten Erscheinungsbild. Die historische Bedeutung des Zollhauses sowie die dadurch bedingte Bauform, deren architektonische Qualität sich deutlich vom gleichzeitigen Bauernhaus abhebt, zeigen, dass die Erhaltung der Anlage im öffentlichen Interesse gem. § 2 (1) DSchG NRW liegt. | 18./19. Jh.               | 14. März 1983      | 2               |
| Hofanlage                         | Hofanlage                              | Willich Hardt 9 Karte                            | Das Anwesen stammt in seinen Ursprüngen aus dem Jahre 1765 und wurde Ende des 19. Jahrhunderts erweitert. Es handelt sich hierbei um eine vierflügelige Backsteinanlage mit zurückversetztem Wohnhaus. Dieses ist eingeschossig mit ausgebautem Obergeschoss. In ihm ist die alte Balkenkonstruktion erhalten. In einem Türsturz befindet sich eine Inschrift mit Jahreszahl. Die Hofseite des Gebäudes ist modern verändert und erweitert. Die Scheunentrakte stammen aus dem Ende des 19. Jahrhunderts; gleichzeitig wurden Veränderungen an den Fenstern vorgenommen. Die Gebäudeanlage erfüllt die Voraussetzungen, die der § 2 (1) DSchG NRW an ein Baudenkmal stellt. | 1765, 19. Jh.             | 17. Januar 1984    | 13              |
| weitere Bilder                    | Schloss Neersen                        | Neersen Hauptstraße 6 Karte                      | Im Ursprung war Schloss Neersen eine sog. „Motte“. Anschließend Herrenhaus. Dreigeschossiger Winkelbau mit viergeschossigen überhöhten, quadratischen Ecktürmen. Herrenhaus ist im Kern gotisch, wurde im 20. Jahrhundert restauriert und modernisiert. Zugehörig ist ein eingeschossiger Backsteinbau (Vorwerk) und zweigeschossiges Backsteintorhaus mit Renaissancegiebel sowie ein Mauerring. Die umschließende Park- und Grabenanlage rundet als engere Umgebung das Erscheinungsbild ab. | 1263, 1613                | 24. August 1983    | 10              |
| Fabrikanlage Velvet               | Fabrikanlage Velvet                    | Neersen Hauptstraße 13 u. 13a Karte              | Bei dem Objekt handelt es sich um verschiedene Baukörper, die mehr oder minder baulich zusammenhängend im letzten Viertel des 19. Jahrhunderts von dem Krefelder Fabrikanten Gustav Klemme für eine Velvetfabrikation errichtet wurden. Die Fabrikanlage an sich ist in ihrem Bestand stark gegliedert und weist unterschiedliche Höhen- und Geschosszahlen auf. Das Gleiche gilt für die Dachform und die Fassadengestaltung. Letztere kann als typische Darstellung der seinerzeit aufkommenden Industriearchitektur bezeichnet werden. Beim Bau dieser Fabrikanlage gelang es, technische und ingenieurmäßige Erfordernisse und architektonische städtebauliche Gestaltung zu vereinigen. Konsequente Verwendung von Feldbrandziegeln in Ausschließlichkeit, in Form von rhythmisierenden Lisenen und Friesen. Fensterüberdeckungen in runder, segmentarer und scheitrechter Formgebung sind die Schlüsselelemente dieser Bauweise und machen sie bedeutsam für einen historisch bestimmbaren Punkt in der Entwicklung der Arbeits- und Produktionsverhältnisse in Neersen. Obwohl Teile der Anlage zwischenzeitlich entfernt wurden, könnte bei behutsamer Restaurierung eine Architektur wieder sichtbar werden, die bei voller Berücksichtigung und evtl. Unterordnung unter technische Zwecke oder andersartige Vorstellungen, es vermag Maßstäblichkeit und Harmonie wiederherzustellen. Angesichts der Umfunktionierung, der evtl. Stilllegung und damit einen hergehenden Umbau oder Abrisse solcher Anlage, gewinnt die Fabrikanlage Kress trotz ihrer Schlichtheit und relativ einfachen Bauweise, Bedeutung als eines der letzten Dokumente für solche ehemaligen Fabrikationsstätten und kann heute als Beispiel einer früher gängigen, heute aber verschwundenen Industriearchitektur im weitgehend erhaltenen Originalzustand gelten. Außerdem ist festzustellen, dass diese beschriebene Fabrikanlage in ihrer Gesamtheit, sowie das gegenüberliegende Schloß Neersen und ortsdurchführende Hauptstraße als Einheit gesehen werden muss. Deshalb ist diese Gebäudeanlage aus ortskundlichen und industriegeschichtlichen Gründen erhaltenswert. | 19. Jh.                   | 31. Oktober 1990   | 90              |
| Wohn- und Gaststättengebäude      | Wohn- und Gaststättengebäude           | Neersen Hauptstraße 28 Karte                     | Es handelt sich bei diesem Objekt um ein zweigeschossiges, traufenständiges Stadthaus. Das Gebäude gliedert sich in sechs Achsen und besitzt ein ziegelgedecktes Satteldach. Die Fassade besteht aus roten Feldbrandziegeln. Die farbliche Absetzung durch gelbe Ziegel findet sich ausschließlich bei Schmuckelementen. Hierzu zählen die Segmentbögen über den Fenstern und Durchgangsöffnungen, ebenso wie das dreiteilig ausgestelzte Zahngesims. Hausmittig, im Bereich der Fensterbrüstung des Obergeschosses verläuft ein waagerechtes, vierteiliges Querband, welches durch eine Reihe gelber Tonziegel ebenfalls visuell hervorgehoben wird. Im Innern des Hauses sind noch Teile des Fach- und Ständerwerkes erhalten. Erwähnenswert ist noch die Originalität mit der die Zimmermannsarbeiten am Dachstuhl ausgeführt wurden. Die Bodenfliesen im erdgeschossigen Haupteingangsbereich sind noch gut erhalten. Es ist festzustellen, dass das Haus selbst eine gewisse bodenständige Eigendarstellung aufweist. Außerdem gehört es zu den wenigen Häusern, an denen man die ehemalige Fluchtlinie der Hauptstraße in Neersen erkennen kann. Ortsgeschichtlich ist auszuführen, dass das Haus Hauptstr. 28 bereits im Jahre 1700 unter seinem Erbauer Ibertz benannt wurde. Im Jahre 1747 übernahm Triengen Drießen das Haus. Es wechselte danach noch mehrmals den Eigentümer, bis es schließlich 1878 zu einer Gaststätte mit eigener Hausbrauerei (Alt-Gather) umgebaut wurde. Es zeigt sich, dass das Gebäude Hauptstr. 28 aus orts- und siedlungsgeschichtlichen Gründen bedeutend ist und somit ein öffentliches Interesse an der Erhaltung und Nutzung begründet wird. | 1700                      | 23. Juli 1993      | 123             |
| Gaststätte Haus Hönigs            | Gaststätte Haus Hönigs                 | Neersen Hauptstraße 30 Karte                     | Bei dem Gebäude handelt es sich um ein dreigeschossiges traufenständige Haus des frühen 18. Jahrhunderts, dessen Fassade im 20. Jahrhundert neu verputzt wurde. Es ist Bestandteil der noch weitgehend historischen Bebauung entlang der Hauptstraße von Neersen, und es trägt damit zur geschichtlichen Prägung dieses Ortsteiles bei. Darüber hinaus sind auch im Inneren erhebliche Teile der originalen Ausgestaltung – insbesondere Kölner Decken – erhalten. So bildet das Haus auch ein Dokument der Lebensweise der Entstehungszeit. | 18./20. Jh.               | 22. August 1983    | 9               |
| weitere Bilder                    | Chorraum alte Minoritenkirche          | Neersen Hauptstraße 34 Karte                     | Der Chorraum der alten Minoriten-Klosterkirche, der heute als Marienkapelle genutzt wird, ist das letzte Bauwerk, das von dem alten Kloster nach dem Abbruch erhalten blieb. Dieser Gebäudeteil und die noch vorhandene historische Innenausstattung des alten Klosters sowie der ehem. Minoritenkirche befinden sich teilweise im alten Chorraum bzw. in der jetzigen Kirche. Unter anderen sind eine Truhe von 1793, verschiedene Ölgemälde, eine Widmungstafel von Papst Benedikt XIV. von 1797, eine Strahlenmonstranz und ein Kelch mit Goldauflage aus der Zeit um 1750, ein Taufstein aus dem Jahre 1790, eine Rokokomadonna aus der Zeit um 1750. Erhalten blieben außerdem ein Kreuzweg aus der alten Pfarrkirche aus dem Jahre 1884. Erhaltung und Nutzung des alten Chorraumes sowie der historischen Innenausstattungsstücke liegen aus künstlerischen, wissenschaftlichen und volkskundlichen Gründen im öffentlichen Interesse. | 18. Jh.                   | 12. September 1984 | 23              |
| Wohnhaus                          | Wohnhaus                               | Neersen Hauptstraße 35 Karte                     | Bei dem Objekt handelt es sich um ein giebelständiges, eingeschossiges Wohnhaus mit ausgebauten Dachgeschoss und ziegelgedecktem Satteldach. Das Haus hat am straßenseitigen Giebel 4 Achsen, wobei die erste Achse im Erdgeschoss in den 60er Jahren verbreitert wurde. Die freistehende Längsseite dagegen hat 2 Achsen. Die Öffnungen sind leicht segmentbogenartig überdeckt, das Gesims ist vierteilig ausgestellt. Die Sichtfläche der Fassade besteht Feldbrandziegelmauerwerk. Der Sockel ist ca. 65 cm hoch verputzt. Ursprünglich war dieses Gebäude ein reines Fachwerkhaus und geht in seinen Ursprüngen auf das Jahr 1621 zurück. Um 1800 wurde es mit massivem Feldbrandziegelmauerwerk verbreitert. Das beidseitige Drempelrähm ist heute noch sichtbar. Zu gleicher Zeit wurde der Dachstuhl erneuert, wobei im Gegensatz zu dem alten Eichenständerwerk dieser hier in Fichte-Tannenholz ausgeführt wurde. Teilweise sind die Deckenbalken und einige Stützpfosten noch sichtbar. Desgleichen die schmiedeeisernen Zuganker an den Außenfronten. Im Innern des Hauses ist die Geschosstreppe zum 1. Obergeschoss erwähnenswert. Sie besteht aus einer hölzernen, geschlossenen Konstruktion mit gedrechselten Füllstäben und einem ausgeprägten Antrittspfosten. Die Teilunterkellerung besteht aus einem schweren klassischen Tonnengewölbe. Der an der Rückfront gelegene eingeschossige Anbau mit ziegelgedecktem Pultdach und ebenfalls Feldbrandziegelmauerwerk ist wesentlich jüngeren Datums. Die Errichtung dürfte gegen Ende des 19. Jahrhunderts zu suchen sein. Aus vorgenannter Beschreibung ergibt sich, dass an der Erhaltung und Nutzung des Gebäudes aus orts- und siedlungsgeschichtlichen Gründen ein öffentliches Interesse besteht. Mithin erfüllt das Wohnhaus die Voraussetzung des § 2 DSchG NRW und musste somit in die Denkmalliste der Stadt Willich eingetragen werden. | 1621/1800                 | 25. November 1992  | 117             |
| Vogthaus                          | Vogthaus                               | Neersen Hauptstraße 37 Karte                     | Das sog. Vogthaus entstand 1721. Dieses aus Backstein bestehende Gebäude besitzt ein Mansarden-Walmdach. Es ist zweigeschossig in 5 Achsen. In neuerer Zeit wurde es unter Beteiligung der Denkmalpflege renoviert. Genutzt wird es als Wohn- und Geschäftshaus. Erhaltung und Nutzung des Vogthauses liegen im öffentlichen Interesse, da es bedeutend für die Geschichte des Ortsteiles Neersen ist und für seine Erhaltung und Nutzung städtebauliche Gründe vorliegen. | 1721                      | 27. Juli 1984      | 19              |
| Wohnhaus                          | Wohnhaus                               | Neersen Hauptstraße 39 Karte                     | 1911 erbautes traufenständiges, verputztes Wohnhaus mit zwei Geschossen und 4 Achsen. Die Achse neben dem Eingang ist im Erdgeschoss verbreitert, weist im 1. Obergeschoss einen Erker auf und ist übergiebelt. Im Innern sind die Raumkonzeption, das Treppenhaus sowie die Türen mit Gewänden erhalten. Auch die ballustrierte Terrasse und die hintere Trennmauer zum Obstgarten bieten ein Zeugnis für die Bedeutung, die der gesellschaftlichen Stellung seinerzeit zugemessen wurde. Ortsgeschichtlich lässt sich bei diesem Gebäude nunmehr gut ablesen, wie in der reinen Kleinweber- und Bauernsiedlung an der Niers der Umbruch in eine bürgerliche Ebene allmählich vollzogen wurde. Mithin ist die Bedeutung dieses Hauses für den Ortsteil Neersen und für die Geschichte der Menschen erkennbar. Es liegen also volkskundliche und städtebauliche Gründe vor, die eine Erhaltung und Nutzung des Gebäudes im öffentlichen Interesse fordern. Die Voraussetzungen des § 2 DSchG NRW liegen somit vor, und die Denkmaleigenschaft ist zu bejahen. | 1911                      | 15. Dezember 1989  | 79              |
| Wohnhaus ehem. Hofanlage          | Wohnhaus ehem. Hofanlage               | Neersen Hauptstraße 41 Karte                     | Das Objekt ist Anfang des 19. Jahrhunderts entstanden. Es handelt sich hierbei um einen ehemaligen, dreiflügligen Backsteinhof. Das Wohnhaus ist zweigeschossig in 6 Achsen und besitzt rechts eine Tordurchfahrt. Die Tür und die Fenster im Erdgeschoss sind verändert Im Erscheinungsbild handelt es sich hier um ein zweigeschossiges, traufenständiges Bürgerhaus, wie sie im Laufe des 18. Jahrhunderts für den Niederrhein typisch waren. Gerade Neersen hat sich eine Anzahl dieser aus Backstein erbauten oder zumindest mit einer Backsteinfassade versehenen Häuser bewahrt, die somit wesentlich zur Prägung des Ortes charakterisierenden Straßenbildes beitragen. Die Erhaltung des Gebäudes liegt aus städtebaulichen Gründen im öffentlichen Interesse. | Anfang des 19. Jh.        | 25. April 1985     | 24              |
| Wohnhaus                          | Wohnhaus                               | Neersen Hauptstraße 63–65 Karte                  | Das Gebäude ist Ende des 18., Anfang des 19. Jahrhunderts entstanden. Es ist zweigeschossig in nichtdurchgezogenen Achsen. Es besitzt teilweise Holzgewände, an der Straßenfront Ankersplinte und ist mit einem Walmdach versehen. Die Fenster und das Mauerwerk sind im Erdgeschoss teilweise verändert. Es handelt sich hier im Erscheinungsbild um ein zweigeschossiges, traufenständiges Bürgerhaus, wie sie im Laufe des 18. Jahrhunderts für den Niederrhein typisch waren. Gerade Neersen hat sich eine Anzahl dieser aus Backstein erbauten oder zumindest mit einer Backsteinfassade versehenen Häuser bewahrt, die somit wesentlich zur Prägung des Ortes charakterisierenden Straßenbildes beitragen. Die Erhaltung des Gebäudes liegt aus städtebaulichen Gründen im öffentlichen Interesse. | 18./19. Jh.               | 16. August 1985    | 39              |
| Wohnhaus                          | Wohnhaus                               | Neersen Hauptstraße 72 Karte                     | Diese ehem. 3-flügelige Backsteinanlage ist in der 2. Hälfte des 19. Jahrhunderts entstanden. Das Wohnhaus ist 2-geschossig in 5 Achsen. Dieses für die damalige Zeit aufwendige Bürgerhaus wurde von einem Viehhändler mit den dazugehörigen Nebengebäuden errichtet. Im Innern des Gebäudes sind sämtliche historischen Ausstattungsstücke wie die alte Treppe, alle Türen, der Dachstuhl erhalten geblieben. Das Gebäude selbst ist innen unverändert geblieben. Erhaltung und Nutzung liegen aus städtebaulichen Gründen im öffentlichen Interesse. | 19. Jh.                   | 31. Dezember 1986  | 56              |
| Gaststätte Biedemann              | Gaststätte Biedemann                   | Neersen Hauptstraße 81 Karte                     | Die Hauptstraße des Ortsteiles Neersen wird weitgehend noch von einer traufenständigen 2-geschossigen Bebauung – durchweg mit Backsteinfassaden, aber in Fachwerkkonstruktion – geprägt, die auf das Ende des 18. und auf den Beginn des 19. Jahrhunderts zurückgeht. Eines der charakteristischen und in der Ansicht am besten erhaltenen dieser Häuser ist das Gebäude Hauptstr. 81. Die in 8 Achsen angeordneten Fenster der Front besitzen noch die Erscheinung ganz wesentlich prägenden kleinteiligen Sprossenfenster der Entstehungszeit. An der freistehenden Giebelseite aus Fachwerk ist zwar eine rückwärtige Erweiterung abzulesen, dennoch bestehen auch im Innern noch originale Reste: einige schlichte „Kölner Decken“ und einige Türen. Der rückwärtige Hof wurde 1921 teilweise mit einem vom Obergeschoss des Hauses zugänglichen Saal überbaut. Dessen neubarocke Formensprache folgt noch Vorbildern des Historismus und ist damit ein sehr spätes Beispiel für diese Art der Dekoration. Im Zusammenhang mit der Ortsgeschichte und den dafür typischen Bauten ist der Saal dennoch bemerkenswert. | 18./19. Jh.               | 16. Januar 1984    | 11              |
| weitere Bilder                    | Hubertuskapelle                        | Anrath Hausbroicher Straße Karte                 | Es handelt sich hier um eine Backsteinkapelle mit Satteldach, deren Ursprung in das Jahr 1692 zurückgeht. Die Kapelle wurde 1828 mit einem großen Backsteinbogen vergrößert. Über der Holztür befinden sich alte Schriftbalken aus den Jahren 1692 und 1828. Im Inneren des Heiligenhäuschens befindet sich ein Ölgemälde mit der Darstellung der Enthauptung Johannes des Täufers. Erhaltung und Nutzung der Hubertuskapelle liegen aus wissenschaftlichen und volkskundlichen Gründen im öffentlichen Interesse. | 1692, 1828                | 15. August 1985    | 35              |
| weitere Bilder                    | Rittergut Koof                         | Anrath Hausbroicher Straße 218 Karte             | Bei der 1898 erbauten Hofanlage handelt es sich um den Wirtschaftshof von Haus Broich. Er ist mit seinen äußeren Abmessungen von ca. 60 × 80 m die größte Vierkantanlage des Kreises Viersen. In ihrem Hofraum befindet sich ein freistehendes, aufwendig gebautes kleines Stallgebäude, das sog. „Schweinehaus“. Die großen Stall- und Scheunentrakte sind nahezu unverändert erhalten. In einem Scheunentrakt befindet sich eine barocke Treppe, die wahrscheinlich aus dem alten Haus Broich stammt. Die Ställe zeigen Kappendecken. Die Dachstühle sind aus der Erbauungszeit erhalten. Ein besonders gestaltetes Wohnhaus weist die Anlage nicht auf. Im östlichen Riegel des Gevierts sind aber Verwalter- und Arbeiterwohnungen untergebracht. Dieser Trakt ist modernisiert, aber im Wesentlichen in seiner Substanz erhalten. Die separat stehende Feldscheune ist eine 4-schiffige, ziegelgedeckte und nach allen Seiten offene Ständerwerkkonstruktion und kann als gelungenes Beispiel alter Zimmermannskunst gelten, vor allem deshalb, da die handwerkliche Darstellung einerseits und andererseits die Art und Güte des Materials überaus gut zu erkennen ist. Mithin prägt die Anlage, auch wegen ihres historischen Zusammenhangs mit Haus Broich, die Kulturlandschaft und muss aus ort- und siedlungsgeschichtlichen Gründen, betreffs Nutzung und Erhaltung, als Denkmal geschützt werden (ausschl. den neuerrichteten Reithallen). | 1898                      | 13. März 1991      | 98              |
| weitere Bilder                    | Gebäudeanlage Haus Broich              | Anrath Hausbroicher Straße 222 Karte             | Die Ursprünge des Gebäudes gehen auf das 13. Jahrhundert zurück. Es wurde Ende des 19. Jahrhunderts im Ganzen überholt und schlossartig umgebaut. Es handelt sich hierbei um eine ehem. wasserumwehrte Anlage mit Torhaus und Herrenhaus. Das ehem. Herrenhaus ist 3-geschossig mit hohem Sockelgeschoss und überdachtem Eingang. Es ist 5-achsig mit Mittelgiebel und Walmdach. Seitlich befindet sich ein 4-geschossiger runder Eckturm mit Haubendach und andere linken Seite zurückversetzt ebenfalls ein 4-geschossiger Turm auf quadratischem Grundriss. Hier wurde das Dach entfernt. Das Gebäude ist von außen verputzt und besitzt Putzgewände. Im Inneren des Gebäudes befindet sich vom Erd- zum 1. Obergeschoss eine repräsentative Treppenanlage in gutem Zustand. Ebenfalls sind in den Räumen des Herrenhauses schlichte Stuckdecken mit Ornamenten erhalten. Das Gebäude besitzt noch die originalen Fenster mit ihrer ausgeprägten Kleingliedrigkeit, insbesondere im Dachgeschoss. Zum Denkmalwert gehören der Torbogen, welcher in jüngster Vergangenheit restauriert wurde. Der Schlossinnenhof wird überwiegend von einer guterhaltenen Mauer umgeben. Ebenfalls zum Denkmalwert gehörig ist die Zufahrtsallee mit schönem Baumbestand. Erhaltung und Nutzung der Gebäudeanlage und der Zufahrtsallee liegen aus städtebaulichen, stadtgeschichtlichen und volkskundlichen Gründen im öffentlichen Interesse. | Ursprünglich 13. Jh.      | 27. Januar 1988    | 64              |
| weitere Bilder                    | Hofanlage                              | Anrath Hausbroicher Straße 306 Karte             | Bei diesem Objekt handelt es sich um ein ehemaliges Wohnstallhaus, erbaut im letzten Viertel des 18. Jahrhunderts, in eingeschossiger Bauweise, giebelständig mit 5 Achsen und ziegelgedecktem Satteldach. Trotz verschiedener Umbauarbeiten im Inneren hat es sich in Struktur und Form relativ gut erhalten. Der alte Kaminblock steht heute am hinteren Giebel, da das Gebäude in der Mitte des 19. Jahrhunderts aus unerfindlichen Gründen um 1/5 verkürzt wurde. Das Ständerwerk ist im Allgemeinen mit all seinen Konstruktionsteilen noch komplett. Lediglich von der ehemals vorhandenen Kölner Decke im Wohnteil sind nur noch einige Fragmente vorhanden. Dieses Gebäude ist bedeutend für die Geschichte des Menschen, weil sie die Entwicklung der ländlichen Lebensverhältnisse in diesem Teil des Niederrheins im Laufe des 18./19. Jahrhunderts anschaulich macht. Sie ist aber auch bedeutend für die Siedlungsgeschichte des Anrather Umlandes sowie für die Entwicklung der landschaftlichen Arbeits- und Produktionsverhältnisse. Neben dem ehemaligen Wohn- und Stallhausgebäude liegt ein altes Backhausgebäude, einem sogenannten „Backhausspiker“. Die Backanlage selbst muss hier früher ein fester Bestandteil der offenen Herdanlage des niederrheinischen Bauernhauses gewesen sein und wurde vorwiegend durch Feuerschutzverordnungen der Landesherren um die Mitte des 18. Jahrhunderts wegen Brandgefahr in einen abgelegenen Winkel des Anwesens verbannt. Für die Erhaltung und Nutzung sprechen auch wissenschaftliche, vor allem architekturgeschichtliche Gründe, weil auch hier die aus der Konstruktion des Fachwerkes herrührende Ständerbauweise des ehemaligen Wohnstallhauses erhalten ist. | 18. Jh.                   | 16. Dezember 1994  | 147             |
| weitere Bilder                    | ehem. Kartstelle / Wohnhaus            | Anrath Hausbroicher Straße 309 Karte             | Bei diesem Gebäude handelt es sich um ein traufenständiges, eingeschossiges, halbseitig angebautes Wohnhaus mit ausgebautem Dachgeschoss, mit Pfettendach und Tonziegeleindeckung. Anbaugiebel sowie Freigiebel sind aus prägnantem Fachwerk. Die Fenster- und Türöffnungen sind durch Kopfriegel scheitrecht überdeckt. Eine axiale Aufteilung ist nicht zu erkennen. Die Ausmauerungen des Fach- und Ständerwerkes besteht aus Feldbrandziegelmauerwerk. Das Gebäude ist nicht unterkellert. In den kartographischen Darstellungen der Vermessungsingenieure Tranchot und v. Müffling, zu Anfang des 19. Jahrhunderts, weisen sie das o. g. Gebäude als Katstelle aus. Das Baujahr muss mithin um die Wende des 18./19. Jahrhunderts datiert werden. Aus den Ausführungen ergibt sich, dass das Wohnhaus Hausbroicher Str. 309 als Zeugnis der damaligen Zeit, insbesondere der Siedlungsstruktur und Lebensverhältnisse bedeutend für die Ortsgeschichte ist. An der Erhaltung und Nutzung des Gebäudes besteht deshalb ein öffentliches Interesse. | 18./19. Jh.               | 24. Juli 1992      | 112             |
| weitere Bilder                    | Gasthof Zum Schwan                     | Schiefbahn Hochstraße 12 Karte                   | Bei diesem Objekt handelt es sich um ein aus dem 16. Jahrhundert stammenden, an einer ehemaligen Heerstraße gelegenes Gebäude, das seit 1551 als Gaststätte und Herberge diente. Es ist eine in sich geschlossene Haus- und Hofanlage, bestehend aus 1. Hauptgebäude an der Hochstraße, 2-geschossig, traufenständig mit Satteldach und 7 Achsen davon eine als ehemalige Tordurchfahrt, 2. einem Saalbau, 2-geschossig mit 4 Achsen und Walmdach sowie 3. einem Nebengebäude (Scheune) hochgeschossig mit 2 Tordurchfahrten und rückseitig gelegene Mezzanin-Fenstern in 3 Achsen, einschl. Satteldach, traufenständig zum Wallgraben. Im Hauptgebäude sind Raumaufteilung, Treppenhaus und Fußböden noch erhalten. Im Eingangs- u. Hofdurchgangsbereich ist der originale Italo-Terrazzoboden vorhanden. Intarsierte Ornamenteinstreuung und lat. Grußformeln sind noch klar ersichtlich. In der Hofausgangstür ist im oberen Bereich ein dreiteiliges 3-Kaiserfenster in unzerstörter Form erhalten, dessen Herstellung auf 1888 datiert ist. | 16. Jh.                   | 8. August 1989     | 78              |
| Gänsejunge                        | Gänsejunge                             | Schiefbahn Hochstraße 62 Karte                   | Für alle Schiefbahner ist die Skulptur des „Gänsejungen“, der an der Hochstraße gegenüber dem alten Rathaus das Ortsbild schmückt, zu einem verbindenden Begriff aus der Zeit geworden, wo noch große Gänsescharen im 18. und 19. Jahrhundert jeden Morgen ins nahe Bruch getrieben wurden, wobei den Kindern die Aufgabe zufiel, das Vieh tagsüber zu hüten. Wie fast alle Dörfer am Niederrhein war auch die frühere Gemeinde Schiefbahn arm an Denkmälern. Erst 1938 konnten die Bürger den jungen niederrheinischen Bildhauer Franz Grüters damit beauftragen, als Ausdruck alter Schiefbahner Tradition dem „Gänsejungen“ ein Denkmal zu schaffen. Das Werk wurde von der Neusser Firma Preuß & Alf gegossen. Es besteht aus mehreren Gussteilen, die jedoch so zusammengefügt sind, dass man die Verbundstellen nicht erkennt und das Bildwerk für ein einheitliches Gussstück hält. Der Sockelfuß besteht aus Naturstein, ein kleiner Sockelschaft wurde aus belgischen, hartgebrannten Klinkern aufgemauert, auf dem denn die Gänsejungen-Plastik aufgesetzt wurde. Franz Grüters, dessen Name im Sockel der Bronzefigur eingetragen ist, wurde 1908 in Hüls geboren. Dort vermittelte ihm der Schmiedemeister Jakob Mellen das handwerkliche Gerüstzeug. Mit diesem ausgestattet absolvierte er die Kunstgewerbeschule in Krefeld und anschließend ein Studium an der Düsseldorfer Kunstakademie bei den Professoren Zschokke und Scharff. Studienreisen nach Süddeutschland, aber auch in die Niederlande hinterließen bleibende Eindrücke. Grüters baute sich in seiner Heimatgemeinde eine kleine Werkstatt auf, in der er, wie es im Heimatbuch des Grenzkreises Kempen-Krefeld aus 1955 heißt, aus Stein und Metall zunächst die noch knospende Gestalt junger Menschen und später charaktervolle Porträts hoch, die eine dringliche Schärfe seines Blickes und die bildnerische Fähigkeit seiner Hand erkennen ließen. In späteren größeren Arbeiten sprengte Grüters den engeren Kreis und rührte eine ins Große zielende Linie an, wie den Gänsejungenbrunnen in Schiefbahn. Der Zweite Weltkrieg beendete die hoffnungsvolle künstlerische Karriere des Franz Grüters, als sich eben größere Erfolge abzuzeichnen begangen. Er wurde Soldat und fiel am 29. Juli 1942 34-jährig bei den Kämpfen in Sewastopol auf der Krim. Aus ortsgeschichtlichen Gründen besteht daher ein öffentliches Interesse an der Erhaltung und Nutzung des Gänsejungen, so dass die Voraussetzungen des § 2 DSchG NRW gegeben sind. | 1938                      | 23. Juli 1993      | 124             |
| Kreuzwegstation                   | Kreuzwegstation                        | Schiefbahn Hochstraße 144 Karte                  | Der Fußfall besteht aus Sandstein mit Nische und Eisengitter. Die Inschrift und Datierung sind stark verwittert. Im oberen Teil ist das Objekt durch ein Gesims abgeschlossen. Entstanden ist der Fußfall um 1750, Thema: „Jesus tröstet die weinenden Frauen“. Der Fußfall ist aus lokalhistorischen und religionsgeschichtlichen Gründen bedeutend. Erhaltung und Nutzung liegen gem. § 2 (1) DSchG NRW im öffentlichen Interesse. | 1750                      | 3. Oktober 1988    | 73              |
| weitere Bilder                    | Renneshof                              | Willich Renneshof 8-10 Karte                     | Der Renneshof geht in seinen Ursprüngen bis in das Jahr 1570 unter seinem Besitzer: Godert Rennes zurück und blieb bis in die erste Hälfte des 19. Jahrhunderts in Familienbesitz. Durch Einheirat im Jahre 1827 entstand der heutige Schmitz’sche Besitz. Es handelt sich hierbei um eine ehemals wasserumwehrte, geschlossene, vierflügelige, heute noch im guten Zustand befindliche Hofanlage mit Feldbrandziegelfassaden und ziegelgedeckten Satteldächer (am Wohnhaus mit beidseitigem Krüppelwalmdach). Die Hofanlage ist genau axial in Nord-Süd-Richtung angelegt und auch heute noch von damals wasserführenden, jetzt aber trockenen Wallgräben umgeben. Die äußeren Grabenränder sind mit Laubbäumen in Reihenbepflanzung gesäumt. Das Wohnhaus ist 5-achsig mit zwei überhöhten Vollgeschossen. Die rechts und links angebauten Nebengebäude sind 4-achsig und in ihrer Geschosshöhe etwas niedriger. Die Fassaden des v. b. Gebäudetraktes sind aus Feldbrandziegel und weisen außer einer horizontalen Querbänderung über dem Erdgeschoss, einem Konsolgesims u. Ecklisenierung, keine besonderen Schmuckelemente auf. Alle vorhandenen Tür- und Fensteröffnungen haben Segmentbogenüberdeckungen und Blausteinsohlbänke. Auf dem Dach des Haupthauses befindet sich firstmittig ein kleiner handgeschmiedeter, metallüberdeckter Glockenstuhl mit kleiner Glocke. Die anschließenden Scheunen und Stallungen sind ebenfalls in Feldbrandziegelmauerwerk ausgeführt. Die Satteldächer und korbbogenüberdeckten Zugangsöffnungen sind noch im ursprünglichen Zustand vorhanden. Das an der Nordseite liegende Torhaus ist 1-achsig und weist im Bereich des Korbbogens an der hofäußeren Fassade zwei Widerlager und einen Torkeilstein aus Natursteinmaterial auf. Die Verdachung des Torhauses ist im Ortgangsbereich mit einem Kunststeingiebelkragen belegt und besitzt im Firstpunkt eine kubische Konsole mit aufgesetzter Zierkugel. Alle Dachstühle sind in schwerer Binderausführung. Die Binderschwellen sind als freiliegende Kragarme zur Aufnahme des hofinneren Dachüberstandes ausgeführt und haben geschweifte Balkenköpfe. Im Innern des Wohnteils sind die Geschosstreppe und die Bodenfliesen erwähnenswert ebenso wie die zum Torhaus führende beidseitig laubbaumbestandene Zufahrtsallee sowie der im Osten des Gehöfts liegende Bongert. Der Renneshof stellte aufgrund seiner Lage, seiner Architektur und baulichen Ausführung bzw. baulichen Zustandes in Verbindung mit Wallgräben, Zufahrtsallee und den dazugehörigen Baumbeständen ein überaus erhaltens- und schützenswertes Ensemble dar. | Ursprünglich 1570         | 15. April 1991     | 99              |
| weitere Bilder                    | Hörmeshof                              | Willich Holterhöfe 2 Karte                       | Bei dieser landwirtschaftlich genutzten Besitzung handelt es sich um eine vierflügelige in sich geschlossene Hofanlage mit zweigeschossigem Wohnhaus in 5 Achsen. Die Errichtung des Hörmeshofes wird für die 2. Hälfte des 19. Jahrhunderts festgestellt. Die Dächer sind als Satteldächer mit Ziegeleindeckung ausgebildet und weisen stark überhöhte Ortgänge auf. Die Fassaden sind aus Feldbrandziegeln und im Gesamten gesehen ohne schmückende Ornamentik. Lediglich im Bereich des Wohnhauses sind stark ausgeprägte Ortgang- und Gesimsdarstellungen, hausmittig Querbänderungen sowie Ecklisenierung ersichtlich. Fenster-, Tür- und Toröffnungen sind teils segmentiert, teils rund. Auffallend ist die große Anzahl von Blindöffnungen, die teilweise ausschließlich als schmückendes Zierwerk zu versehen sind. Die v. b. Hofanlage reicht in ihren Ursprüngen in das ausgehende 18. Jahrhundert zurück und lag seinerzeit schon an der Verbindungsstraße Anrath-St. Tönis (damals St. Antonius) und Krefeld (damals Crefeld), was auch durch die Kartographierung des franz. Verm.-Ing. Tranchot belegbar wurde. Weiterhin sind die Kastanienbäume, in Reihenbepflanzung, am Haupteingangsbereich an der Schottelstraße (Landstraße 384) erwähnenswert. Aus orts- und baugeschichtlichen Gründen ist eine Unterschutzstellung dieser Hofanlage einschl. der vorgelagerten Kastanienbäume erforderlich. | 19. Jh.                   | 15. April 1991     | 101             |
| weitere Bilder                    | Hofanlage                              | Willich Holterhöfe 10 Karte                      | Bei diesem vorgenannten Gebäude handelt es sich um eine vierflügelige geschlossene Hofanlage in Feldbrandziegelausführung und mit ziegelgedeckten Satteldächern. Die erste Datierung stammt aus dem Jahre 1866 mit weiteren Um- und Anbauten in den Jahren 1889, 1893 und zuletzt um 1907. Das Hauptwohngebäude (neuerer Teil) ist zweigeschossig in 7:2 Achsen und stammt aus der 2. Hälfte des 19. Jahrhunderts und ist jünger als der im Hofinnern liegende alte Wohnhausteil, ebenfalls zweigeschossig, dessen Ursprung durch einen mit der Jahreszahl 1866 gekennzeichneten Torkeilstein dokumentiert wird. Die Scheunen- und Stallgebäude sind in Fassade und Eindeckung analog zu dem Wohngebäude ausgeführt. Fenster und Türen sind segmentbogenüberdeckt, die große Durchfahrt, Stellung- und Scheunentore aus Natursteinmaterial. Dachstühle sind alle liegend, tlw. mit alten Hohlpfannen eingedeckt. Die heute noch genutzte Kleingartenfläche an linker westsüdwestlicher Grundstücksecke (vor dem Eingang am Hauptwohngebäude) ist heute noch in ihrem Ursprung als Bauerngarten gut zu erkennen. Es wird festgestellt, dass die vorgeschriebene Gehöftanlage einschließlich Bauerngarten mit Buchsbaumhecke aus orts- und siedlungsgeschichtlichen Interesse liegt. | 1866/1907                 | 15. November 1990  | 96              |
| weitere Bilder                    | Hofanlage Sterkenhof                   | Willich Holterhöfe 11 Karte                      | Bei diesem vorgenannten Gebäude handelt es sich um ein vierflügeliges landwirtschaftlich genutztes Gebäude in Feldbrandziegelausführung und zum größten Teil mit ziegelgedeckten Satteldächern. Die ersten baulichen Ursprünge finden sich im Jahre 1754 (Wohnhaus) und sind in weiteren An- und Ausbauten mit 1830, 1894 und zuletzt mit 1923 zu benennen. Das Haupthaus (Wohngebäude) ist zweigeschossig mit ausgebautem Dachgeschoss in 6 Achsen. Hausmittig sind die Achsen 3 und 4 mit einem Zwerchdach überbaut. Die Fassade ist äußerst schlicht bis auf leicht strukturierte Gesimsbänder und Lisenen. Die Fenster sind segmentbogenüberdeckt, Laibungen verputzt und mit Fensterläden in schwerer Ausführung versehen. Im Hofinnern wurde das Haupthaus 1922 durch einen zweigeschossigen Anbau mit ziegelgedecktem Mansardendach erweitert. Fassade und Fensteröffnungen sind in Anlehnung an das alte Gebäude ausgeführt. Planung und Konzeptionierung des Anbaues erfolgte seinerzeit durch das bekannte Krefelder Architekturbüro Girmes und Oediger. Giebelseitig an das Wohngebäude schließt das zweigeschossige Torhaus mit einer gleichen Fassaden- und Fenstergestaltung wie das Haupthaus an. Das Haupteingangstor ist korbbogenüberdeckt und besitzt Widerlage mit Torkeilsteinen aus Natursteinmaterial. Die Scheunen- und Stallgebäude sind aus gleichem Material wie Wohn- und Torhaus, Öffnungen mit Segmentbögen, leicht ausgestellten strukturierten Gesimsen und Ortgängen. Die Dachstühle alle in liegender Ausführung. Torkeilsteine und Ankersplinte mit Datenangaben. Außerhalb der eigentlichen Hofanlage ist noch das Relikt eines ehemals land- und tierwirtschaftlich genutzten Gebäudes vorhanden, dessen eigentlicher und tatsächliche Zweck allerdings heute nicht mehr ganz ersichtlich bzw. nachvollziehbar ist. Altes Holzwerk und handgeschmiedete Befestigungsmaterialien (Nägel, Spangen, Krampen usw.) lassen eine Datierung zum Ende des 18. bzw. Anfang des 19. Jahrhunderts zu. Im Innern des Wohnhauses sind im Erdgeschoss Kölner Decken und die Geschosstreppe sowie in der Eingangsdiele noch alte Wand- und Bodenfliesen erwähnenswert. Aus siedlungs- und ortsgeschichtlichen Gründen ist eine Unterschutzstellung erforderlich. | 1754/1923                 | 15. November 1990  | 92              |
| weitere Bilder                    | Langenfeldhof                          | Willich Holterhöfe 15 Karte                      | Bei dem o. a. Gebäudekomplex handelt es sich um eine ehemalige dreiflügelige Hofanlage mit Teilen aus dem Ende des 18. und Ende des 19. Jahrhunderts. Von Relevanz ist nur die separat stehende zweigeschossige Scheune (Ende des 19. Jahrhunderts) mit Satteldach und Ziegeleindeckung. Das Mauerwerk ist aus Feldbrandziegeln und mit segmentbogenüberdeckten Fenster- und Toröffnungen. Der nach Osten gelegene Giebel weist überhöhte Ortgänge und ausgestellte stark strukturierte Gesimse auf. Die Eisenfenster sind teilweise noch im originalen Zustand. Die äußere und innere Gestaltung in ästhetischer bzw. technisch-funktionaler Hinsicht und Ausführung, ist als Industriearchitektur zu klassifizieren. Dieses erkennt man an Eigenheiten in der relativ sparsamen Ausstattung und Darstellung von historisierenden Stilapplikationen an den seitlichen Hauptfassaden bzw. an den Entsprechungen der im Innern vorherrschenden glatten Betonkonstruktionen. Diese Vermengung ist ein gelungenes Beispiel von strenger Klarheit einerseits und Rücksichtnahme auf die Traditionen des bis dahin gültigen landwirtschaftlichen Baustils andererseits. Das Letztere ist daraus zu erkennen, dass der nach Osten, also zur Straße gelegene Giebel an den beiden Fußpunkten sowie an der Firstspitze mit kleinen quadratischen Ziegeltürmchen geschmückt ist. Da diese Scheune weiterhin als Dokument für wirtschaftliche, technische und vielleicht auch soziale Vergangenheit zu sehen ist, muss eine Unterschutzstellung aus bau- und siedlungsgeschichtlichen Gründen erfolgen. | 18./19. Jh.               | 15. November 1990  | 94              |
| weitere Bilder                    | Wohnhaus mit ehem. Gaststättengebäude  | Willich Hoxhöfe 18 Karte                         | Das Hofgebäude Hoxhöfe 18 geht in seinen Ursprüngen bis in die Mitte des 17. Jahrhunderts zurück und gehörte im Bereich der Streithover Honschaft zum Kirchspiel Willich. Es liegt an der Verbindungsstraße, die von Korschenbroich/Kleinenbroich über Schiefbahn nach Fischeln und dann weiter nach Krefeld und Linn führte, und lange Zeit auch als Postlinie genutzt wurde. Die Hofanlage hatte zwar zunächst primär landwirtschaftliche Funktionen zu erfüllen, wurde aber, da sie an der Postlinie und in unmittelbarer Nähe zur Honschaftsgrenze nach Krefeld hin lag, zum Teil als Gasthof umgebaut, wobei auch Übernachtungsmöglichkeiten, Verköstigungen, Pferdewechsel usw. für die Durchreisenden angeboten wurden. Das Haupthaus bestand zunächst aus einer reinen Fach- und Ständerwerkskonstruktion, wurde dann aber im ersten Viertel des 18. Jahrhunderts an den Außenwänden, einschl. der beiden Giebel, durch massives Feldbrandziegelmauerwerk baulich verändert. Gegen Ende des 18. Jahrhunderts wurde die ursprüngliche Ziegelfassade mit einem quergebänderten Putz versehen, und die straßenseitigen Öffnungen erhielten Putzgewände und Sohlsteinbänke. Der liegende Dachstuhl ist noch im Originalzustand und hat eine Hohlziegeleindeckung. Weiterhin wurde im Zuge der Fassadenaufmauerung ein kleiner Bierkeller eingebaut, der dann in späteren Zeiten vergrößert wurde. Das heute siebenachsige, traufständige Hauptgebäude ist in seiner Substanz noch relativ gut erhalten und macht aufgrund seiner breiten behäbigen Form einen prägnanten Eindruck. Die damaligen Stallungs- und Futteraufbewahrungsgebäude sind heute zwar ruinös, sollten aber wieder in den alten Zustand zurückversetzt werden. Die später angebaute Scheune, separat stehend, ebenfalls aus Feldbrandziegeln errichtet, muss in das gesamte Ensemble mit einbezogen werden. Zusammenfassend kann festgestellt werden, dass es sich hier um eine siedlungsgeschichtlich relevante Hofanlage handelt, deren Erhalt in jedem Fall gewährleistet sein sollte. | 17. Jh.                   | 25. Juni 1994      | 141             |
| weitere Bilder                    | Kath. Pfarrkirche St. Hubert           | Schiefbahn Hubertusplatz Karte                   | Die Kirche wurde 1854/55 vom Dombaumeister V. Statz aus Köln errichtet. Es handelt sich hierbei um eine dreischiffige, neugotische Backsteinbasilika mit dreiseitigem Chorabschluss und leicht vorgesetztem Westturm. Das südliche Querschiff ist neu ergänzt. An der Südfassade befindet sich eine Kreuzigungsgruppe von 1904. Denkmalwert ist ebenfalls die historische Innenausstattung der Kirche. | 1854/55                   | 28. März 1984      | 18              |
| Wohnhaus                          | Wohnhaus                               | Schiefbahn Hubertusstraße 15 Karte               | Es handelt sich um ein 2-geschossiges, traufenständiges Bürgerhaus mit massiver Backsteinfassade, wie es im Laufe des 18. Jahrhunderts für den Niederrhein typisch wurde. Das Schiefbahner Haus ist ein allerletzter Rest der historischen Bebauung des Ortskernes. Besonderer Wert liegt in der weitgehend unveränderten Erhaltung des Innern mit einer Anzahl Kölner Decken. Die weiter auf dem Grundstück stehenden Gebäude gehören zwar zum Erscheinungsbild der ehemaligen Hofanlage, sind aber – abgesehen vielleicht vom Pferdestall – für sich nicht denkmalwert. Das Gebäude ist bedeutend für die Geschichte des Menschen. Es dokumentiert in unveränderter Form seit seiner Entstehung einen Teil der Siedlungs- und Ortsgeschichte von Schiefbahn. Erhaltung und Nutzung des Gebäudes liegen aus stadtgeschichtlichen und architektonischen Gründen im öffentlichen Interesse. | 18. Jh.                   | 14. April 1986     | 46              |
| Wohnhaus                          | Wohnhaus                               | Schiefbahn Hubertusstraße 25 Karte               | Das Gebäude stammt in seinen ältesten Teilen noch aus dem 16. Jahrhundert. Das alte Ständerwerk und Teile des ursprünglichen Dachstuhles sowie eine alte Tür sind noch vorhanden, wenn auch z. T. verputzt. Besonders interessant ist auch der rückwärtige Bereich des Anwesens mit seiner charakteristischen Innenhofsituation, der besonders durch den eingeschossigen Schuppenanbau geprägt wird. Es handelt sich um eines der allerletzten Reste des historischen Ortskernes der Altgemeinde Schiefbahn. Erhaltung und Nutzung des Gebäudes liegen aus volkskundlichen und stadtgeschichtlichen Gründen im öffentlichen Interesse. | 16. Jh.                   | 29. August 1988    | 69              |
| weitere Bilder                    | Kath. Pfarrkirche St. Katharina        | Willich Hülsdonkstraße Karte                     | Die Kirche wurde 1899/1900 von Josef Kleesattel erbaut. Es handelt sich hierbei um eine dreischiffige Hallenkirche mit polygonalem Chorschluss und quadratischem, vorgesetzten Westturm. Die alte Ausstattung einschließlich Fußboden ist fast vollständig erhalten, die Fenster modern erneuert. Vorhanden ist Backstein mit Sandsteinverzierungen in neugotischen Schmuckformen. | 1899/1900                 | 28. März 1984      | 15              |
| weitere Bilder                    | ehem. Friedhofskapelle                 | Willich Hülsdonkstraße Karte                     | Diese Friedhofskapelle wurde um 1909 von dem damaligen Willicher Bürgermeister Rieffert mit einem Kostenaufwand von insgesamt 4.500,00 Goldmark erbaut. Es handelt sich um einen zweiteiligen, dem Klassizismus nachempfundenen Baukörper, bei dem sich die Hauptzüge dieser Stilepoche, die Klarheit und Formstrenge widerspiegeln. Danach befindet sich über dem Hauptportal eine von vier quadratischen Säulen getragene Giebelverdachung mit eingelassenem Rundrelief. Die Säulenschäfte sind ohne jegliche Zierform und die Entasen sind deshalb nur angedeutet. Die Kapitelle sind streng geometrisch geformt. Das Hauptgebäude in überhöhter Geschossigkeit hat ein Walmdach mit Hohlziegeleindeckung. Das Mauerwerk besteht aus Feldbrandziegeln, die mit einem außenseitigen Spritzbelag versehen sind. Weitere dominante Merkmale des Hauptgebäudes sind die Putzgesimse, welche stark ausgeprägt sind. Die Gebäudeecken sind ebenfalls stark ausgebildete Putzfaschen, als Lisenen aus-geführt. Die Sprossenfenster und das zweiflüglige kassettierte Hauptportal sind aus Holz und noch im Originalzustand vorhanden. Die Kapelle liegt mittig in der Hauptzugangsachse von Südost nach Nordost und stellt geometrisch, landschaftsgestalterisch und auch visuell den Mittelpunkt des Friedhofes dar. Die vorstehende Beschreibung zeigt, dass an der Erhaltung und Nutzung der Friedhofskapelle ein öffentliches Interesse besteht, welches sich aus der Ortsgeschichte heraus begründet. Mithin ist die Eintragung in die Denkmalliste gem. § 2 (2) i. V. m. § 3 DSchG NRW vorzunehmen. Dieser Auffassung schloss sich auch der Landeskonservator bei seiner Bereisung am 1. Aug. 1990 an und stellte das gesetzlich vorgeschriebene Benehmen des Landschaftsverbandes Rheinland her. | 1909                      | 25. November 1992  | 113             |
| weitere Bilder                    | Ehrenmalanlage                         | Willich Hülsdonkstraße Karte                     | Beschreibung (Ulrich Stevens): „Diese Kriegergedächtnisstätte bildet das Ziel einer Wegeachse, die parallel zu der Hauptachse des Friedhofs verläuft. Die aus Natursteinmauern errichtete Anlage beginnt mit einem um drei Stufen eingestuften, von niedrigen Mauern umgebenen quadratischen Hof, in dem der vom Hochkreuz herkommende Querweg die Achse der Gedenkstätte kreuzt. Der Hof ist von Gräbern Gefallener des Zweiten Weltkriegs umgeben. An der Rückseite des Vorhofs führt eine breite, von Flügelmauern mit Feuerschalen flankierte Freitreppe in sechs Stufen zu einem zweiten, von hohen Mauern umgebenen, gleichfalls quadratischen Hof hinauf. Dieser öffnet sich in einer fünfteiligen (…) [Kolonnade; M.K.] mit geraden Stützen; auf den seitlich verbliebenen Mauerflächen befinden sich Konsolen zum Aufhängen von Kränzen und darüber die Jahreszahl 1914 und 1939. An der Rückseite des zweiten Hofes steht mittig ein altarartiger, wenig vor die Mauer springender Block mit der Aufschrift: Deutschland muss leben und wenn wir sterben müssen, darunter einem Eisernen Kreuz und: Errichtet 1937–1939 von der Gemeinde Willich zum Ruhme des höchsten Opfers ihrer Söhne um Deutschland. Den ‚Altar‘ krönt das Relief eines auf einem Schwert sitzenden Adlers. Zu seinen Seiten sind je zwei Tafeln mit Namen angebracht, deren erste überschrieben ist: Es starben für ihr Volk und Vaterland. Vor den Seitenwänden liegen Gräber des Ersten Weltkriegs. In die Wände sind wiederum Tafeln eingelassen. Diese tragen die Namen von Toten des Zweiten Weltkriegs und flankieren jeweils eine Inschrifttafel. Diejenige auf der linken Seite trägt unter einem Eisernen Kreuz den Text: Gedenket aller Kriegstoten der aus ihrer Heimat vertriebenen Deutschen 1939–1945; rechts steht – wiederum unter einem Eisernen Kreuz -: Dieses Ehrenmal wurde von den Bürgern der Gemeinde Willich im Jahre 1964 erweitert zum Gedenken an die Toten des Krieges 1939–1945, die damit bruchlos für den Sinngehalt der Denkmalanlage der dreißiger Jahre vereinnahmt scheinen. In der Mitte dieses Hofes steht auf einem Steinblock eine weitere, große Feuerschale; davor ist auf einer liegenden Steintafel ein Bronzerelief angebracht, das Brustkorb und Arme eines menschlichen Skeletts zeigt und die Aufschrift trägt: Den Opfern von Unrecht und Gewalt 1933–1945.“ Einordnung: Es ist wichtig darauf hinzuweisen, dass die Anlage bereits in den zwanziger Jahren konzipiert und in einem Kernbestand wahrscheinlich auch schon errichtet wurde, und dass nach 1945 Ergänzungen („Den Opfern von Unrecht und Gewalt 1933–45“) hinzugefügt wurden, die das Vorhandene aber nicht antasteten. Gleichwohl bzw. deswegen stellt die Anlage, wie sie heute überkommen ist, ein im Wesentlichen fast unverfälscht erhaltenes Zeugnis seiner Hauptbauzeit 1937/39 dar. Die Denkmalpflege, aber auch z. B. der Deutsche Städtetag halten es ausdrücklich für erforderlich, auch Bauten und Anlagen des „Dritten Reiches“ als Zeugnisse und Dokumente ihrer Entstehungszeit zu erhalten. Dies schließt selbstverständlich auch den Schutz heute möglicherweise anachronistischer oder gar politisch „gefährlicher“ Anlagen, Aussagen oder ikonographischer Baudetails mit ein – wie dies bei anderen Epochen oder Kulturdenkmälern, für die keine gleichartige politische Sensibilisierung besteht, selbstverständlich auch geschieht. Die Frage, ob und in welcher Form eine „pädagogische“ Kommentierung stattfinden sollte, ist gemäß der Beschäftigung und des Umgangs mit „schwierigen“ Kulturdenkmalen wie diesen sei auch noch einmal auf die erwähnten Publikationen von Stevens und Nabrings hingewiesen. | 1919–23                   | 20. Februar 2002   | 156             |
| Alte Schuhmacherei                | Alte Schuhmacherei                     | Willich Hülsdonkstraße 6–8 Karte                 | Das Haus gehört zur Umfassungsbebauung der früheren Kircheninsel, bevor die Wiethase-Kirche gebaut wurde. Zur Schaffung eines Vorplatzes wurde in diese Bebauung eine Lücke gebrochen durch die der Baukörper nun isoliert von der restlichen Bebauung steht. Die Datierung auf Anfang des 19. Jahrhunderts erscheint nach neuesten Erkenntnissen zu spät, da sich unter der Putzfassade bis Ende des 19. Jahrhunderts/Anfang des 20. Jahrhunderts offensichtlich Holzfachwerk befindet. Es kann sich also auch um eine Bebauung aus dem Anfang des 18. Jahrhunderts bis Mitte des 18. Jahrhunderts handeln. Der rückwärtige Anbaubereich wurde bis vor etwa 5 Jahren noch als Kleinhandwerksbetrieb (Dachdeckerei bzw. Schuhmacherei) genutzt. Die Unterschutzstellung des Bauwerks ist aus kultur- und stadtgeschichtlichen Gründen im öffentlichen Interesse. | 18./19. Jh.               | 20. Mai 1988       | 67              |
| Pfarrhaus                         | Pfarrhaus                              | Willich Hülsdonkstraße 11 Karte                  | Das Gebäude entstand 1864, weitere Baumaßnahmen fanden 1909 statt. Es ist zweigeschossig in 5 Achsen mit treppenförmig gestufter Fassade. Das Gebäude ist im Backstein mit Sandstein in neugotischen Schmuckformen errichtet worden. Links und rechts schließt sich jeweils ein eingeschossiger, einachsiger Backsteinbau an. Die Nutzung des Gebäudes erfolgt als Pfarrhaus. Im Erdgeschoss des Objektes sind z. T. noch sehr schöne Stuckornamente vorhanden. Der gesamte Zustand des Gebäudes einschl. des Dachstuhles ist gut. Erhaltung und Nutzung des Pfarrhauses liegen aus stadtgeschichtlichen und ortshistorischen Gründen im öffentlichen Interesse. | 1864                      | 15. November 1988  | 60              |
| Schule Hülsdonkstraße             | Schule Hülsdonkstraße                  | Willich Hülsdonkstraße 15 Karte                  | Bei der Schule Hülsdonkstraße handelt es sich um ein Gebäude, welches 2-geschossig in 7 zu 5 Achsen ist. Es stammt aus dem Ende des 19. Jahrhunderts und aus den 1920er Jahren. Es ist aus Backsteinen, der ältere Teil ist geschlämmt mit einem 1-achsigen flachen übergiebelten Mittelrisalit. Der linke neuere Teil hat eine verbreiterte Achse mit Toreinfahrt. Erhaltung und Nutzung des Gebäudes Hülsdonkstr. 15 liegen aus volkskundlichen und ortshistorischen Gründen im öffentlichen Interesse. | 19. Jh.                   | 25. Februar 1986   | 44              |
| Fabrikanlage Velvet               | Fabrikanlage Velvet                    | Neersen Johannes-Wirtz-Straße 9–13, 19–31 Karte  | Bei dem Objekt handelt es sich um verschiedene Baukörper, die mehr oder minder baulich zusammenhängend im letzten Viertel des 19. Jahrhunderts von der Krefelder Fabrikanten Gustav Klemme für eine Velvetfabrikation errichtet wurden. Die Fabrikanlage an sich ist in ihrem Bestand stark gegliedert und weist unterschiedliche Höhen- und Geschosszahlen auf. Das gleiche gilt für die Dachform und die Fassadengestaltung. Die letztere kann als typische Darstellung der seinerzeit aufkommenden Industriearchitektur bezeichnet werden. Beim Bau dieser Fabrikanlage gelang es, technische und ingenieurmäßige Erfordernisse und architektonische städtebauliche Gestaltung zu vereinigen. Konsequente Verwendung von Feldbrandziegeln in Ausschließlichkeit, in Form von rhythmisierenden Lisenen und Friesen. Fensterüberdeckungen in runder, segmentarer und scheitrechter Formgebung sind die Schlüsselelemente dieser Bauweise und machen sie bedeutsam für einen historisch bestimmbaren Punkt in der Entwicklung der Arbeits- und Produktionsverhältnisse in Neersen. Obwohl Teile der Anlage zwischenzeitlich entfernt wurden, könnte bei behutsamer Restaurierung eine Architektur wieder sichtbar werden, die bei voller Berücksichtigung und evtl. Unterordnung unter technische Zwecke oder andersartige Vorstellungen, es vermag Maßstäblichkeit und Harmonie wiederherzustellen. Angesichts der Umfunktionierung, der evtl. Stilllegung und damit einen hergehenden Umbau oder Abrisse solcher Anlage, gewinnt die Fabrikanlage Kress trotz ihrer Schlichtheit und relativ einfachen Bauweise, Bedeutung als eines der letzten Dokumente für solche ehemaligen Fabrikationsstätten und kann heute als Beispiel einer früher gängigen, heute aber verschwundenen Industriearchitektur im weitgehend erhaltenen Originalzustand gelten. Außerdem ist festzustellen, dass diese beschriebene Fabrikanlage in ihrer Gesamtheit, sowie das gegenüberliegende Schloß Neersen und ortsdurchführende Hauptstraße als Einheit gesehen werden muss. Deshalb ist diese Gebäudeanlage aus ortskundlichen und industriegeschichtlichen Gründen erhaltenswert. | 19. Jh.                   | 31. Oktober 1990   | 90              |
| weitere Bilder                    | Wegekapelle                            | Anrath Jakob-Krebs-Straße Karte                  | Es handelt sich hierbei um eine Wegekapelle, errichtet Anfang des 20. Jahrhunderts (ca. 1910), in Feldbrandziegelmauerwerk und steilem Satteldach mit weicher Eindeckung, im hinteren Bereich als halbseitiges Kegeldach über halbrunder Apsis ausgeführt. Die Fassadenflächen sind in zweifarbigen Ziegelmauerwerk flächig ohne Ornamentik gestaltet. Die Fenster- und Türöffnungen sind mit Spitzbogen versehen. Das schwere, aufgesattelte Gesims wird von 3 stark ausgeprägten pilasterähnlichen Lisenen unterstützt. An der Eingangsseite verlaufen markante Ecklisenen im Bereich der Ortgänge als überschwere unterstaffelte Gesimse weiter und werden im Firstpunkt mit einem quadratischen Säulenpostament zusammengeführt und sind mit einem Crux immissa (lat. Kreuz) gekrönt. Die Wandfläche der einachsigen Eingangsseite ist als Fassadenspiegel verputzt. Erwähnenswert ist, dass die Kapelle seinerzeit in unmittelbarem Zusammenhang mit dem neuen Fabrikgebäude errichtet wurde und demzufolge auch als Werks- und Betriebskapelle definiert werden kann. | 1910                      | 5. April 1990      | 87              |
| weitere Bilder                    | Ev. Kirche Anrath                      | Anrath Jakob-Krebs-Straße 121 Karte              | Es handelt sich hier um eine 1910 erbaute einschiffige Backsteinhallenkirche mit quadratischem Ostturm und Seitenkapelle. Sie hat einen vorgezogenen Eingangstrakt auf der Südseite mit betontem Giebel. Besonders hervorzuheben sind das äußere Erscheinungsbild, die nähere Umgebung sowie die historischen Ausstattungsstücke (hier besonders die Orgel und die originalen Bänke). | 1910                      | 28. März 1984      | 17              |
| weitere Bilder                    | Sommervilla Krebs                      | Anrath Jakob-Krebs-Straße 126 Karte              | Das Gebäude ist eine 1912 erbaute Sommervilla in Fachwerkbauweise auf einem parkartigen, von einer aufwändigen Mauer umgebenen Grundstück. Die Architektur macht es daher zu einem Zeugnis für die dem Heimatschutzgedanken verbundene Architektur der Zeit. Als Sommervilla eines Fabrikanten ist das Gebäude zudem wichtig für die Geschichte von Anrath. Erhaltung und Nutzung liegen daher gem. § 2 (1) DSchG NRW aus wissenschaftlichen und architekturhistorischen Gründen im öffentlichen Interesse. | 1912                      | 17. Januar 1984    | 12              |
| weitere Bilder                    | Villa Krebs                            | Anrath Jakob-Krebs-Straße 153 Karte              | Es handelt sich um eine stattliche Villa inmitten eines weitläufigen Grundstücks unmittelbar gegenüber der ehem. Jakob-Krebs-Tuchfabrik, das durch seine Bepflanzung kaum Einblick von der Straße aus gewährt. Errichtet wurde das Gebäude, gewissermaßen ein Redant zur „Sommervilla“ von 1912 (Jakob-Krebs-Str. 126; eingetr. Baudenkmal), 1949 in traditionalistischer Formensprache und für die Zeit sehr großzügiger, luxuriöser Ausführung. Die Villa wurde erbaut für den damaligen Eigentümer der gegenüberliegenden Jakob-Krebs-Tuchfabrik, Willi Krebs, Fabrikant und Bürgermeister von Anrath, vom Krefelder Architekten Gilliam. Das Raumprogramm ist drei Flügel aus weiß geschwämmten Backstein in doppelter Winkelform aufgeteilt, so dass auf Vorder- und Rückseite jeweils ein Hof gefasst wird. Der zweigeschossige Hauptbaukörper besitzt ein hohes, z. T. mit verschieferten Dachgauben versehenes Walmdach, welches an der Schmalseite bis auf Erdgeschosshöhe abgeschleppt ist, während es an den vorderen und hinteren Breitseiten höher endet und so dort zwei vollwertige Obergeschosse freigibt. Die Eingangsseite wird geprägt durch den bei sieben Fensterachsen mittig erhöht über einigen Treppenstufen angeordneten, seitlich durchfensterten und mit einer Gittertür versehenen Eingangsvorbau, der im Obergeschoss als Austritt fundiert. Im zugehörigen Balkongitter finden sich die Initialen des Bauherren (WK) und die Jahreszahl 1949. Ein eingeschossiger Personal- und Wirtschaftsflügel mit Satteldach fasst den mit Natursteinplatten belegten Eingangshof. In seiner Stirnseite (in den Bauantragszeichnungen noch zum Hof hin) befindet sich ein zweiflügeliges (Garagen-)Tor, ein separater Zugang ist auf der vom Hof aus rückwärtigen Seite angebracht. Auf der Rückseite öffnen im Erdgeschoss zwei große zweiflügelige Fenstertüren die Innenräume zum Garten (auch hier leicht abweichend vom Entwurf). Im Obergeschoss ist über die gesamte Breite der Rückfront ein Balkon angebracht, der in das Flachdach des eingeschossigen Schlafzimmerflügels übergeht. Dadurch, dass das Esszimmer etwas vor die Flucht gezogen ist, entsteht eine zweiseitig geschützte Terrasse. Eine zweite, kleinere Terrasse ist auf der anderen Seite des Esszimmers angeordnet, die sich in einem Stichbogen zum Garten öffnet. Türen, Holzsprossenfenster und Fensterläden sind durchweg erhalten, die Fenster z. T. mit Gittern geschützt und geschmückt. Unter den Fenstern sind einige bleiverglaste Farbfenster, z. T. mit Wappen oder figürlichen Szenen. Betrachtet man den inneren Grundriss, so fällt die angesichts der Gesamtfläche des Hauses vergleichsweise geringe Zahl von Zimmern auf; die einzelnen Räume sind folglich meist von äußerst großzügigem Zuschnitt. Luxuriöse Materialien, wie dunkles Edelholz, welches sich außer bei der wandfesten Ausstattung auch bei Türen, Heizkörperverkleidungen und den wohl eigens angefertigten Möbel findet (die sich bei der Besichtigung noch zahlreich im Haus befanden), dominieren den Raumeindruck. Durch die originale Haustür mit Oberlicht und Laterne betritt man zunächst ein marmorvertäfeltes Vestibül und dann den quer zur Eingangsfront liegenden, mit Solnhofer Platten belegten Flur. Links vom Eingang, parallel zur Außenwand, ist die Treppe angeordnet. Der Anlauf der ersten Stufen dreht sich in den Flur; ihre Brüstung ist geschlossen und trägt zu den Stufen passende hölzerne Handläufe. Nach rechts führt ein rundbogiger Trakt zum Arbeitszimmer (mit niedrigen Täfelungen und bemerkenswerten eingebauten Schrankwänden) und zum Schlafzimmerflügel Wohn- und Esszimmer, als herrschaftliche Wohnräume zum Garten hin gelegen, sind beide ebenfalls mit Solnhofer Platten ausgelegt und durch eine Schiebetür verbunden. Im Wohnzimmer befindet sich ein Kamin, dessen Sims eingenischte halbfigurige Karyatidenpilaster tragen und dessen Feuerstelle mit Kacheln Delfter Art ausgekleidet ist. Das Obergeschoss ist gleich organisiert, mit (Schlaf-)Zimmern zum Garten und Flur an der vorderen Außenwand. Ein Buntfenster im Flur mit figürlichem Motiv (Martinszug) deutet eventuell auf ein Kinderzimmer hin. Ein interessantes Detail ist auch der Schacht für Schmutzwäsche, der vom Obergeschoss aus direkt in die Waschküche im Keller führt. Im Personal- und Wirtschaftsflügel, der einen eigenen Eingang und ein eigenes, schlichte Treppenhaus hat, befindet sich eine große Küche. In seiner ausgebauten Dachzone war in den Planzeichnungen eine Einliegerwohnung vorgesehen; ob diese jemals bestand oder ob hier, was wohl wahrscheinlicher ist, von Anfang an die Zimmer des Personals angeordnet waren, muss derzeit offenbleiben. Der Raum unter den Dachschrägen ist hier geschickt für Einbauschränke genutzt. Architekturgeschichtliche Würdigung: Die Villa Krebs folgt mit ihrer Gestaltung der konservativ-traditionalistischen Richtung in der Architektur des 20. Jahrhunderts, die als Heimatschutzarchitektur bezeichnet wird. In deren Selbstverständnis handelte es sich um eine „bodenständige“, „landschaftsgebundene“ Bauweise, die traditionelle Formen und Materialien zeitgemäß anzuwenden versuchte. In verschiedenen Ausprägungen war diese Richtung zwischen der Jahrhundertwende und den fünfziger Jahren. Unmittelbar nach dem Zweiten Weltkrieg erlebte die Heimatschutzarchitektur aus verschiedenen Gründen noch einmal einen kurzen Aufschwung, bevor sie in der Nachkriegs-Moderne des „Wirtschaftswunders“ unterging. Charakteristische Kennzeichen sind bei der Villa Krebs z. B. der breit gelagerte Baukörper mit prägendem Steildach, die harmonische (achsensymmetrische) Proportionierung einer ansonsten weitgehend ornamentlosen Fassade durch hochrechteckige Fenster und Fenstertüren, der zweckmäßig-einfache Grundriss mit hellen Räumen, die gezielte Anordnung von Dachgaubenreihen zur Dachflächengestaltung, die Verwendung traditioneller Handwerkstechniken an demonstrativen Details (gemauerte Stürze; Fensterläden; Schmiedeeisen; Holz und Naturstein im Inneren) sowie Mauerwerksbauweisen, wie der geschwämmte Backstein und die Anlehnung an traditionelle Bautypen oder Baukörper, ohne diese jedoch zu kopieren. So ist hier in Anrath die Bezugnahme auf regionaltypische Herrenhäuser, aber auch große Bauernhäuser im Ansatz klar vorhanden, auch wenn bei näherer Betrachtung von Imitation keine Rede sein kann. Vielmehr entspricht die Villa gleichem idealtypisch dem „landschaftsgebundenen Bauen“ der 1930er Jahre, wie es seinerzeit in Baufibeln, Entwurfslehren, Musterbauten etc. kanonisiert worden war. Auffällig ist z. B. die äußerliche Verwandtschaft mit der Jugendherberge in Kleve-Materborn (1938/39) von Architekt Peter Dierichsweiler. Im Villenbau drückte diese Bauweise auch nach 1945 konservative Solidität und Wohnstand aus. Dies ist im vorliegenden Fall ganz besonders zu betonen, handelt es sich doch um einen für die Entstehungszeit sowohl hinsichtlich Größe, als auch Ausstattung außerordentlich luxuriösen Bau. Während um diese Zeit an anderer Stelle noch Notstandsbeseitigung mit oftmals primitiven Mitteln erforderlich war, verkörpert hier eine Unternehmervilla gleichzeitig weiter fortbestehenden Reichtum. Nicht von ungefähr drückt sich dies hier in konservativen, vornehm-schlichten Architekturformen aus, richtete sich deren Gestaltungsphilosophie doch ausdrücklich sowohl gegen plakativ zur Schau gestellten Wohlstand (z. B. der Prunkvillen der Gründerzeit und Jahrhundertwende), als auch gegen die avantgardistische funktionalistische Moderne (vgl. die Wohnhäuser Kaiser in Viersen). Zudem konnte sie vom Bauherren auch als der ländlich-kleinstädtischen Region angemessen angesehen werden. Bauherr: Die moderne Wirtschaftsgeschichte von Anrath nach dem Niedergang der Hausweberei und dem verheerenden Wirbelsturm von 1891 ist eng mit dem Unternehmen Krebs verbunden. Jakob Krebs, der Vater des Bauherren, stammte aus Mönchengladbach und war zunächst Mitinhaber der Mönchengladbacher Tuchfabrik Tiggeler & Krebs und Betriebsleiter der Anrather Tuchfabrik Dederichs & Co. 1907 begann er aus den Überresten der zwischenzeitlich schon stillgelegten Firma Dererichs mit dem Ausbau seines eigenen Unternehmens, welches bald zusammen mit Lange (später Verseidag) der wichtigste Arbeitgeber in Anrath wurde. Sein ihm in der Firmenleitung nachfolgender Sohn Willi modernisierte in den fünfziger und sechziger Jahren die Firma, um ihre überregional bedeutende Marktstellung zu bewahren (u. a. Umstellung auf Chemiefaser). 1994 ging die Firma Krebs in Konkurs. Willi Krebs war zudem von 1948 bis kurz vor seinem Tod Bürgermeister in Anrath. „Unter seiner Amtsführung mußte das zerstörte Dorf aufgebaut und besonders Probleme der Hungers- und Flüchtlingsnot überwunden werden. Die Kanalisation wurde in Angriff genommen. Kindergärten und neue Schulen wurden erstellt und das Krankenhaus modernisiert. (…) Als Förderer Anrather Vereine ist sein Name in vielen Vereinschroniken zu finden. Als ungenannter Stifter war er in sozialen und kirchlichen Einrichtungen geschätzt. Seine soziale Einstellung zu Gemeinschaftsaufgaben, sein ausgleichendes politisches Verständnis und seine unternehmerischen Fähigkeiten, Eigenschaften, denen die Entwicklung des Dorfes Anrath nach dem Zweiten Weltkrieg viel verdankt, wurden im Jahr 1968 durch die Gemeindevertreter mit der Verleihung der Ehrenbürgerschaft gewürdigt“ (Datum 1979, S. 33). Denkmalwert: Als Wohnsitz eines wichtigen Unternehmers und langjährigen Bürgermeisters von Anrath, „mit dessen Namen 20 Jahre Anrather Geschichte nach dem Zweiten Weltkrieg eng verbunden“ sind (Datum 1979, S. 33) und der hier laut Baugesuch auch einen Arbeitsraum für „bürgermeisteramtliche Besprechungen“ unterhielt, ist die Villa Krebs bedeutend für Willich. Da sie bis in Ausstattungsdetails in selten anschaulicher Weise original erhalten ist, besteht in Verbindung mit ihrem oben dargelegten architekturgeschichtlichen Wert ein öffentliches Interesse an ihrer Erhaltung und Nutzung aus wissenschaftlichen, insbesondere architekturgeschichtlichen Gründen. Hinzu treten wegen der Person des Bauherren orts- und wirtschaftsgeschichtliche Gründe. Sie ist daher ein Baudenkmal gemäß § 2 DSchG NRW. | 1949                      | 20. Februar 2001   | 154             |
| Verseidag-Gebäude                 | Verseidag-Gebäude                      | Schiefbahn Jakob-Meyer-Weg 1–21, 27–37 Karte     | 1.) Empfangsgebäude und Bürogebäude, zwei- bzw. eingeschossig, davon Empfangsgebäude 7-achsig mit leicht vorgezogener übergiebelter Mittelachse 2.) Weberhalle A, eingeschossig mit Sheddach, offenes System 3.) Weberhalle B, eingeschossig mit Sheddach, offenes System 4.) Lagergebäude, dem Empfangsgebäude vorgelagert, eingeschossig, flachen Satteldach. 5.) Rampengebäude, eingeschossig, Pultdach. 6.) Kesselhaus mit Kamin, eingeschossig, Satteldach, angesetzte quadratische Ecktürme mit 3 Geschossen und Zeltdach. 7.) 2 Kutscherhäuser mit Remisen, zweigeschossig mit ausgebautem Dachgeschoss bzw. eingeschossig, Krüppelwalmdach. 8.) Wohnhaus Albert-Oetker-Str. 74/76, eingeschossig, 4-achsig, mit ausgebautem Dachgeschoss, Satteldach, straßenseitig teils Traufenständig, teils giebelständig, Straßengiebel leicht vorgezogen 9.) Wohnhaus Albert-Oetker-Str. 78/80, zweigeschossig, 5-achsig, Satteldach mit leicht vorgezogener und übergiebelter Mittelachse. Alle genannten Gebäudeteile sind aus roten und gelben Feldbrandziegeln, wobei die roten als Grundfarbe und die gelben als schmückende Elemente verwandt wurden. Öffnungen für Fenster, Türen und Tore haben Rund-, Segment- und Korbbögen, zum Teil paarweise zusammengefasst und mit einem dritten Segment überlagert. Weiterhin haben sie historisierende Schmuckformen im Bereich der Fassaden und Traufgesimse, darunter tlw. waagerechte Friese, Lisenen in den Flächen und an den Ecken als Ortgänge weitergeführt, 2-stufige Giebelreiter mit rundbogenübereckten Blindöffnungen sowie ausgestellte stilisierte Kragengesimse. Die Anlage ist ein bedeutendes Zeugnis für die Geschichte des Ortsteils Schiefbahn sowie für die Arbeits-, Produktions- und Lebensbedingungen in einem für den linken Niederrhein wichtigen und typischen Industriezweig. Die Gestaltung des Komplexes lässt aus wissenschaftlichen, architekturgeschichtlichen und künstlerischen Gründen geboten erscheinen. | 1890                      | 22. Dezember 1988  | 76              |
| weitere Bilder                    | Friedhofskreuz Friedhof Neersen        | Neersen Kirchhofstraße Karte                     | Das Friedhofskreuz mit Priestergräbern auf dem Friedhof in Neersen, Kirchhofstraße, ist ein Baudenkmal im Sinne des § 2 DSchG NRW. Es ist bedeutend für die Stadt Willich. Seine Erhaltung liegt aus wissenschaftlichen, hier ortsgeschichtlichen Gründen im öffentlichen Interesse Geschichte: Aufgrund von neuen, vor allem hygienisch motivierten Bestimmungen aus französischer und preußischer Zeit wurden im 19. Jahrhundert häufig die alten innerörtlichen Kirch- und Friedhöfe aufgegeben und bebautes Gelände vor den Städten und Orten verlagert. So wurde auch dem heutigen Friedhof von Neersen 1823–25 am damaligen Kommunalweg über Anrath nach Viersen auf noch freiem Gelände vor dem Ort angelegt. Erst 1798, nach Abtrennung der Hauptstraße ein Kirchhof angelegt worden, der dann 1825 wieder geschlossen werden musste. Ausweichlich der Historischen Karten erfolgten um 1900 und im Laufe des 20. Jahrhunderts Erweiterungen, die im Grundriss auch ablesbar sind. Durch eine Schenkung von Josef Kaiser(s) aus Niederheide konnte 1865 das große Friedhofskreuz aufgestellt werden. Beschreibung: Friedhofskreuz, Sandstein, H. ca. 4m, 1865 errichtet. Fialenartiger Aufbau, endigend in einem Kreuz mit Kruzifixus. In der Sockelnische die hölzerne Statuette einer Muttergottes, um 1950 Davor ältere Grabplatte (Zweitverwendung) mit Inschriften für Pfr. Heiner Ohoven 1708–1868; für Pfr. Heinrich Josef Mertens 1838–1885; für Pfr. Rudolf Matthey 1832–1902. Ferner eine kleine Marmor- platte für Pfr. Joseph Storms 1853–1919. Auf der Rückseite des Friedhofkreuzes und in umgebenden Priestergrabstätte noch Grabstätte für Pfr. Mertens, Matthey und Pfr. Joseph Voß 1876–1942. Am Sockel des Kreuzes auf allen vier Seiten Inschriftentafeln. Vorne: HAEC CRUX ERECTA EST SUB PASTORE OHOVEN ANNO MDCCCLXV; seitlich: Dein Kreuz / o günstigster Jesus / sei den hier / Ruhenden / Hoffnung, Leben / und / Auferstehung.; seitlich rechts: Ich bin die / Auferstehung / und das Leben / wer an mich / glaubt wird eben / wenn er auch / gestorben ist. Die hintere Inschrifttafel ist nicht mehr lesbar. Beschreibung: Als noch aus dem 19. Jahrhundert stammendes zentrales Kreuz des 1823–25 angelegten und bis heute in Benutzung befindlichen Friedhofes Neersen ist das Friedhofskreuz bedeutend für den Ort Neersen. Dies gilt in gleicher Weise für die umgebenden Grabstätten der Priester, die mit dem Kreuz zu einer Einheit zusammengefasst sind. Die Erhaltung des Kreuzes und der zugeordneten histor. Priestergrabstätten des 19. und der 1. Hälfte d. 20. Jahrhunderts liegt aus wissenschaftlichen, hier ortsgeschichtlichen Gründen im öffentlichen Interesse. Mit seinen neugotischen Formen samt den entsprechen Inschriften repräsentiert das Kreuz die Frühzeit des heutigen Friedhofes aus dem 19. Jahrhundert, von der ansonsten bis auf den noch ablesbaren ursprünglichen Grundriss keine nennenswerten Zeugnisse mehr erhalten sind. Hierzu tragen auch die erhaltenen Priestergräber bei, die außerdem ein wichtiges Stück Orts- und Pfarreigeschichte überliefern. Es handelt sich daher gemäß § 2 (1) DSchG NRW um ein Baudenkmal. Quellen u. Literatur: Materialsammlung der UDB Willich. Eva Brües: Die Denkmäler der Stadt Willich-Neersen. Im Heimatbuch des Kreises Viersen 1992, S. 209–250, hier s. 240 u. 230. | 1865                      | 3. September 2008  | 163             |
| weitere Bilder                    | Kath. Pfarrkirche St. Johannes         | Anrath Kirchplatz 1a Karte                       | Diese dreischiffige, neugotische Backstein-Hallenkirche mit leicht vorgezogenem Westturm, Querdächern, Dachreiter und polygonalem Chor mit Nebenkapellen wurde 1897/98 von Prof. Kleesattel errichtet. Fast sämtliche Fenster stammen noch aus der Entstehungszeit der Kirche, nur einige sind erneuert worden. Untrennbar mit dem Denkmal verbunden ist die historische Innenausstattung. Hervorzuheben sind insbesondere die spätgotische Kreuzigungsgruppe, verschiedene Heiligenfiguren, wie die des Pfarrpatrons Johannes d. T., des hl. Apostels Matthias, weiterhin der noch vorhandene Teil des alten Hochaltars, der Taufstein, die Johannesschüssel mit Reliquiar des Johannes d. T, verschiedene Weihrauchfässchen mit Schiffchen, darunter eines aus dem Jahre 1758. | 1897/98                   | 28. März 1984      | 16              |
| weitere Bilder                    | Altes Gerichtsgebäude                  | Anrath Kirchplatz 2 Karte                        | Es handelt sich hierbei um ein Gebäude, das den Ursprung auf das Ende des 18. Jahrhunderts zurückgeht. Es ist 2-geschossig. Das Fachwerkhaus besitzt eine Putzfassade aus der Zeit um 1900. Die straßenseitigen Achsen sind nicht durchgezogen. Es besitzt ein Krüppelwalmdach. Zu der Zeit, als Anrath ein Gerichtsort war, diente dieses Gebäude als Gerichtsgebäude. Literaturhinweis: Anrather Heimatbrief, Themen zur Dorfgeschichte, April 1981, Anrath als Gerichtsort von Gottfried Daum | 18. Jh./1900              | 7. Dezember 1987   | 61              |
| weitere Bilder                    | ehem. Christehaus                      | Anrath Kirchplatz 4–6 Karte                      | Das Gebäude ist gegen Ende des 18. Jahrhunderts entstanden. Das zweigeschossige Doppelhaus besitzt eine Fensteranordnung in nicht durchgezogenen Achsen. Um 1900 wurde neue Putzfassade mit sparsamen neubarocken Schmuckformern vorgeblendet. Das Gebäude ist aus volkskundlichen und lokalhistorischen Gründen bedeutend. Die Erhaltung und Nutzung des Gebäudes liegt aus volkskundlichen, wissenschaftlichen und städtebaulichen Gründen im öffentlichen Interesse. | 1900                      | 25. März 1988      | 63              |
| weitere Bilder                    | Wohn- und Geschäftshaus                | Anrath Kirchplatz 12 Karte                       | Es handelt sich hier um ein Gebäude, dessen jetziger Zustand auf das Jahr 1786 zurückgeht. Es ist 2-geschossig, in 5 nicht durchgezogenen Achsen. Der Backstein ist geschlämmt. Durch späteren Ladeneinbau wurde das Erdgeschoss verändert. Im Gebäude selbst sind noch historische Ausstattungsstücke, wie z. B. der alte Dachstuhl sowie die über 2 Geschosse gehende Treppe erhalten. Erhaltung und Nutzung des Gebäudes liegen aus volkskundlichen und städtebaulichen Gründen im öffentlichen Interesse. Literaturhinweis: Gottfr. Kricker, Geschichte der Gemeinde Anrath, 1959, S. 310. | 1786                      | 31. Dezember 1986  | 54              |
| weitere Bilder                    | Leutnantshaus                          | Anrath Kirchplatz 19 Karte                       | Das Gebäude ist ein im Kern wohl aus dem 18. Jahrhundert stammendes 2-geschossiges Wohn- und Geschäftshaus. Während der straßenseitige Giebel massiv ist, besteht die Traufseite im Obergeschoss noch aus Fachwerk. Original ist auch der Dachstuhl. Dagegen ist das Erdgeschoss außen und innen vollständig verändert. Das Haus bildet jedoch einen wesentlichen Bestandteil des alten Ortskernes von Anrath unmittelbar neben der Kirche. Die Reste der originalen Substanz und die städtebauliche Lage begründen trotz erheblicher Beeinträchtigungen im Erdgeschossbereich die Denkmaleigenschaft. Erhaltung und Nutzung liegen gem. § 2 (1) DSchG NRW aus wissenschaftlichen, volkskundlichen und städtebaulichen Gründen im öffentlichen Interesse. | 18. Jh.                   | 24. Mai 1983       | 6               |
| weitere Bilder                    | Jüdischer Friedhof                     | Schiefbahn Kleine Frehn Karte                    | Es handelt sich hier um den alten eigentlichen Friedhof der jüdischen Gemeinde Schiefbahn, der 1835 angelegt wurde. Zu dieser Zeit zählte die jüdische Gemeinde in Schiefbahn etwa 50 Seelen. Seine Größe betrug ca. 14 ar. 1866 wurde der Friedhof mit einer Grabenanlage versehen, da das Gelände oft unter Wasser stand und Beerdigungen, insbesondere während des Winterhalbjahres, kaum möglich waren. Heute befinden sich auf dem alten Judenfriedhof noch 6 Grabsteine, die im Einzelnen in der beigefügten Anlage beschrieben sind. Hierbei handelt es sich um historische und kulturhistorische Zeugnisse aus einem wichtigen Zeitabschnitt der Willicher Entstehungsgeschichte. Die Unterschutzstellung der Anlage ist aus kulturhistorischen sowie volkskundlichen Gründen im öffentlichen Interesse. | 1835                      | 29. August 1988    | 70              |
| Fachwerk-Wohnhaus                 | Fachwerk-Wohnhaus                      | Anrath Knabbenweg 13 Karte                       | Mit Schreiben vom 14. April 1988 beantragten die Eheleute Remmertz die Eintragung ihres Wohnhauses in die Denkmalliste der Stadt Willich. Bei diesem Gebäude handelt es sich um ein eingeschossiges Wohnhaus aus dem Jahre 1688. Es ist einseitig angebaut und besitzt ein ziegelgedecktes Satteldach. Die freistehende Giebelseite ist ein originales Fachwerk mit starker Querriegelung. Die Aufständerung ist markant und zeigt bei den Streben naturbelassenen Wuchs. Die zweiteiligen Fensterachsen sind im Dachgeschoss hinsichtlich Fensterstock und Fenstergröße versetzt. Die Ausfachung besteht aus Ziegelmauerwerk mit weißgeschlämmter Putzfläche. Das bauinnenseitige Ständerwerk wurde trotz größerer Durchbauung im Erdgeschoss zum größten Teil im Ursprung belassen und zeigt teilweise noch seine originale Konstruktion. Aufgrund dieser Merkmale, die das Objekt Knabbenweg 13, 47877 Willich-Anrath aufzeigt, besteht aus volkskundlichen und städtebaulichen Gründen ein öffentliches Interesse an der Erhaltung und Nutzung dieses Objektes. | 1688                      | 5. Februar 1990    | 80              |
| weitere Bilder                    | Siechenkreuz                           | Willich Kreuzstraße / Heiligenweg Karte          | Das Siechenkreuz wurde 1731 vom Willicher Notar J. Ackers und seiner Ehefrau S. Borger der Hl. Jungfrau gestiftet und steht am „Kruse Boom“ am Heiligenweg/Kreuzstraße. Es hat seinen Namen von einem Siechenhaus, das wohl schon 1668 hier gestanden hat. Solch ein Gebäude diente als Unterkunft der mit ansteckenden Krankheiten geschlagenen Aussätzigen o. Leprosen, die außerhalb der Siedlungen hausen mussten und durch besondere Kleidung -meist Gewänder aus Sackleinen- gekennzeichnet waren. Die Inschrift des Kreuzes nennt in lat. Schrift seinen Stifter und das Jahr der Errichtung in der Chronogramm; in ihm heißt es zu deutsch: Dieses Kreuz ist errichtet zu Gottes und der Seligen Jungfrau Ehren von den Eheleuten Notar Ackers und Sibilla Borger. Erhaltung und Nutzung des Siechenkreuzes liegen aus volkskundlichen Gründen im öffentlichen Interesse. | 1731                      | 13. Juni 1985      | 27              |
| Wohn- und Geschäftshaus           | Wohn- und Geschäftshaus                | Willich Kreuzstraße 12 Karte                     | Das Gebäude Kreuzstr. 12, in unmittelbarer Nähe der Pfarrkirche St. Katharina gelegen, ist ein Relikt aus der ehemaligen Kirchen-Inselumbauung aus der Mitte des 18. Jahrhunderts. Es war Bestandteil einer engen Reihenbebauung, die sich um die alte Pfarrkirche, welche 1899 abgebrochen wurde, und mit der auch der weitaus größte Teil der Kirchenumbauung mit abgeräumt wurde. Da Objekt ist zweigeschossig mit 3:1:2 Achsen und wird durch einen noch im Originalzustand befindlichen Dachstuhl, heute allerdings eingedeckt mit neueren Dachpfannen, überdeckt. Das Fach- und Ständerwerk, die Holzbalkendecke, die Treppen usw. sind noch im alten originalen Zustand. Ebenso die später vorgesetzte Mauerwerksschale aus Feldbrandziegeln. Die Fassade wurde im Bereich der Straße später verputzt und gestrichen. Die Hinterfront, in direkter Anlehnung an das Kirchenschiff, ist noch in der alten Verblendung zu sehen. Die Erhaltung dieses Bauwerks ist, abgesehen von seinem Alter, seines Baustils und seiner Lage insofern wichtig, da es heute noch die Art und Weise der damaligen Wohnkultur einerseits und die Kombination von Fachwerk- und massiver Bauweise andererseits, klar verdeutlicht. Außerdem lässt sich aus der Lage des Gebäudes heute noch die ehemalige Fluchtlinie der alten Kreuzstraße rekonstruieren. Aus siedlungs-, kultur- und architekturgeschichtlichen Gründen muss eine Unterschutzstellung dieses Gebäudes unbedingt erfolgen. | 18. Jh.                   | 16. Dezember 1994  | 145             |
| Feuerwache                        | Feuerwache                             | Willich Kreuzstraße 14–16 Karte                  | Für die 1889 gegründete Freiwillige Feuerwehr in Willich wurde zunächst ein erstes Spritzenhaus neben dem damals schon bestehenden Rathaus am Kaiserplatz errichtet. Bereits 1908 wurde dieses wieder abgerissen und durch ein neues am heutigen Standort schräg gegenüber dem Rathaus befindlichen erneuert. Das ursprünglich als freistehender Solitärbau in rotem Backstein errichtete Feuerwehrhaus von Baujahr 1908 besteht aus Wagenhalle und Steigerturm. Die Wagenhalle ist mit einem Mansardendach versehen, das durch ein spitzgiebeliges Zwerchhaus mit treppenförmigem Ortganggesims und rundbogigen Zwillingsfenstern gegliedert wird. Unter dem Zwerchhaus befindet sich das ehemals schmalere Tor. In der Wandpartie neben dem Tor befand sich ein heute nicht mehr vorhandenes Rundbogenfenster (vergleiche Titelbild zur Jubiläumsdokumentation 1889 bis 1989 Freiwillige Feuerwehr Löschzug Willich). Der viergeschossige Steigerturm mit Zeltdach ist eingebunden in die Flucht der Vorderfassade. Die rundbogigen Öffnungen werden überfangen von halbsteinstarkem Begleitstreifen, die ebenso wie die Stockwerkgesimse und Traufgesimse (teilweise) aus gelben Ziegelsteinen gemauert sind. Die schrägen Sohlbänke der Fenster sind mit schwarzglasierten Ziegeln belegt. Die anschließende Giebelfassade, die heute von dem 1964 angebauten Feuerwehrhaus verdeckt wird, war im gleichen System gegliedert. Im Inneren des Feuerwehrhauses ist die Ausstattung des Steigerturms erhalten. Drei Podeste werden von steilen Eisenleitern erschlossen. In den Podesten befinden sich Aussparungen von ca. 1,00 m × 1,00 m, durch die die zum Trocknen bestimmten Schläuche bis unter das Gebälk des Turmdaches gezogen werden können. Über der Wagenhalle befindet sich eine Decke aus preußischen Kappen und der Dachraum wird durch die Zwillingsfenster im Zwerchgiebel belichtet. Das Feuerwehrhaus selbst ist in Willich ein relativ gut überliefertes Beispiel für die Organisation des Brandschutzes einerseits und dokumentiert anderseits damit sehr weitgehend das Feuerwehrwesen der Jahrhundertwende einer ländlichen Kleinstadt. Die Architektursprache des Feuerwehrhauses orientiert sich an dem seit der Mitte des vergangenen Jahrhunderts üblichen Formen des Rundbogenstils. Diese klassizistisch begründete Stilrichtung war besonders im Bereich der Zweckbauten auch noch nach der Jahrhundertwende gebräuchlich und wurde mit Formen der Neugotik kombiniert. Das Objekt in Willich ist ein gutes Beispiel für die Ausformung eines Zweckbaues der Jahrhundertwende. Zur erhaltenswerten Ausstattung der Feuerwache gehört der aus den Hoxhöfen stammende Pumpenwagen aus der Zeit der Jahrhundertwende. Auf einem schmiedeeisernen Fahrgestell mit eisenbeschlagenen Holzrädern ist eine Wanne mit ca. 80 l Fassungsvermögen montiert. In der Wanne befindet sich eine Doppelpumpe, die mit schmiedeeisernen Schwegeln von acht Mann betrieben werden konnte. Seitlich sind an der Wanne Stutzen angebracht, auf der einen Seite wurde das Wasser über einen Schlauch angesaugt, auf der anderen Seite wurde der Spritzenschlauch angesetzt. Vor der Wanne befindet sich ein Sitzbock und hinter der Wanne ein Materialkasten, der ebenfalls als Sitzplatz für mitfahrende Feuerwehrleute ausgebildet ist. In städtebaulicher Hinsicht ist das Feuerwehrhaus Teil der Platzrandbebauung des Kaiserplatzes und akzentuiert eine Platzecke mit dem kurz zuvor 1892 errichteten Rathaus. Aus diesen genannten Gründen ist dieses Feuerwehrhaus bedeutend für die Geschichte des Menschen und für die Geschichte von Willich. Die Erhaltung des Objektes liegt aus städtebaulichen, künstlerischen und wissenschaftlichen, insbesondere architekturhistorischen Gründen im öffentlichen Interesse. | 1908                      | 16. Dezember 1994  | 146             |
| Wohnhaus Hannenvilla              | Wohnhaus Hannenvilla                   | Willich Kreuzstraße 36 Karte                     | Hierbei handelt es sich um ein zweigeschossiges Wohnhaus, Baujahr um die Jahrhundertwende, mit ausgebautem Dachgeschoss unter einem ziegelgedeckten Satteldach. An zwei Seiten sind je ein zweigeschossiger Erkervorbau mit eigener Verdachung vorhanden. Die hier bestehenden Dachflächen sind ebenfalls gesattelt, aber mit kleinen Krüppelabwalmungen. Da gesamte Dachgeschoss ist aus sichtbarem Fach- und Ständerwerk mit glatter Putzausfachung. Auffallend ersichtlich sind die Kreuz- und Parabelverstrebungen im Drempelbereich. Über den kleingegliederten, dreiteiligen Dachfenstern befinden sich langgezogene Schleppdächer. Ansonsten ist die Fassade relativ schmucklos. Die Straßenseite ist dreiachsig, wobei hier und auch alle anderen am Haus befindlichen Fensteröffnungen segmentbogenförmig überdeckt sind. Die Fensteröffnungen selbst sind überhöht und weisen noch die ursprünglichen Fensterkonstruktionen auf. Im Innern des Hauses ist die gut gestaltete Holztreppe in geschlossener Holzkonstruktion und mit prägnantem Geländer, der ursprüngliche Dachstuhl sowie die Kellerdecken erwähnenswert. Im Erdgeschoss sind noch originale Türen und Paneele vorhanden. Die Konzeption des Hauses ist im Sinne des Stils der Goethezeit (um 1800, angewandt vornehmlich von Paul Mebes und Paul Schulze-Naumburg) historisierend dekoriert und stellt im Bereich der Alt-Willicher Innenstadt ein hervorragendes Beispiel des zu der damaligen Zeit um die Jahrhundertwende angewandten Villenstil dar. Das Gebäude selbst wurde zunächst als reines Einfamilienhaus mit Villencharakter konzipiert und dementsprechend genutzt, ging dann später in die Verwertung als Verwaltungsgebäude der Hannen-Brauerei über und wird heute nach Betriebsverlegung der Brauerei wieder als Mehrfamilienwohnhauses genutzt. Aus orts- und architekturgeschichtlichen Gründen ist eine Unterschutzstellung erforderlich. | 19. Jh.                   | 25. Juni 1994      | 137             |
| weitere Bilder                    | Gebäude Nr. 6 Stahlwerk Becker Laborg. | Willich Laborweg 6 / Schmelzerstraße 2 Karte     | Das Gebäude Nr. 12 entstammt lt. Gutachten Dauber vom 28. Sept. 1990 der ersten Phase der Betriebsentwicklung des Stahlwerks Becker, die mit Baubeginn 1908 einsetzte. Als Zweckbestimmung ist in den erhaltenen Unterlagen „Laboratorium“ angegeben. Das Äußere des im Wesentlichen zweigeschossigen Putzbaues ist stilistisch dem benachbarten Hauptverwaltungsgebäude angeglichen, setzt dessen aufwendige Detailgestaltung aber in einfacheren Formen um. Unterscheidbar sind ein größerer Bauteil mit geknicktem Dach, am vorderen Giebel fünf Achsen hochrechteckiger, aber einfacheren Formen angebauter, flach gedeckter Baukörper, mit zwei Achsen breiter Fenster nach vorne, an den sich rückwärtig ein weiterer eingeschossiger Teil anschließt. Eine farbig abgesetzte umlaufende Lisenengliederung unterteilt die Wandflächen in Felder, wobei am linken Bauteil eine Mittenbetonung am vorderen Giebel erfolgt und zudem die Ecklisenen durch Kapitelle akzentuiert werden. Das fensterlose Giebelfeld zeigt eine Blendgliederung. Die Traufseite des älteren Teils ist durch Lisenen in regelmäßige Felder zu viermal, kleiner besonders hervorgehoben, der größte ein torartiger doppelflügeliger Zugang vorn am jüngeren Bauteil. Das Innere ist im Erdgeschoss zum Teil als Großraum mit Unterzug-Stützkonstruktion ausgebildet. Im hinteren Bereich ist noch eine Treppe aus der Bauzeit mit ornamentierten Metallgeländern erhalten. Als integraler Bestandteil des ehemaligen Stahlwerks Becker ist o. a. Gebäude bedeutend für Willich und die Entwicklung der Arbeits- und Produktionsverhältnisse. Seine substanziell gute und anschauliche Erhaltung definiert den Zeugniswert für den Industriebau um 1910. An der Erhaltung und Nutzung besteht aus wissenschaftlichen, insbesondere architektur-, orts- und wirtschaftsgeschichtlichen Gründen ein öffentliches Interesse. Es handelt sich daher gemäß § 2 (1) DSchG NRW um ein Baudenkmal. | 1910–1919                 | 2. September 2002  | 158             |
| Wohnhaus                          | Wohnhaus                               | Schiefbahn Linsellesstraße 98 Karte              | Bei diesem Objekt handelt es sich um ein traufenständiges, eingeschossiges Wohnhaus mit ausgebautem Dachgeschoss in drei Achsen und einem ziegelgedeckten Satteldach, ursprünglich halbfreistehend. Der Freigiebel ist zweiachsig, wobei die rechte untere Öffnung als Haustüreingang ausgebildet ist. Das Baujahr für diese Hausbesitzung dürfte bei 1894 liegen. Die Vorderfront und der Freigiebel sind mit sichtflächigen roten Feldbrandziegeln ausgeführt. Besondere Baudetails sind die Segmentbögen über den Fenstern, die Schmuckbänder und Gesimskonsolen sowie gelbes Steinmaterial als Kontrastpunkte. Die Vorderfront fällt weiter durch ein Zwerchdach mit Schweifgiebel und stark strukturierten Ecklisenen auf. Der Haussockel war im ursprünglichen Zustand relativ hoch, wurde aber durch das Anheben des Straßen- bzw. Bürgersteigsniveaus erheblich verkürzt. Im Innern des Hauses sind keine baulichen Veränderungen vorgenommen worden, so dass alle Grundrisse im Originalzustand zu ersehen sind. Lediglich die innere Kellertreppe sowie die alten Fenster wurden zwischenzeitlich entfernt. Der Dachstuhl ist ebenfalls noch im ursprünglichen Zustand vorhanden. Auffallend dabei ist besonders eine an der Vorderfront gelegene kleinere Dachgaube mit Satteldachüberdachung und allseitiger Naturverschieferung. Die Erdgeschossdecke besteht aus Holzbalkenlage; die Decke über dem Kellergeschoss dagegen ist in preußischer Kappenkonstruktion ausgeführt. Das Wohnhaus hatte ursprünglich eine Hauswasserversorgung in Form einer Brunnenabtäufung. Dieser Brunnen ist zwar heute noch vorhanden, wurde aber zwischenzeitlich verbaut. Das Wohnhaus spiegelt die Lebensverhältnisse um die Jahrhundertwende wider und ist deshalb aus orts- und siedlungshistorischen Gründen unter Schutz zu stellen. | 1894                      | 25. November 1992  | 116             |
| Stadtvilla                        | Stadtvilla                             | Willich Markt 10 Karte                           | Bei diesem Objekt handelt es sich um die linke Hälfte eines Doppelwohnhauses, erbaut 1828/29, mit zwei Vollgeschossen, ziegelgedecktem Satteldach und acht Achsen. wurde das gesamte Gebäude grundlegend umgebaut. Die ursprünglich vorhandenen Fassadenelemente, wie Balusterattika, Zwerchdach mit Schweifwerk über den Achsen vier und fünf, die Stelzkonsolen und Baluster an den Balkonen sowie die Stuckwerke über den Fensteröffnungen und des Zwerchgiebels wurden entfernt, so dass die Fassade nach den erfolgten Demontierungen bzw. Renovierungen heute in neoklassizistischem Stil zu erkennen ist. Die Fassade ist geputzt, mineralfarben gestrichen und weist heute naturgemäß keine auffallende Ornamentik mehr auf. Das Innere des Hauses ist im Bereich des Treppenhauses und der erdgeschossigen Decken besonders prägnant dargestellt. Hervorzuheben sind hierbei die Holztreppe in geschlossener Konstruktion einschließlich des schweren Stabgeländers, die Wandvertäfelung mit Rahmenwerk und Füllung, dem segmentbogenförmigen Holzbaldachin in kassertierter Form unterhalb der Geschosstreppe im Erdgeschoss und die Marmorgasöfen. Von besonderer Ausdruckskraft und meisterlicher Darstellung sind die vorhandenen Verglasungen (teils Blei- teils Kristallverglasung) an Türen, Deckenlichtflächen und Raumtrennern, wobei das Antikglas und teilweise der vorhandene Facettenschliff besonders auffallend sind. Die Deckenflächen weisen teilweise stark strukturierte Stuckornamentik auf. Das hier beschriebene Gebäude kann als Stadthaus gelten und die hier angewandte Architektur spiegelt die Bedeutung der damaligen Auffassung hinsichtlich Repräsentation und kreativer Darstellung wider. Dieses zeigt sich gut erkenn- und ablesbar an der oben beschriebenen Fassadengestaltung. Auch städtebaulich besteht Relevanz, da sich an diesem vorbeschriebenen Haus die ehemalige Fluchtlinie der Peterstraße/Marktplatz/Kreuzstraße nachvollziehen lässt. Mithin ist die Bedeutung des Hauses Markt 11 für den Ortsteil Alt-Willich und für die damit verbundene Ortsgeschichte erkenn- und damit unverzichtbar. Es liegen auch städtebauliche Gründe vor, weil dieses Gebäude ein Teil der historischen Bebauung am Marktplatz ist und damit zur Prägung der Alt-Willicher Innenstadt erheblich beiträgt. Außerdem zeigt die Fassade, auch heute noch nach erfolgter Umgestaltung, eine dominierende Darstellung des damals aufkommenden Großbürgertums. | 1828/29                   | 25. Juni 1994      | 143             |
| Stadtvilla                        | Stadtvilla                             | Willich Markt 11 Karte                           | Bei diesem Objekt handelt es sich um die rechte Hälfte eines Doppelwohnhauses, erbaut 1828/29, mit zwei Vollgeschossen, ziegelgedecktem Satteldach und acht Achsen. wurde das gesamte Gebäude grundlegend umgebaut. Die ursprünglich vorhandenen Fassadenelemente, wie Balusterattika, Zwerchdach mit Schweifwerk über den Achsen vier und fünf, die Stelzkonsolen und Baluster an den Balkonen sowie die Stuckwerke über den Fensteröffnungen und des Zwerchgiebels wurden entfernt, so dass die Fassade nach den erfolgten Demontierungen bzw. Renovierungen heute in neoklassizistischem Stil zu erkennen ist. Die Fassade ist geputzt, mineralfarben gestrichen und weist heute naturgemäß keine auffallende Ornamentik mehr auf. Das Innere des Hauses ist im Bereich des Treppenhauses und der erdgeschossigen Decken besonders prägnant dargestellt. Hervorzuheben sind hierbei die Holztreppe in geschlossener Konstruktion einschließlich des schweren Stabgeländers, die Wandvertäfelung mit Rahmenwerk und Füllung, dem segmentbogenförmigen Holzbaldachin in kassertierter Form unterhalb der Geschosstreppe im Erdgeschoss und die Marmorgasöfen Von besonderer Ausdruckskraft und meisterlicher Darstellung sind die vorhandenen Verglasungen (teils Blei- teils Kristallverglasung) an Türen, Deckenlichtflächen und Raumtrennern, wobei das Antikglas und teilweise der vorhandene Facettenschliff besonders auffallend sind. Die Deckenflächen weisen teilweise stark strukturierte Stuckornamentik auf. Das hier beschriebene Gebäude kann als Stadthaus gelten und die hier angewandte Architektur spiegelt die Bedeutung der damaligen Auffassung hinsichtlich Repräsentation und kreativer Darstellung wider. Dieses zeigt sich gut erkenn- und ablesbar an der oben beschriebenen Fassadengestaltung. Auch städtebaulich besteht Relevanz, da sich an diesem vorbeschriebenen Haus die ehemalige Fluchtlinie der Peterstraße/Marktplatz/Kreuzstraße nachvollziehen lässt. Mithin ist die Bedeutung des Hauses Markt 11 für den Ortsteil Alt-Willich und für die damit verbundene Ortsgeschichte erkenn- und damit unverzichtbar. Es liegen auch städtebauliche Gründe vor, weil dieses Gebäude ein Teil der historischen Bebauung am Marktplatz ist und damit zur Prägung der Alt-Willicher Innenstadt erheblich beiträgt. Außerdem zeigt die Fassade, auch heute noch nach erfolgter Umgestaltung, eine dominierende Darstellung des damals aufkommenden Großbürgertums. | 1828/29                   | 25. Juni 1994      | 142             |
| weitere Bilder                    | Empfangsgebäude Bahnhof                | Willich Moltkeplatz 1 Karte                      | Nachdem 1843 die Rheinische Eisenbahn die Verbindung nach Belgien hergestellt hatte und die damals größte Industriestadt des Rheinlandes tarifmäßig benachteiligte, entstand mit der Aachen-Düsseldorfer Eisenbahn ein Konkurrenzunternehmen. Die mit dem Bau der Hammer Eisenbahnbrücke bei Düsseldorf erfolgte Verschmelzung dieser Linie mit der Bergisch-Märkischen Eisenbahn gab dem Konkurrenzkampf mit der Rheinischen Eisenbahn einen gewissen Abschluss. Bis dahin versuchte die Rheinische Eisenbahn den lästigen Konkurrenten einfach aufzukaufen. Nun versuchten beide Gesellschaften in die „Domänen“ der anderen einzubrechen. Die aufstrebende Industriestadt Mönchengladbach war seit 1851 an das Netz der späteren Bergisch-Märkischen Eisenbahn angeschlossen. Nun beantragte am 20. November 1871 die Rheinische Eisenbahn je eine Verbindung von Neuss und von Krefeld nach Mönchengladbach. Am 15. November 1877 konnte die Strecke Krefeld-Viersen-Mönchengladbach am Speik in Betrieb genommen werden. Die Eisenbahnlinienführung der beiden Konkurrenten um und in Mönchengladbach erfuhr nach der Verstaatlichung der Rheinischen Eisenbahn am 1. Januar 1886 erhebliche Veränderungen, die jedoch den Bahnhof von Willich kaum berührten. Das 1878 errichtete Empfangsgebäude wurde von der Direktion der Rheinischen Eisenbahn gemeinsam mit seinem Zwilling in Schiefbahnentworfen. Der Abteilungsbaumeister Richter schuf ein Werk, das den damaligen Ansprüchen der Eisenbahnarchitekten voll entsprach. Die Ziegelfassaden entsprachen dem Wunsch nach bodenständigem Baumaterial und stark gegliederte Baukörper mit seinen norddeutsch anmutenden Treppengiebeln und verzierten Kaminen dem einer originellen Planung. Das gesamte Ziegelmauerwerk, des durch seine Gestaltung ansonsten aufstrebenden Bauwerkes, wurde durch Zierbänder horizontal gegliedert. Im Trauf- und Brüstungsbereich des 1. Obergeschosses verbreiterten die Zierbänder zu Friesen. Die Stürze und die Zierbögen in den teilweise mit Fialen versehenen Giebeln verliehen dem Äußeren des Bauwerks durch ihre Betonung den eigentümlichen Reiz. Aufwendige eiserne Ankersplinte und die abgeschrägten Sohlbänke und Treppengiebeloberseiten verstärkten den Eindruck nach bewusst. In dieser Manier wurden damals ebenfalls die Bahnhöfe in Neuss und Mönchengladbach hergestellt, die leider die weiteren Eisenbahnumbauphasen nicht überstanden. Das Empfangsgebäude von Willich (ebenso das Pendant in Schiefbahn) ist als letztes erhaltenes Beispiel der großen Bahnhofsbauepoche der rheinischen Privatbahnzeit bedeutend für die Entwicklung des Eisenbahn-Empfangsgebäudebaues. Neben diesen wissenschaftlichen Gründen liegen wegen herausgehobener Gestaltung auch künstlerische Gründe für ein öffentliches Interesse an der Erhaltung und Nutzung nach DSchG NRW vor. | 1878                      | 4. August 1986     | 49              |
| weitere Bilder                    | Parkfriedhof Anrath                    | Anrath Neersener Str. Karte                      | Im Jahre 1926 wurde der alte Anrather Friedhof in einen Parkfriedhof umgewandelt. Erhalten blieben die Kreuzigungsgruppe mit den Kreuzwegstationen. Erhalten ist ebenfalls noch der Grabstein von Lorenz Schmitz aus dem Jahre 1871 sowie straßenseitig die alte Umfassungsmauer mit 2 Säulen. Die gesamte Anlage ist mit altem Baubestand bewachsen Erhaltung und Nutzung des Parkfriedhofes Anrath mit Kreuzigungsgruppe, 14 Kreuzwegstationen, straßenseitiger Umfassungsmauer und Grabstein von Lorenz Schmitz liegen aus volkskundlichen, wissenschaftlichen und städtebaulichen Gründen im öffentlichen Interesse. | 1871                      | 7. August 1985     | 28              |
| weitere Bilder                    | Vaaterb                                | Anrath Neersener Str. 4 Karte                    | Es handelt sich um ein zweigeschossiges, traufständiges Fachwerkhaus mit gekürzter Abseite, das mindestens ins 18. Jahrhundert zu datieren ist. Die originalen Kreuzstockfenster sind erhalten bzw. ablesbar. Die Haustüre zur Neersener Straße hin ist aus dem 18. Jh. Im Inneren des Gebäudes befindet sich eine hohe Diele. Die Kölner Decken sind erhalten, ebenso der Dachstuhl und die Türen des 18. Jh. Daneben ist ein alter Kamin mit seinen Fliesen erhalten. Das Vaaterb, auch Schelges-Haus genannt, ist ein typisches Anrather Straßenhaus, das entlang der Straße seine Längstfront hat. Dieser alte Hausplatz gehört zu den alten Wohnstätten innerhalb des Anrather Walls und Grabens, die wohl als Katen um den Herrenhof der Uerdinger Herren zur Zeit Karl des Großen entstanden sind. (Literaturhinweis: Anrather Heimatbuch 1983, S. 21 Folgende und 13 Folgende) Erhaltung und Nutzung des Gebäudes liegen aus architekturgeschichtlichen, volkskundlichen und städtebaulichen Gründen im öffentlichen Interesse. | 18. Jh.                   | 16. Juni 1985      | 37              |
| weitere Bilder                    | ehem. Lorenz-Hospital                  | Anrath Neersener Str. 41 Karte                   | Das ehemalige Lorenz-Hospital in Anrath stellt den ersten eigentlichen Krankenhausbau der Gemeinde dar. Die Vorgängereinrichtung, das 1873 eingeweihte, zuletzt 1881 erweiterte „Laurenz-Hospital“ war noch als Armen- und Krankenhaus erbaut worden. Die medizinische Betreuung Vorstellungen und Anforderungen an Hygiene, Pflege und medizinische Betreuung sowie die unzureichende räumlichen Gegebenheiten erzwangen bereits 1902 den Beschluss für einen vollständigen Neubau; es ist dies im Wesentlichen das bis heute erhaltene Gebäude. Finanzielle Schwierigkeiten – die Mittel der Lorenz Schmitz’schen Stiftung reichten nicht aus, Zivilgemeinde und Gemeinderat mussten schließlich einspringen – ließen den tatsächlichen Baubeginn erst im August 1904 zu, nachdem die Gemeinde das Grundstück an der Neersener Straße erworben hat. Planung und Bauaufsicht oblagen dem Krefelder Architekten Cleve. Der Winkelbau konnte 1906 in Nutzung genommen werden. Er diente zur Aufnahme von 90 Personen: Kranke, Alterspfleglingen und Kindern; auch hier ist somit noch eine mehrfache Nutzung festzustellen. 1926 wurde ein eigenes Altersheim eingerichtet; erst 1947 zogen die letzten Waisenkinder aus dem der unterschiedlichen Nutzung nicht gerecht werdenden Gebäude aus. Bis ca. 1970 diente es – immer wieder modernisiert – ausschließlich als Krankenhaus. Seitdem nimmt es verschiedene städtische Nutzungen auf. Es handelt sich bei diesem ab 1904 errichteten Gebäude um einen asymmetrischen Winkelbau zu 2 Geschossen über hohem Sockel mit einem wohl später in der heutigen Form ausgebauten Satteldach. Der nüchterne Ziegelbau wird durch helle Putzstreifen und einfache Ziegelornamente sparsam gegliedert; die Sohlbänke der größtenteils mit Stichbögen überfangenen Fenster waren mit ursprünglich farbig (dunkelgrün) glasierten Ziegeln abgedeckt. Im Winkel gelegen, führt die Erschließung zu einer erheblichen Asymmetrie sowohl in der inneren Anlage (entgegen der bei solchen Zweckbauten der Zeit vorherrschenden Symmetrie unter Berücksichtigung der Lichtverhältnisse) als auch in der Fassadengestalt. Der parallel zur Neersener Straße gelegene Gebäudeteil – als Schauseite auch architektonisch hervorgehoben – ist unterschieden in den mächtigen Giebelbau und dem nach rechts anschließenden, leicht zurückspringenden quergelagerten Baukörper, der rechts außen in der Flucht eine rückwärtige Verlängerung erfährt. Der giebelständige Baukörper mit seinem mittleren Portal und vorgelagerter Freitreppe umfasst 7 Achsen im Verhältnis 2 : 3 (bzw. Portal): 2. Neben nachstehenden noch aufgeführten Gliederungselementen erhält die Mittelachse durch drei, bereits der Dachzone zuzurechnenden Fenster bzw. eine mittlere Rundbogennische mit eingestellter Heiligenfigur zusätzliche Steigerung. Der hochaufragende Scheingiebel mit treppenartig gestufter Firstkrönung wird von seitlichen Eckwarten gerahmt. Das rundbogige Portal wird motivisch gesteigert durch einen rundbogigen Überfangbogen, der die beiden oberen Geschossfelder rahmt; die umschlossene Fläche erhält durch Ziermauerung und Putzstreifen reiche Gliederungen, die einer Kreisform mit mittlerem Rundfenster und sechs rahmende Kreiselementen endet. Deutlich abgestuft verfügen die Fenstergliederungen der seitlichen Achsen über kleinere Überfangbögen mit umschlossenen Putzflächen und dreifacher einbeschriebener Kreisform. Ecklisenen, mittels eines Rundbogenfrieses über den Giebel fortgeführt sowie Stichbogenfenstern im Erdgeschoss und Rundbogenfenster in den oberen Zonen runden das Bild der reichen, in der Fläche bleibenden Schmuckelemente ab. Der vierachsige Seitentrakt – die Achsen jeweils durch über beide Geschosse fortgeführte Putzbänder getrennt – übernimmt ganz abgeschwächt den vorgenannten Formenkanon: 3fach aufgeteilte Putzfenster vermitteln zwischen Fenstern der beiden Geschosse, ein umlaufender Rundbogenfries bezeichnet die Mauerkronen; das abgewalmte Satteldach weist nur geringen Dachüberstand auf. Die breit gelagerte Seitenfront mit ihren asymmetrischen 3 Fensterachsen scheint unverändert. Zweigeschossigkeit, Stichbogenfenster und umlaufender Rundbogenfries bestimmt die zurückhaltend gestalteten rückwärtigen Gebäudeteile. Die beiden rückwärtigen Giebelseiten sind durch spätere Umbauten – Vergrößerung von Fenstern bzw. Anbau eines Auszugsturms nachhaltig verändert. Im Inneren verdient das unverändert erhaltene Haupttreppenhaus mit seiner ursprünglichen Gestaltung (erneute und verfälschende farbliche Bearbeitung) mit Teilen der ursprünglichen Verglasung Erwähnung. Das stilistisch nicht einheitliche Gebäude – der Formkanon bedient sich Elemente zwischen Romanik, Gotik und Renaissance – kann als typischer Vertreter des um die Jahrhundertwende herrschenden Stilpluralismus gelten, der vor allem im öffentlichen Bauten seinen Niederschlag fand. Das Gebäude erhält seinen Denkmalwert aus kunst-, hier besonders architekturgeschichtlichen, historischen bzw. medizingeschichtlichen sowie ortsgeschichtlichen Gründen. Zum Hauptgebäude gehörig ist ein eingeschossiger Anbau an der rechten Grundstücksseite. | 1902                      | 4. August 1986     | 48              |
| weitere Bilder                    | Goebkeshof                             | Anrath Neersener Str. 59 Karte                   | Der Goebkeshof (teilweise aus als Gaebkes- oder Jöbkeshof bezeichnet) wird zum ersten Male im Jahre 1446 als Kurmundsgut (Abgabenhof) des St.-Quirinus-Stiftes in Neuss erwähnt. Im Jahre 1660, aufgrund einer Vermessung des Amtes Kempen, als Bestandteil der Bauerschaft Klein-Kempen aufgeführt, wurde der Goebkeshof später, zur Zeit der franz. Besetzung, auch in die Tranchotkarte aufgenommen. Zwischen den Jahren 1751 (aufgrund einer Schätzung infolge eines Abgabenstreites) bis 1913 vergrößerte sich das Hofanwesen von anfänglich 6 Morgen und 3 Ruten auf insgesamt 20 Morgen, 6 Ar und 71 m². Heute ist der Besitz als Vierkanthofanlage zu klassifizieren mit einem neueren zweivollgeschossigen Wohnhaus, welches als Ersatz für das frühere gegen Ende des 19. Jahrhunderts in seiner heutigen Form errichtet wurde. Es hat 3:3 Achsen mit flachgeneigtem ziegelgedecktem Walmdach sowie stark ausgeprägten Ziegelgesimsen, Fassadenbänderungen und Ecklisenen, alle in Feldbrandziegelmauerwerk. Die Fenster und Türen sind segmentbogenüberdeckt, die Haustüre ist noch im Originalzustand. Im Innern des Wohnhauses ist die Geschosstreppe in ihrer geschossenen Konstruktion mit den gut ausgeführten Antrittspfosten und Füllstäben erwähnenswert, ebenso wie einige Deckenstuckteile und auffallende Bodenfliesungen. Die Stallungen und Scheunen sind analog zum Wohnhaus ebenfalls aus Feldbrandziegelmauerwerk, allerdings mit ziegelgedeckten Satteldächern. Die Fassaden sind relativ schmucklos, ausgenommen der leicht ausgestellten Gesimse und Ecklisenen. Die Fenster-, Tür- und Torüberdeckungen sind segmentiert und die Dachstühle teilweise noch im alten Zustand erhalten. Aus orts- und siedlungsgeschichtlichen Gründen ist eine Unterschutzstellung erforderlich. | 1446/1660                 | 15. April 1991     | 104             |
| Zementfabrik Busch / Jenner       | Zementfabrik Busch / Jenner            | Willich Osterather Straße 11 Karte               | 1922: Willicher Cementwaren-Fabrik Busch & Jenner (zwei Anträge; 1. Die beiden durch Brand baufällig gewordenen Stockwerke des vierstöckigen „Lagergebäudes“ abzubrechen. 2. Das „bis auf die Umfassungsmauern durch Feuer zerstörten Fabrikgebäude“ zu überdachen. Das Gebäude soll nach Wiederherstellung als Lagerraum genutzt werden. Genehmigung: „den durch Feuer zerstörten Anbau des Fabrikgebäudes … zu überdachen“). 1926: Erneuerung der Genehmigung des 1922 offenbar nicht ausgeführten Antrages (Bauunternehmer: Bernhard Kamper, Willich) 1931: Umbau des Wohn- und Lagergebäudes Die Ecke Martin-Rieffert-Straße 43–45 / Osterather Straße 11 in Willich wird geprägt durch zwei langgestreckte traufständige Backsteingebäude des 19. Jahrhunderts, die durch eine übereck geführte Mauer miteinander verbunden sind. Auf dem großen Hofgrundstück hinter den zwei Gebäuden befindet sich ein weiteres Backsteingebäude. Bei dem Komplex handelt es sich um einen der ältesten erhaltenen Fabrik- bzw. Gewerbekomplexe in Alt-Willich, dessen Geschichte sich bislang nur bruchstückhaft rekonstruieren lässt. In der historischen Bauakte ist ein undatierter Lageplan erhalten, der wahrscheinlich noch aus dem 19. Jahrhundert stammt und die Gebäude als „Wohnhaus & Stallungen“ (Martin-Rieffert-Straße 43–45; seinerzeit Wilhelmstraße) und „Dampfmühle / Maschinen & Kesselhaus“ (Gebäude Osterather Straße 11; seinerzeit Communalweg nach Osterath) bezeichnet. Zwischen und hinter den Gebäuden sind Gärten eingezeichnet, außerdem kleinere bauliche Anlagen (Brunnen, Schornstein?). Ein Keilstein auf der Rückseite des Wohnhauses trägt die Inschrift „W.Oe 1868“, ein weiterer Inschriftstein im heutigen Garten „Jos. Oemmelen / Ther. Compes. 1875“. 1875 ergibt auch die straßenseitige Ankerdatierung des Fabrikgebäudes an der Osterather Straße 11. Mit diesen Daten dürfte somit die Frühgeschichte des Areals umrissen sein, das auf der preuß. Neuaufnahme zu Beginn der 1890er Jahre östlich vor dem Ortskern von Willich in noch relativ freier Lage deutlich erkennbar ist. Ein nächstes sicheres Datum mit Funktionsangabe liefert ein Bauantrag aus dem Jahr 1911. Inzwischen befindet sich hier die Baustoff-Firma „Busch[er] & Jenner“, die hinter den beiden bestehenden Gebäuden eine „Werkstätte für Cement-Bearbeitung“ zu bauen beabsichtigt – wohl das heute noch bestehende eingeschossige Gebäude auf dem Hof. 1922 beantragt die „Willicher Cementwaren-Fabrik Busch & Jenner“, zwei durch Brand baufällig gewordenen Stockwerke des vierstöckigen Lagergebäudes abzubrechen und die erhaltenen Umfassungsmauern überdachen zu dürfen. Das Gebäude soll nach Wiederherstellung als Lagerraum genutzt werden. Die Genehmigung der Stadt lautete, „den durch Feuer zerstörten Anbau des Fabrikgebäudes … zu überdachen“, so dass nicht vollkommen deutlich wird, welcher Gebäudeteil – möglicherweise nur der heute ruinöse Anbau? – genau betroffen war. 1926 wurde die Genehmigung für die offenbar noch nicht ausgeführten Arbeiten erneuert. 1931 erfolgte ein Umbau des Wohn- und ehem. Stall-, jetzt Lagergebäudes. Das Haus an der Martin-Rieffert-Straße wird heute ganz als Wohnhaus genutzt und wurde zu diesem Zweck mehrfach umgebaut. Es ist aber als Baukörper in den alten Proportionen und einem anschaulichen Anteil alter Bausubstanz erhalten. Wegen der vorhandenen Veränderungen bleibt es im Rahmen dieses Gutachten außer Betracht. Das Fabrikgebäude an der Osterather Straße 11 zeigt sich heute als zweigeschossiger Backsteinbau mit Walmdach, breit gelagert zu sechs Achsen, die segmentbogigen Öffnungen zur Straße sind im Erdgeschoss vermauert, im Obergeschoss (etwas kleinformatiger) mit alten Metallsprossenfenstern versehen. Der zweiachsige Anbau rechts sowie der an ihn anschließende Tordurchgang müssen augenscheinlich als weitgehend ruinös angesehen werden. Die Fassade ist durch Lisenen und Gesimse kleinteilig gegliedert. Der obere Wandabschluss ist mit Klötzchenfries sorgfältig ausgeführt, was im Bezug auf den Brand 1922 entweder als sehr sorgfältige Reparatur oder als Indiz, dass tatsächlich nur der Anbau betroffen war, zu bewerten ist. Zwischen den beiden Geschossen ist der Name der Cementwarenfabrik auf einem Putz-/Zementstreifen noch schwach lesbar. Die Hofseite des Fabrikgebäudes ist im Prinzip gleich gestaltet. Die Geschosse im Inneren sind von Einbauten weitgehend frei, im EG gliedert ein Holzgerüst den Raum, eine einfache Holzstiege führt nach oben. Das Kellergeschoss mit Betonkappendecke unterfängt heute nur noch einen Teil des Gebäudes (der andere Teil nach Auskunft der Eigentümer möglicherweise nach dem Brand 1922 verfüllt), hier ist ein kaminähnlicher, jedoch funktional unbestimmter Mauerblock (Substruktion?) erhalten. Als eines der ältesten erhaltenen Fabrikgebäude des Ortes mit stadtraumprägender Wirkung und Anschaulichkeit ist das ehem. Fabrikgebäude Osterather Straße 11 bedeutend für Alt-Willich, Stadt Willich. Im Zusammenhang mit dem zugehörigen Wohnhaus an der Martin-Rieffert-Straße, der verbindenden Mauer und dem großen Grundstück mit einem weiteren Werkstattgebäude vermittelt das Fabrikgebäude nach äußerst anschaulich Art und Weise eines frühen, kleinen Industriebetriebes des 19. Jahrhunderts. Bei Nutzungsänderungen und Umbauten nach dem Brand 1922 blieb diese bauliche Anschaulichkeit bewahrt. Im kleinstädtischen Umfeld unmittelbar benachbart zum Ortskern entwickelt das Anwesen insgesamt, das direkt an der Straße stehende Fabrikgebäude mit seiner guten Durchgestaltung und den vielen historischen Bauspuren jedoch ganz besonders eine beachtliche städtebauliche Wirkung. Leider ist das bei der Ortsbesichtigung allerdings nicht intensiv begangene Wohnhaus bereits stärker verändert, die auf dem Gelände befindliche Werkstatt und der Anbau an das Fabrikgebäude sind substanziell nicht mehr intakt. An der Erhaltung und Nutzung des gut erhaltenen Fabrikgebäudes (rot gekennzeichnet) besteht hingegen aus den genannten städtebaulichen Gründen ein öffentliches Interesse. Hinzu treten architektur- und ortsgeschichtliche Gründe, wegen des authentischen Überlieferungscharakters der Bausubstanz und wegen der langen örtlichen Tradition des an der Fassade per altem Schriftzug überlieferten Unternehmens Busch & Jenner – eines der typischen kleineren Unternehmen, die abseits der dominierenden Branchen am Ort (Brauerei, Textil, Stahlwerk) gleichwohl ein Rückgrat der wirtschaftlichen Infrastruktur in der industriellen und städtischen Entwicklung bildeten. Da die Voraussetzungen des § 2 (1) DSchG NRW somit erfüllt sind, handelt es sich um ein Baudenkmal. | 1922                      | 8. Februar 2005    | 161             |
| Bützgeshof                        | Bützgeshof                             | Willich Parkstraße 16 Karte                      | Die offene, vierflügelige Backsteinhofanlage wurde 1834 erbaut. Sie ist durch eine Begrenzungsmauer mit einem Holztor, über dem sich ein schmiedeeisernes Gitter befindet, geschlossen. Das 5-achsige, 2-geschossige Wohnhaus (Giebel zur Straße: 3-achsig, 2-geschossig, darüber 2 Ochsenaugen) wurde um 1900 mit einer Putzfassade an der äußeren Traufenseite versehen. Im Zuge dieser Maßnahme wurde die Türöffnung verändert und eine zweiflügelige Tür mit Jugendstildekor eingebaut. Im Wohnhaus befinden sich zwei Opkammern über einem größeren Keller, eine Wirtschaftsküche mit Blausteinbelag auf dem Boden, schlichte Stuckdecken im Erdgeschoss, die ursprünglichen Türen und eine Treppe, die um 1900 eingebaut wurde. Der Plattenbelag des Flurbodens ist ebenfalls erhalten. Der Dachstuhl ist recht aufwendig gearbeitet und in einem sehr guten Zustand. Die Raumteilung ist nahezu unverändert erhalten geblieben. Die Fensterteilung ist in der Giebelseite verändert, an der Traufenseite aber noch vollständig erhalten. Alle vier Baukörper (Wohnhaus, große Scheune und zwei Stalltrakte) zeigen Krüppelwalme und holländische Ecken in den Giebeln. Die Nebengebäude sind zwar teilweise verändert, aber der Originalzustand ist deutlich ablesbar. Die große Scheune zeigt eine sehr schöne, gut erhaltene Ständer- und Dachkonstruktion im Innern. Die beiden Stallgebäude sind schlichter gehalten, mit einer Holzbalkendecke zwischen Stall und Dachraum. Der zur Straße hin liegende Stall zeigt schwere Schäden in der Dachkonstruktion und ist daher bis auf die äußere Umfassungsmauer abgebrochen worden. Die Eintragung der Hofanlage in die Denkmalliste ist aus ortsgeschichtlichen und siedlungsgeschichtlichen Gründen im öffentlichen Interesse und unbedingt notwendig. | 1834/1900                 | 20. Mai 1988       | 66              |
| Stadthaus                         | Stadthaus                              | Willich Peterstraße 2 Karte                      | Bei dem aus dem 19. Jahrhundert stammenden 2-geschossigen Wohnhaus in 5 Achsen handelt es sich um ein Haus, das mit seiner Backsteinputzfassade sicherlich in dem Ensemblecharakter um den Marktplatz Willich passt. Auch der Türeingangsbereich und das Treppenhaus sind noch in einem guten Zustand. Die Unterschutzstellung des Gebäudes ist aus städtebaulichen und kulturhistorischen sowie volkskundlichen Gründen im öffentlichen Interesse. | 19. Jh.                   | 20. Mai 1988       | 68              |
| Wohn- und Geschäftshaus           | Wohn- und Geschäftshaus                | Willich Peterstraße 18 Karte                     | Das Haupthaus Peterstr. 18 ist Ende des 19. Jahrhunderts entstanden. Es ist zweigeschossig in 6 Achsen. Die Achsen 1 und 2 sind als Tordurchfahrt an der linken Seite ausgebildet. Die vierte Achse im Erdgeschoss funktioniert als Hauseingang. Die straßenseitige Fassade besteht aus glatten Putzflächen, Fenster- und Türöffnungen mit aufgestuckten, historisierenden Schmuckformen. Der Dachstuhl ist als Satteldach dargestellt und noch im ursprünglichen Zustand. Im Inneren des Gebäudes sind die Kölner Decken und die alte Treppenkonstruktion erwähnenswert. Es ist ein Zeugnis des gewandelten Selbstbewusstseins der Handwerkerschaft (ehem. Küferei) und deren Orientierung zum Bürgertum. Man erkennt, dass der sozialen Rangfolge eine wesentliche Bedeutung beigemessen wurde. Die angewandte Architektur spiegelt die Bedeutung der damaligen Auffassung hinsichtlich Repräsentation und kreativer Darstellung als Synagese wider. Die Entwicklung der Arbeits- und Produktionsverhältnisse ist dadurch gut erkenn- und ablesbar dargestellt; vor allem wenn man die Gesichtspunkte: Fassadengestaltung in ihrer dezent geschmückten und dennoch einfachen Oberflächenstruktur einerseits und andererseits die zum Denkmal gehörenden Nebengebäude an der Friedrichstraße ebenfalls in synergetischen Zusammenhang sieht. Die an sich einfache Bauweise wurde durch handwerkliche und gute gestalterische Kaschierung der Fassade für den außenstehenden Betrachter unsichtbar gemacht, so dass die Fassade selbst dem Eigentümer eine gewisse Selbstdarstellung erlaubte. Außerdem ist der Beginn der Dezentralisation von Wohnen und Arbeiten an diesem Beispiel besonders klar zu erkennen. Auch städtebaulich ist es relevant, da es eines der wenigen Häuser ist, anderen sich die ehemalige Fluchtlinie der Peterstraße nachvollziehen lässt. Mithin ist die Bedeutung des Hauses Peterstraße 18 für den Ortsteil Alt-Willich und für die Geschichte der Menschen erkennbar. Es liegen also volkskundliche und städtebauliche Gründe vor, die eine Erhaltung und Nutzung des Gebäudes im öffentlichen Interesse fordern. | 19. Jh.                   | 9. April 1990      | 53              |
| Gaststätte                        | Gaststätte                             | Willich Peterstraße 23 Karte                     | Bei diesem Gebäude handelt es sich um ein 2-geschossiges, traufständiges Bürgerhaus mit 30° Dachneigung (Satteldach) und Ziegeleindeckung, erbaut in der Mitte des 19. Jahrhunderts. Es ist 7-achsig, wobei die dritte Öffnung im Erdgeschoss (von links) als Haustür ausgebildet ist. Die Fassade ist geputzt, im Erdgeschoss mit Quaderfugenschnitt. Zum Obergeschoss ist sie getrennt mit einem durchlaufenden profiliertem Querband. Ein zweites Querband im Obergeschoss bildet die Fensteraußenbank. Zwischen diesen beiden Querbändern befinden sich zwei schmiedeeiserne handgearbeitete Fahnenhalter. Die Fenster im Obergeschoss sind im alten Stil sprossiert. Im Erdgeschoss findet man neue, zweiflügelige Fenster. Der gequaderte Sockel ist mit einem gekörnten Zementputz versehen. Die Fenster sind mit profilierten Fenstergewänden umrahmt und farblich zur Fassade abgesetzt. Im Obergeschoss ist ein Gewände an den Sturzecken abgerundet und mit einer prägnant ausgestellten Rosette versehen, die sich in der Mitte des Fensters befindet. Die Hinterfront des Gebäudes ist erdgeschossig vorgezogen und linksseitig mit einem halbrunden Erker versehen. Im Obergeschoss ist die Überdeckung dazu als Terrasse ausgebaut. Im Hofausgangsbereich befinden sich einige alte Jugendstilfenster im Originalzustand. An der Hinterfront sind tlw. noch stark profilierte Putzgesimse vorhanden. Im Inneren des Hauses stehen noch die ursprünglichen Türzargen. Die Treppe besitzt stark ausgeprägte Antrittspfosten. Die Eckausbildung zwischen Wand und Decke ist in halbrunder Ausführung dargestellt. Im Obergeschoss sind tlw. noch die Originaltürblätter vorhanden. Der Dachstuhl ist liegend und hat eine neue Ziegeleindeckung. Aufgrund der vorgenannten Merkmale ergibt sich, dass eine Erhaltung und Nutzung des Gebäudes aus volkskundlichen und städtebaulichen Gründen im öffentlichen Interesse liegt. | 19. Jh.                   | 1. Juli 1990       | 86              |
| Wohn- und Geschäftshaus           | Wohn- und Geschäftshaus                | Willich Peterstraße 25 Karte                     | Das Gebäude Peterstr. 25 hat einen Ladeneinbau im Erdgeschoss, der aus der Ursprungszeit stammt. Es ist Bestandteil einer typischen Zeilenbebauung des 19. Jahrhunderts, die den historischen Verlauf der alten Ausfallstraße nach Krefeld dokumentiert. Darüber hinaus sind die Details des Fassadendekors in Neurenaissanceformen recht qualitätsvoll. Die rückwärtigen Gebäude sind von der Gesamtsituation des Denkmals nicht zu trennen, da sie für die räumliche und bauliche Situation eines Handwerkbetriebes der Zeit zeugen. | 19. Jh.                   | 12. September 1984 | 22              |
| Siedlungshaus                     | Siedlungshaus                          | Willich Peterstraße 49 Karte                     | Das Wohn- und Geschäftshaus Peterstr. 49 ist ein zweigeschossiger Baukörper mit Satteldach und Ziegeleindeckung und wurde um 1850 errichtet. Die Vorderfront des beidseitig eingebauten Hauses hat 7/5 Achsen und besteht aus Feldbrandziegelmauerwerk in naturbelassener Farbgebung. Die Fassadenschmuckelemente, hier bestehend aus gelben Tonziegeln, sind prägnant dargestellt. Vor allem das ausgestellte Konsolgesims in 5 Lagen ist besonders augenfällig. Die segmentbogenförmig überdeckten Fenster wurden mit Einbindung von ebenfalls gelben Tonziegeln optisch hervorgehoben. Ein 4-lagiges Fassadenquerband (ebenfalls zweifarbig) teilt die Vorderfront in die obere siebenachsige und in die untere fünfachsige Fassadenfläche. Erwähnenswert sind im Innern des Hauses der originale Dachstuhl, vor allem das 3-schiffige Kellergeschoss mit einem Tonnengewölbe über der Mittelachse und gegenläufigen preußischen Kappendecken über den beiden Seitenkellern. Das hier bestehende Gebäude kann als Stadthaus gelten und stellt sozusagen ein Zeugnis des gewandelten Selbstbewusstseins in der damaligen Handwerkerschaft dar. Die angewandte Architektur spiegelt die Bedeutung der damaligen Auffassung hinsichtlich Repräsentation und kreativer Darstellung wider. Dieses zeigt sich gut erkenn- und ablesbar an der oben beschriebenen Fassadengestaltung. Die an sich einfache Bauweise gestattete durch die gute handwerkliche Ausführung seinem damaligen Besitzer eine gewisse Eigendarstellung. Auch städtebaulich besteht eine Relevanz, da es eines der wenigen Häuser ist, an denen sich die ehemalige Fluchtlinie der Peterstraße nachvollziehen lässt. Mithin ist die Bedeutung des Hauses Peterstraße 49 für den Ortsteil Alt-Willich und für die damit verbundene Ortsgeschichte erkenn- und damit unverzichtbar. Die Voraussetzung des § 2 DSchG NRW sind damit erfüllt, so dass eine Unterschutzstellung zu veranlassen ist. | 1850                      | 25. März 1993      | 120             |
| weitere Bilder                    | Prinz-Ferdinand-Denkmal                | Anrath Prinz-Ferdinand-Platz Karte               | Das Objekt besteht aus Muschelkalk. Es hat einen Sockel mit geschwungener Balustrade und pyramidaler Mittelsäule mit Kriegerkopf. Im Sockel befindet sich eine Inschrift; an der Rückseite eine Bronzeplatte mit Flachrelief. Das Kriegerdenkmal wurde im Jahre 1911 im Bereich Gietherstr./Jakob-Krebs-Str. zu Ehren der Toten aus den Kriegsjahren 1864, 1866 und 1870–71 errichtet. Erhaltung und Nutzung des Objektes liegen aus volkskundlichen Gründen im öffentlichen Interesse. | 1911                      | 13. Juni 1985      | 26              |
| weitere Bilder                    | Ramshof                                | Neersen Ramshof 1 Karte                          | Es handelt sich um eine dreiflügelige Hofanlage des 17. Jahrhunderts, Veränderungen wurden im 20. Jahrhundert vorgenommen. Das Wohnhaus ist eingeschossig, die Fassade in Fachwerk mit hervorkragendem Dachgeschoss und Krüppelwalmdach, die Seiten- und Rückfassaden aus Backstein und verändert; die Scheunentrakte sind neu. Besonderer Wert kommt dem weit in die Landschaft wirkenden Ostgiebel zu, der mit zum ältesten gehört, was an bäuerlicher Architektur am Niederrhein erhalten ist. Auch besitzt das Haus selbst noch – trotz erheblicher späterer Umbauten – ursprüngliche Substanz, deren Umfang derzeit nicht festgestellt werden kann, auf die aber ggf. Rücksicht zu nehmen ist. | 17./20. Jh.               | 27. Dezember 1982  | 1               |
| ehem. Gaststätte „Zum alten Zoll“ | ehem. Gaststätte „Zum alten Zoll“      | Anrath Schottelstraße 1 Karte                    | Es handelt sich hier um ein Gebäude aus dem Ende des 18. Jahrhunderts. Es ist 2-geschossig in 6 Achsen mit einem Mittelgiebel über 3 Achsen. Es besitzt weiterhin ein Walmdach, sowie eine Putzfassade mit Mittelgiebel um 1900. Genutzt wird es als Gast- und Wohnhaus. Die alten Holzbalken wurden bei früheren Arbeiten im Gebäude in der Gaststätte und im 1. Obergeschoss verkleidet. Der Dachstuhl ist alt mit teilweisen neueren Teilen. Weiterhin erhalten ist die original alte Dachform und ein Teil des alten Gewölbekellers. Erhaltung und Nutzung des Gebäudes Schottelstr. 1 liegen aus volkskundlichen und städtebaulichen Gründen im öffentlichen Interesse. Literaturhinweis: Gottfried Kricker, Geschichte der Gemeinde Anrath, 1959, S. 298 ff. Anrather Heimatbrief, Januar 1981 | 18. Jh./1900              | 31. Dezember 1986  | 52              |
| weitere Bilder                    | Hofanlage                              | Anrath-Vennheide Stockum 15 Karte                | Es handelt sich hierbei um eine aus dem Ende des 19. Jahrhunderts stammende vierflügelige, geschlossene Hofanlage, zweigeschossig und ziegelgedecktem Satteldach. Das Haupthaus (Wohngebäude) hat 5:3 Achsen und ist in Feldbrandziegelmauerwerk ausgeführt. Die Fassade ist schlicht gestaltet und weist nur im Bereich der Deckenlager ausgestellte Schmuckverblendung in Form von vierteiligen Ziegelquerbändern auf. Außerdem sind die Ortgänge und Gesimse strukturisiert hervorgehoben und die Hausecken breit liseniert. Die Fenster- und Türöffnungen haben Segmentbögen und zum größten Teil noch die alten Holzfenster. Die anschließenden Scheunen und Stallgebäude sind ebenfalls aus Feldbrandziegeln, wobei die Fassadengestaltung äußerst schlicht gehalten ist. Toröffnungen sind meist mit Korbbögen überdeckt und weisen tlw. Widerlager und Torkeilsteine in Naturstein auf. Die Ziegeleindeckungen sind nicht mehr im Originalzustand. Im Innern des Hauptgebäudes sind die Geschosstreppe mit handwerklich gut ausgearbeiteten Antrittspfosten und Geländern, die zweiflügelige rundbogenüberdeckte Dielentür mit Glasausschnitten und alter Bleiverglasung sowie die schweren Füllungstüren und der originale Fliesenboden Erhaltung und Nutzung liegen aus orts- und siedlungsgeschichtlichen Gründen im öffentlichen Interesse. | 19. Jh.                   | 1. November 1990   | 95              |
| weitere Bilder                    | Haus Stockum                           | Anrath-Vennheide Stockum 20 Karte                | Das Gebäude ist eine ehem. wasserumwehrter Herrensitz aus Backstein, der im Jahre 1619 entstanden ist. Es ist zweigeschossig in nichtdurchgezogenen Achsen mit vorgezogenem eingeschossigen Eingang. Es hat diagonal angeordnete Seitentürme auf quadratischem Grundriss mit Holzgewänden und Haubendach. An den Seiten befinden sich geschweifte Giebel. Der Eingangsvorbau besitzt u. a. eine alte Holztür, die mit Schnitzwerk u. Jahreszahl versehen ist. Im verwitterten Sandsteinwappen über der Tür befindet sich die Inschrift „1619“. Das Objekt erfüllt als Ganzes (einschließlich der historischen Innenausstattung) die Voraussetzungen, die der § 2 (1) DSchG NRW an ein Baudenkmal stellt. | 1619                      | 14. März 1983      | 3               |
| Großgoertzhof                     | Großgoertzhof                          | Willich Streithöfe 1 Karte                       | Die unter dem heutigen Namen Goertzhof (früher Gursthof) bekannte Hofanlage in der Honschaft Streithöfe (Willich 1) geht in seinen Ursprüngen bis in das 16. Jahrhundert zurück. Aufgrund einer familieninternen Kontroverse (wahrscheinlich erbrechtliche Auseinandersetzung) wurde die Besitzung in ihrer Anbaufläche von damals 55 Hektar (=220 Morgen) in zwei flächengleiche arrondierte Großflächen von je 25 Hektar (=100 Morgen) sowie mehreren Streuparzellen von je 2 × 2,5 Hektar (= 10 bzw. 20 Morgen) unter zwei Anspruchsnehmern aufgeteilt, wobei die erwähnten kleineren Parzellen mehr oder minder willkürlich in ihrer bis heute gültigen Lage festgelegt wurden. Aus dieser Teilung ergab sich die bis heute rechtlich nicht fixierten Bezeichnung in Groß- und Kleingoertzhof führte. Während die Hofanlage im Gesamten gegen Ende des 18. Jahrhunderts bzw. zu Beginn des 19. Jahrhunderts noch als Streuhof erschien, was auch durch die Kartographierung der damaligen Vermessungsingenieure Tranchot und von Müffling ersichtlich ist, verblieb der neu geschaffene Goertzhof in seiner bisherigen vorhanden Baustruktur, wogegen der sogenannte Großgoertzhof errichtet 1827, zu seiner heutigen Vierkanthofanlage auch ein neues Wohnhaus. Architektonische Gestaltung und Materialverwendung entsprechen den herkömmlichen niederrheinischen Gepflogenheiten. Das Haupthaus ist traufenständig mit 5 Achsen, wobei die mittlere Achse im Erdgeschoss als werksteinumrandete Haustür ausgebildet ist. Traufgesims und Ecklisenen sind prägnant ausgeführt. Das linksseitig angebaute Gesindehaus ist ebenfalls 5-achsig und in der Dachführung um ein halbes Geschoss niedriger. Relevant im denkmalschützerischen Sinne ist nur die ehemalige Stallung links, die zum Teil noch auffällige Wandverfliesungen aufweist. Obwohl das Wohnhaus in den letzten Jahren durchbaut wurde, ist die Grundkonzeption des alten Grundrisses und der Ansichten erhalten geblieben Das gilt für alle Kellerdecken (Tonnengewölbe), segmentüberdeckte Fenster-, Tür- und Toröffnungen, sowie für die gut erhaltenen Dachstühle. Außerdem ist die baumbestandene Zuwegung (kanadische Eichen, jetzt ca. 50 Jahre alt) vor der L 26 bis zur Hofanlage in das Ensemble einzubeziehen. Aus den genannten Gründen ist eine Unterschutzstellung aus siedlungs- und ortsgeschichtlichen Gründen erforderlich. | 1827                      | 13. Juli 1992      | 109             |
| Kleingoertzhof                    | Kleingoertzhof                         | Willich Streithöfe 2 Karte                       | Der hier beschrieben Kleingoertzhof muss geschichtlich im engen Zusammenhang mit dem Großgoertzhof gesehen werden. Aufgrund einer familieninternen Auseinandersetzung wurde die einstmals zusammenhängende Besitzung in 2 flächengleiche und arrondierte Großflächen aufgeteilt. Darunter fielen auch die aufstehenden Gebäude, welche auch heute noch in ihrer alten Form zu erkennen sind. Die Scheunen und Stallungen sind weniger in denkmalschützerischer Hinsicht von Relevanz. Dagegen ist das Wohnhaus aufgrund seiner Konzeption, auch heute noch nach einigen Veränderungen, durchaus denkmalwert. Dafür sprechen Kölner-Decken, alte Bodenfliesen, der originale Dachstuhl sowie seine Grundrissstruktur. Nach Tranchot und von Müffling (1806) ist der Charakter des ursprünglichen Streuhofes bis in die heutige Zeit in den meisten Teilen noch erkennbar. Aus den genannten Gründen wird der Kleingoertzhof im gesamten Zusammenhang mit dem Großgoertzhof aus siedlungs- und ortsgeschichtlichen Gründen unter Denkmalschutz gestellt. | 18./19. Jh.               | 9. Juli 1992       | 110             |
| Nauenhof                          | Nauenhof                               | Willich Streithöfe 6 Karte                       | Der Nauenhof (früher auch Nouven- oder Navenhof) genannte, wird erstmals in den Akten des dompröpstlichen Gerichts zu Willich im Jahre 1692 erwähnt und galt seinerzeit als Allodialgut (Lehngut), vermutlich ist aber die eigentliche Entstehung früher zu suchen. In den geometrischen Karten des franz. Vermessungsingenieurs Tranchot (1820) ist diese Hofanlage als mehrteilige Anlage dargestellt, wobei Wohnhaus, Stallungen und Scheune baulich untereinander unabhängig waren. Heute besteht der Nauenhof aus einer vierflügeligen Hofanlage und ist in seinen äußeren Abmessungen eine der größten Vierkantanlagen im Kreis Viersen. Die gesamte Fertigstellung zu der heutigen Form erfolgt bis 1872. Das Wohnhaus hat 5 Achsen, wobei sich die mittlere im Erdgeschoss als Haustür darstellt, verbunden mit einem Zwerchgiebel mit Schweifwerk im Bereich des ziegelgedeckten Satteldaches. Die Straßenfassade ist mit Lisenen, Gesimse und Bänderungen stark gegliedert, wobei die Verwendung von zweierlei Ziegelfarben (gelb-braun) eine starke Prägnanz herbeiführt. Das gleiche gilt für die Giebel. Sie sind gegenüber der Dachfläche überhöht und mit einem stark ausgeprägten Bogenfries versehen, zusätzlich flankiert von zwei aus den Ecklisenen hervorgehenden Türmchen. Die beiden Giebelfriese werden außerdem im Bereich des Firstpunktes zu einem Turm zusammengeführt. Die Hinterfront hat 6 Achsen und ist relativ schmucklos. Fenster- und Türöffnungen haben im gesamten Wohnhaus Segmentbogenüberdeckungen und sind ebenfalls teilweise durch zweierlei Ziegelfarben auffällig. In Verbindung mit der Straßenfassade (Vorgartenbereich) sind noch einige seltene und exotische Laub- und Nadelbäume zu erwähnen. Weiterhin sind außergewöhnlich schöne und ausdrucksstarke Stuckornamente, wie Rosetten, Gesimse, Einschübe, Konsolen usw. im erdgeschossigen Bereich des Wohnhauses vorhanden und in Verbindung mit noch weiteren Ausbauwerten, wie die Geschosstreppe in geschlossener Konstruktion und handwerklich gute Ausbildung des gesamten Holzwerkes mit Antrittspfosten und Füllstäben sowie die Haustüre, die Innentüren, Bodenverfliesungen, Bodendielungen und halbhohe Wandvertäfelungen innerhalb des Wohnhauses. Die Scheunen, Stallungen und Nebengebäude bestehen aus Feldbrandziegelmauerwerk und zeigen vor allem an den Giebeln analog zum Wohnhaus ebenfalls stark ausgeprägte Gesimse und Friese, wobei allerdings auf Zweifarbigkeit bei den Ziegeln verzichtet wurde. Auffallend sind an den Giebeln der vorgenannten Bauten die triptychonal geschossenen Fenstergliederungen (als Nischen dargestellt) und die eigenständige Giebelscheibe mit Verdachung im Inneren der Hofanlage, ebenfalls mit Ecklisenen und kleineren Turmaufbauten. Obwohl die Scheunen und Stallungen teilweise im Innern bereits durchbaut wurden, kann die Hofanlage im Gesamten als denkmalwürdiges Ensemble gelten und muss deshalb aus orts- und siedlungsgeschichtlichen Gründen einschl. der vorerwähnten Bäume im Bereich des Vorgartens am Wohnhaus unter Schutz gestellt werden. | 1692/1872                 | 23. Juli 1993      | 126             |
| Streithof                         | Streithof                              | Willich Streithöfe 7 Karte                       | Diese Hofanlage liegt in ihren Ursprüngen, gegen Ende des 16. Jahrhunderts, in der Honschaft Streithoven an der Verbindungsstraße des ehemaligen Kirchspiels Willich nach Osterath. Sie war in Form eines Streuhofes angelegt, siehe hier auch die Kartographierung durch Tranchot/Müffling 1806, und wurde erst gegen Ende des 19. Jahrhunderts zu ihrer jetzigen dreiseitig geschlossenen Form umgestaltet. Das Wohnhaus besteht aus einem Fachwerkgebäude mit ziegelgedecktem Krüppelwalmdach. Der corpus ist mehrgliedrig aufgeständert, wobei sich teilweise bei den Streben, Rahmen und Pfosten eine Überdimensionierung feststellen lässt. Auch sind teilweise die vorgenannten Konstruktionsteile noch heute gut als schmückende Elemente dargestellt. Die Ausfachungen sind gemauert, geputzt und weiß geschlämmt. Das Innere des Hauses wurde zwar nach den heutigen Wohnbedürfnissen umgestaltet, die Gliederung bzw. Konstruktion des Ständerwerkes oder des Dachstuhls wurde dagegen nicht in seiner Substanz oder Darstellung ge- oder zerstört. Im Inneren sind teilweise Pfosten, Rähme, Kopfbänder und Traversen naturbelassen sichtbar geblieben. Durch das Verhältnis von den erdgeschossigen, äußeren Fachwerkwänden am Herrenhaus zum tief heruntergezogenen großflächigen Dach, zeigt sich hier ein zur damaligen Zeit urtypisches, niederrheinisches Fachwerkwohnhaus. Die linksseitig angebauten Scheunen und Stallungen sowie auch die zwei freistehenden dazugehörigen Hofgebäude, darunter ein ehemaliges Schlachthaus, sind jüngeren Datums und bestehen hauptsächlich aus Feldbrandziegelmauerwerk, Satteldach mit Ziegeleindeckung. Abgesehen von den ausgestellten Blockgesimsen sind sie relativ schmucklos. Tor-, Tür- und Fensterüberdeckungen sind scheitrecht, segmentiert oder korbbogenförmig. Im Bereich des ehemaligen Schlachthauses fallen besonders die Mezzaninfenster in sechs Achsen besonders auf. Zusammenfassend ist festzustellen, dass die vorgeschriebene Hofanlage in ihrer Gesamtheit als Ensemble die erforderliche Prämisse zur Unterschutzstellung aufweist und deshalb aus siedlungs- und ortsgeschichtlichen Gründen in die Denkmalliste einzutragen ist. | 16./19. Jh.               | 26. März 1993      | 119             |
| Sürderhof                         | Sürderhof                              | Schiefbahn Sürderspick 5 Karte                   | Die Hofanlage fand erstmals im Jahre 1390 unter seinem Besitzer Hen in dem Soirde Erwähnung. Änderte den Hofnamen über Soirdt und Sürdt bis zu seinem heutigen Namen Sürder. Die heutige Hofanlage erhielt die vierflügelige geschlossene Form in der zweiten Hälfte des 19. Jahrhunderts, so dass lediglich das Wohnhaus, die hintere Scheune sowie die vordere Stallung für die Unterschutzstellung relevant sind. Das Wohnhaus ist zweigeschossig mit 7 Achsen und einem ziegelgedeckten Satteldach bzw. Krüppelwalmdach. Das Mauerwerk besteht aus Feldbrandziegeln. Die Fenster- und Türöffnungen sind segmentbogenüberdeckt und weisen Werksteinsohlbänke und -gewände auf. Fassadenschmückende Elemente sind nicht vorhanden. Die Hofseite ist verputzt und wurde bereits verändert. Die Stallungen und Scheune sind ebenfalls aus Feldbrandziegeln und mit ziegelgedeckten Satteldächern. Die Fenster sind in Segmentbögen, die großen Tore und Durchfahrten dagegen in Korbbögen ausgeführt. Schmückende Fassadenelemente fehlen hier ebenfalls. In den Torkeilsteinen sind die Jahreszahlen 1872 und 1880 zu erkennen. Obwohl innerhalb des Wohnhauses Umänderungen vorgenommen sind, bildet die Hofanlage im Großen und Ganzen außer dem rechtsliegenden neuen landwirtschaftlichen Trakt noch ein gut erkennbares Ensemble und muss demnach aus orts- und siedlungsgeschichtlichen Gründen unter Schutz gestellt werden. | Ursprünglich 1390/19. Jh. | 15. April 1991     | 105             |
| Alte Schmiede                     | Alte Schmiede                          | Schiefbahn Tupsheide 19 Karte                    | Bei Objekt Schiefbahn, Tupsheide 19, handelt es sich um eine Hofanlage mit sechsachsigem, zweigeschossigem, traufenständigen Wohnhaus, das an der Straßenseite massiv in Backstein errichtet ist, an den Giebelseiten und an der Rückwand noch Fachwerkkonstruktion zeigt. Ständerwerkkammer, Opkammer, Holzbalkendecke und mehrere Barocktüren sind erhalten. Die innere Disposition des Hauses erscheint ungestört. Die Nebengebäude sind in ihren wesentlichen Teilen noch in Fachwerk erhalten. Die Anlage ist Ende des 18. Jahrhunderts, Anfang des 19. Jahrhunderts entstanden. Der Vorgarten und der hintere Nutzgarten sind noch in ihrer wesentlichen Form erhalten. Die Anlage ist aus siedlungsgeschichtlichen und lokalhistorischen Gründen bedeutend. Die Erhaltung der Anlage ist daher im öffentlichen Interesse, die Voraussetzungen gem. § 2 (1) DSchG NRW sind gegeben. | 18./19. Jh.               | 23. November 1988  | 74              |
| Matthias-Kapelle                  | Matthias-Kapelle                       | Schiefbahn Unterbruch/Römerstraße Karte          | Das Gebäude wurde ca. 1870 von Heinrich Vins aus eigenen Mitteln errichtet. Es entstand zur Erinnerung einer Wallfahrt nach Trier. Die Kapelle beherbergt den Patron von Trier, den Heiligen Matthias. Sie ist aus Backstein mit 3-seitiger Apsis, Rundbogenfenstern und einer Spitzbogennische mit Giebel errichtet worden. Literaturhinweis: Jakob Germes, Geschichte Schiefbahn, 1943. Erhaltung und Nutzung des Objektes liegen aus wissenschaftlichen und volkskundlichen Gründen im öffentlichen Interesse. | 1870                      | 9. August 1985     | 33              |
| Restaurant Cafe Stieger           | Restaurant Cafe Stieger                | Schiefbahn Unterbruch 8–10 Karte                 | Ca. 1770 entstandene ehemalige kl. Gehöftanlage mit gut erhaltenem Fachwerk. Besondere denkmalpflegerische Gründe liegen vor, da das Objekt (heute als Wohn- und Gaststättengebäude genutzt) besonders ortsteilprägend für die Honschaft Unterbruch ist. Es ist eines der letzten Fachwerkhäuser der Altgemeinde Schiefbahn. Für die ortsgeschichtliche Entwicklung besonders prägend. Die in jüngster Zeit vorgenommene Restaurierung und Instandsetzung wurde mit dem Rheinischen Amt für Denkmalpflege sowie der Stadt Willich (Untere Denkmalbehörde) abgesprochen und im Rahmen des Baugenehmigungsverfahrens gutgeheißen. Das Objekt erfüllt als Ganzes (einschl. der historischen Innenausstattung) die Voraussetzungen, die der § 2 (1) DSchG NRW an ein Baudenkmal stellt. | 1770                      | 6. April 1983      | 4               |
| Hellingshof                       | Hellingshof                            | Schiefbahn Unterbruch 78 Karte                   | Die hier ausgewiesene vierflügelige Hofanlage stammt zum größten Teil aus dem Ende des 18. Jahrhunderts und setzt in ihrer denkmalwürdigen Substanz wie folgt zusammen: (Definierung vom Unterbruch her gesehen) 1.) Hauptgebäude an der Straße als Wohnhaus mit linkem hinteren Anbau (Stallung 1a) und anschließendem kleinen Aborthaus (1b) einschließlich noch intaktem Trockenfallklosett. 2.) Am rechten Giebel des Hauptgebäudes anschließendes Torhaus mit offener Balkenlage und großer Toröffnung. 3.) Rechts am Torhaus anschließend kleine Wagenremise in niedriggeschossiger Bauweise. 4.) Daran anschließend nach Süden gehend hochgeschossiger ehemaliger Pferdestall. 5.) Daran anschließend hochgeschossiger Scheunentrakt aus Fachwerk mit weißem Schlämmbewurf. 6.) An der hinteren südlichen Grundstücksgrenze querliegende eingeschossige Gebäudekombination von Remise/Stallung/Backstube mit Backofen und Räucherkammer einschließlich halbseitiger Unterkellerung. Die Außen- und Innenwände bestehen zum größten Teil aus Fachwerk mit Feldbrandziegelausmauerung. Verschiedentlich sind einzelne Wandteile aus Ständerwerk mit Flechtwerkausfachung, einschließlich Lehmbewurf oder Heukalkmörtelauflage hergestellt. Die Dächer sind als Satteldächer ausgebildet, teilweise mit originalen Eichenholzkonstruktionen und alter Ziegeleindeckung. Im Innern des Hauses sind außer Kölner Decken auch noch verschiedentlich alte Füllungstüren in den einzelnen Räumen vorhanden. Diese Hofanlage hatte zunächst primär landwirtschaftliche Funktionen zu erfüllen. Da aber die damalige Durchgangsstraße (Römerstraße) diese Hofanlage tangierte, wurde über längere Zeiten auch Dienstleistungen wie Übernachtungsmöglichkeiten, Verköstigungen, Pferde- und Wagenwechsel für die durchfahrenden Reisenden angeboten | 14./18. Jh.               | 15. November 1990  | 93              |
| Wohnhaus                          | Wohnhaus                               | Schiefbahn Unterbruch 82 Karte                   | Es handelt sich hier um ein altes Fachwerkgebäude mit Satteldach, Krüppelwalm- und Hohlziegeleindeckung. Das Ständerwerk ist aus Eiche, mehrachsig aufgeständert. Vorhandene Kreuzstreben sind schmückende Elemente. Mittelpfetten kragen giebelseitig als Konsolstützen aus, sichtbares Holzwerk ist teils konstruktiv, teils schmückend, teilweise im Wuchs naturbelassen. Die Ausfachung besteht aus handgeformten Feldbrandziegeln. Aufgrund der äußeren Form und Gestaltung im typischen niederrheinischen Baustil besteht demnach aus volkskundlichen und städtebaulichen Gründen ein öffentliches Interesse an der Erhaltung und Nutzung des Objektes. | 18./19. Jh.               | 21. Juli 1989      | 77              |
| Schultheißenhaus                  | Schultheißenhaus                       | Anrath Viersener Straße 1 Karte                  | Das Schultheißenhaus ist ein im Jahre 1625 entstandenes Gebäude. Es ist zweigeschossig in nicht durchzogenen Achsen mit Krüppelwalmdach. Die Putzfassade stammt aus der Zeit um 1900. Der Eingangsbereich ist teilweise verändert. Im Jahre 1919 wurde auf der Rückseite des Gebäudes das Gesellschaftszimmer erweitert. Genutzt wird das Schultheißenhaus heute als Wohn- und Geschäftshaus. Es handelt sich hier um eines der ältesten Häuser Anraths. Das Schultheißenhaus ist Teil der historischen Bebauung um den Anrather Kirchplatz und liegt am Anfang einer der 4 Straßen, die vom Ortskern zu den Nachbarorten ausgehen. Durch seinen Standort prägt es den Grundriss des historischen Anrather Ortskernes. Erhaltung und Nutzung des Schultheißenhauses liegen aus volkskundlichen, wissenschaftlichen und städtebaulichen Gründen im öffentlichen Interesse. | 1625, 1900                | 15. August 1985    | 38              |
| weitere Bilder                    | Rathaus Anrath                         | Anrath Viersener Straße 2 Karte                  | Das Rathaus ist zweigeschossig mit fünfgeschossigem Eckturm, der auf quadratischem Grundriss steht und Treppengiebel besitzt. Es ist ganz aus Backstein errichtet. Ein rückwärtiger Trakt an der Seite leicht verzogen. Dieser Trakt besitzt ebenfalls einen Treppengiebel. Die Fenster im 1. Obergeschoss sind mit Putzwänden versehen. Der Eingang zur Viersener Straße hin ist leicht verändert. Das Rathaus prägt sehr stark den Ortskern von Anrath. Es ist Teil der historischen Bebauung um die Anrather Kirche und liegt am Anfang einer der vier Straßen, die vom Ortskern in die Nachbarorte führen. Erhaltung und Nutzung des Rathauses Anrath liegen aus volkskundlichen, wissenschaftlichen und städtebaulichen Gründen im öffentlichen Interesse. | 1906                      | 23. Mai 1985       | 25              |
| Hotel Baaken                      | Hotel Baaken                           | Anrath Viersener Straße 3 Karte                  | Es handelt sich hier um ein Gebäude aus dem Anfang des 20. Jahrhunderts, dessen Ursprung auf das Jahr 1778 zurückgeht. Es ist zweigeschossig in 8 nicht durchgezogenen Achsen mit Dreiecksgiebel in der Mitte. Es besitzt eine Putzfassade und Fenster, welche im 20. Jahrhundert verändert wurden. Die Ankersplinte geben die Jahreszahl wieder. Das Hotel Baaken ist bedeutend für die Geschichte der Menschen die im Ortsteil Anrath wohnen. Es prägt die historische Entwicklung dieses Ortes. Denkmalwert am Gebäude ist nur die Fassade zur Viersener Straße. Erhaltung und Nutzung des Objektes liegen aus stadtgeschichtlichen und städtebaulichen Gründen im öffentlichen Interesse. | 1778/20. Jh.              | 21. August 1985    | 40              |
| Gaststätte En de Spoul            | Gaststätte En de Spoul                 | Anrath Viersener Straße 11–13 Karte              | Es handelt sich hierbei um ein Gebäude, welches 1717 entstanden ist. Es ist 2-geschossig in 4 Achsen und besitzt Holzgewände. Die Fassade ist neu verfugt und der Sockel verkachelt. Als Dachaufbau wurde ein Mansardwalmdach verwendet. Ankersplinte an der Straßenseite geben die Jahreszahl weiter. Zugehörig ist ein Flügelanbau an der rechten Seite aus den 20er Jahren. Erhaltung und Nutzung des Gebäudes liegen aus volkskundlichen und städtebaulichen Gründen im öffentlichen Interesse. Die Eigentümerin erklärte bei der Besichtigung des Arbeitskreises, dass unter dem jetzigen Kühlhaus ein Gewölbekeller sich befunden hat. Dieser ist zugeschüttet worden. Das jetzige Kühlhaus selbst war früher eine sog. Obkammer. Im Erdgeschoss und im Obergeschoss sind die Kölner Decken verkleidet. Literaturhinweis: Gottfried Kricker, Geschichte der Gemeinde Anrath, 1959, S. 300. | 1717                      | 16. Dezember 1986  | 50              |
| Wohn- und Geschäftshaus           | Wohn- und Geschäftshaus                | Anrath Viersener Straße 15 Karte                 | Das Gebäude stammt im Ursprung aus dem Ende des 18. Jahrhunderts. Es ist 2-geschossig in nicht durchgezogenen Achsen und besitzt eine Putzfassade von 1903 mit historisierenden Schmuckformen. Die Putzfassade ist vorgeblendet. Im Jahre 1903 erfolgte gleichzeitig der Ladeneinbau. Erhaltung und Nutzung des Gebäudes liegen aus städtebaulichen und volkskundlichen Gründen im öffentlichen Interesse. Zugehörig zum Gebäude ist ein rückwärtiger eingeschossiger Bau. Früher war hier eine Sattlerei untergebracht. Heute noch ablesbar ist die handwerkliche Nutzung aus dem Ende des 19. Jahrhunderts und beginnendem 20. Jahrhundert. Das Gebäude selbst besitzt noch historische Innenausstattung, wie einige original erhaltene Türen und die Treppe. Literaturhinweis: Gottfried Kricker, Geschichte der Gemeinde Anrath, S. 300. | 18. Jh./1903              | 31. Dezember 1986  | 51              |
| Wohnhaus                          | Wohnhaus                               | Anrath Viersener Straße 22 Karte                 | Es handelt sich um ein eingebautes, breit gelagertes, traufständiges Gebäude an der südlich aus Anrath herausführenden (Viersener) Straße, am Rande des alten Ortskernes nahe der ehemaligen Stadtumwehrung. Über einem hohen Sockelgeschoss begleiten zwei Geschosse die Straße, abgeschlossen von einem einfachen Satteldach ohne Aufbauten. Eine große zweiarmige Freitreppe mit gusseiserner Brüstung und Geländer sowie einem leicht eingenischten Schmuckfeld im Sockel führt zu dem erhöht über Straße und Fußgängerweg liegenden Hauseingang. Seitlich angeordnet befindet sich eine große Tordurchfahrt, die auf landwirtschaftliche Ursprünge dieses Anwesens schließen lässt. Tordurchfahrt und Wohnhaus, in dieser Anordnung und hinsichtlich ihrer Grundsubstanz wahrscheinlich in die erste Hälfte des 19. Jahrhunderts zu datieren, besitzen heute eine um 1900 angebrachte einheitliche Putzfassade. Sockel- und Erdgeschoss zeigen (z. T. gequaderte) Putzbänder, in die vier hochrechteckigen Erdgeschoss-Fensteröffnungen einfach eingeschnitten sind. Sie werden betont von ornamentierten Keilsteinen. Auch die Brüstungsfelder der Obergeschossfenster sind mit Ranken und Wappenschildern geschmückt. Die Fenster selbst werden dort (wie auch die Eingangstür) durch farblich abgesetztes Gewände betont, der Sturz ist als einfache waagerechte Verdachung profiliert. Die beiden Geschosse sind durch ein kräftiges Gesims voreinander getrennt, welches von einem Sohlbankgesims im Obergeschoss begleitet wird. Zusammen mit den Putzbändern darunter wird so die horizontale Lagerung des Baukörpers zusätzlich unterstrichen. Fenster und Haustür sind modern erneuert. Über der Haustür befindet sich ein breiter Keilstein mit Wappen, vor Girlande mit Schwan umfangen. Das Wappen zeigt einen gewinkelten Arm und einen Schweinskopf: gemäß der Beschreibung von Eva Brües im Heimatbuch des Kreises Viersen 1991 handelt es sich dabei um das Wappen der in der Region weit verbreiteten Familie (von) Dan(n)witz. Das Innere noch mit alter Raumaufteilung und bemerkenswert zahlreichen historischen Ausstattungselementen. Mittelflur zum rückwärtig gelegenen Treppenhaus, rechts und links des Flures zur Straße hin zwei große Zimmer, zum Garten hin neben der Treppe Küche. Im Flur Fliesenboden, ebenso in der Küche, in den Zimmern Holzdielen. Die Tür zwischen Flur und Treppenhaus zweiflügelig mit halbrundem Oberlicht. Auch die Türen und Türblätter zu den Zimmern alt. Im Flur und in den Zimmern recht aufwendige Stuckdecken mit Kehle, abgesetztem Spiegel (z. T. mit Eckfüllungen) und Mittelrosette. Alte Holztreppe zweiläufig mit Wendepodest, unten mit geschlossener Brüstung, oben mit Balusterstäben; im Treppenhaus und im quer angeordneten Obergeschossflur Reste gemalter Tapeten. Auch im Obergeschoss ein großes Zimmer mit Stuckdecke. Der Keller mit flachen Tonnen zwischen breiten Graten besitzt einen direkten eigenen Zugang von der seitlichen Tordurchfahrt aus. Die Hausrückseite unverputzt (Backstein mit sichtbaren Flickungen). Im Garten seitlich noch ein weiteres Gebäude (ehem. Schuppen/Stall), stark verändert, ohne Denkmalwert. Das Gebäude Viersener Str. 22 ist ein vom Bautyp her (zweigeschossig, traufenständig, seitliche Durchfahrt) charakteristisches Zeugnis des ländlich-kleinstädtischen Wohnhausbaus mit landwirtschaftlicher Nutzung um 1800/1850, in zentraler Lage noch innerhalb des alten Ortskerns von Anrath. In der repräsentativen Schmuckfassade der Jahrhundertwende kommt die Anpassung an neue Maßstäbe der Wohnkultur mit neuen Repräsentationsbedürfnissen zum Ausdruck. Auch die qualitätsvolle Innenausstattung wird diesem Umbau entstammen. Das Gebäude ist daher bedeutend für Willich. Da es insgesamt sehr anschaulich erhalten ist, mit einer gerade auch im Inneren noch bemerkenswerten Menge historischer Ausstattungselemente, besteht an seiner Erhaltung und Nutzung aus wissenschaftlichen, insbesondere architekturgeschichtlichen Gründen ein öffentliches Interesse. Orts- und sozialgeschichtliche Interessen berührt das Haus als (ausweislich des Hauswappens) ehemaliges Eigentum der bekannten Familie (von) Dan(n)witz. Als Teil einer für Anrath charakteristischen, die Straße begleitenden, raumdefinierenden, historisch geprägten Häuserzeile und da es dem Straßenraum durch seine große Freitreppe einen markanten historischen Akzent verleiht, besteht an Erhaltung und Nutzung ferner auch ein städtebauliches Interesse. Das Gebäude Viersener Str. 22 in (Willich-)Anrath ist daher ein Baudenkmal gem. § 2 DSchG NRW. | 19. Jh./1900              | 11. Mai 2000       | 152             |
| Wohnhaus                          | Wohnhaus                               | Anrath Viersener Straße 26 Karte                 | Das Gebäude wurde 1913 von den Krefelder Architekten Girmes und Oedinger als Wohngebäude zu der bereits bestehenden Kaffeerösterei des Fabrikanten Emil Lücker errichtet. Es hat 5 Achsen, bei einem über zwei Geschosse gehenden Oval-Erker und besitzt trotz recht mächtiger Erscheinung einen überaus funktionellen Charakter. Die Sockelzone besteht aus Werksteinen, darüber eine ornamentlose, flächige Putzfassade, die ebenfalls funktionell gestaltet ist. Das Gebäude selbst hat sich seine Innenaufteilung im Wesentlichen bewahrt. Erwähnenswert sind der Eingangsbereich (Naturstein), die Geschosstreppe (Holz) sowie die eingebauten Möbel und Wandpaneele im Erdgeschoss. Ein weiteres Detail aus der Ursprungszeit ist der Wintergarten mit grünen originalen Kacheln und einem löwenkopfgeschmückten, heute stillgelegten Brunnen. Die Villa Lücker ist ein herausragendes Beispiel für äußere, bewusst dargestellte Kargheit einerseits, aber andererseits einer gelungenen Komposition von Schwere und Dunkelheit, der damaligen historisierenden Innenarchitektur. Aus orts- und baugeschichtlichen Aspekten ist eine Unterschutzstellung erforderlich. | 1913                      | 5. April 1990      | 83              |
| Wohnhaus / Fassade                | Wohnhaus / Fassade                     | Anrath Viersener Straße 28 Karte                 | Bei dieser Gebäudeanlage handelt es sich um eine Straßenfassade aus dem Jahre 1902. Sie ist 4:2-achsig, wobei eine Öffnung im Erdgeschoss als Haustür ausgebildet ist. Das Dach ist als einseitiges Mansardenwalmdach ausgeführt mit Ziegel- und Schiefereindeckung. Stark strukturierte neubarocke Stuckformen den Fenstern, eine mehrteilige Querbänderung, ein stark ausgebildetes Gesims und gequaderte Putzflächen zeigen eine ausgesprochene Stuckfassade. Auffallend dabei die Rund- und Dreiecksverdachungen an den Fenstern im Obergeschoss und im Mansardengeschoss. Die Eintragung der Fassade in die Denkmalliste ist aus ortsgeschichtlichen sowie aus baugeschichtlichen Gründen im öffentlichen Interesse und ist unbedingt erforderlich. | 1902                      | 5. April 1990      | 84              |
| weitere Bilder                    | Nepomuk-Kapelle                        | Anrath-Vennheide Viersener Straße 134 Karte      | Bei der Statue in Anrath-Vennheide handelt es sich um eine einfache Bauernarbeit, die nach der Überlieferung von einem Schlossmacher aus Clörath geschnitzt wurde. Der Heilige steht schon fast 200 Jahre in Erfüllung seines frommen Versprechens in höchster Not an seinem heutigen Platz (Joh. Nepomuk ist ein Wasser-Brunnenheiliger). Dieser Heiligenstock stand zuerst auf Pfählen im Wasser des Flöthbaches. Zunächst wurde nach der franz. Zeit (1784–1820) um die Statue eine hölzerne Nische gebaut, die 1878 durch eine steinerne ersetzt wurde. 1920 stürzte jedoch diese Nische ein. Nach dem Neubau eines steinernen Bildstockes wurde im Jahre 1858 eine Renovierung nötig. Bei einer erneuten Renovierung im Jahre 1971 wurde der Bildstock mit einem Eisengitter versehen. Erhaltung und Nutzung der Nepomuk-Kapelle liegen aus wissenschaftlichen und volkskundlichen Gründen im öffentlichen Interesse. | 1878                      | 9. August 1985     | 32              |
| weitere Bilder                    | Heiligkreuz-Kapelle                    | Anrath-Vennheide Viersener Straße 177 Karte      | Die Heiligkreuzkapelle wurde 1869 errichtet. Sie besitzt eine alte barocke Holztür. Über der Tür befindet sich eine Inschriftentafel mit Jahreszahl. Untrennbar mit dem Gebäude verbunden sind 2 straßenseitige Bergulmen (Ulmus Glabra), die das Erscheinungsbild abrunden. Die historische Innenausstattung der Kapelle steigert ebenfalls den Denkmalwert. Es handelt sich hier um eine Backsteinkapelle mit halbrunder Apsis, Giebel mit Rundbogenfries sowie einer Nische im Giebel, in der sich eine Marienfigur befindet. | 1869                      | 21. Oktober 1985   | 43              |
| weitere Bilder                    | Kapelle Klein-Jerusalem                | Neersen Vinhovenplatz Karte                      | Die Kapelle wurde 1656 von Gerhard Vinhoven errichtet. Sie ist heute noch eine Wallfahrtskapelle. Es handelt sich hierbei um einen einschiffigen Backsteinbau auf hohem Untergeschoss, 1792 wurden Chor mit Dachreitern und Südportal erneuert (Jahreszahl im Türsturz). Um die Kapelle herum befinden sich Kreuzwegstationen aus Sandstein und Werkstein aus der Zeit um 1885, die Kreuzigungsgruppe ist ebenfalls aus dieser Zeit. Der Wegestock datiert aus dem Jahre 1731. Die neuere Madonnenfigur aus Gips in der Süd-Ost-Ecke der Anlage enthält eine Inschrift und ein Chronogramm im Sockel. Die Kapelle erfüllt als Ganzes (einschl. der sie umgebenden Parkanlage) die Voraussetzung, die der § 2 (1) DSchG NRW an ein Baudenkmal stellt. | 1656                      | 25. Mai 1985       | 8               |
| Bürogebäude und Maschinenhalle    | Bürogebäude und Maschinenhalle         | Neersen Virmondstraße 3–5 Karte                  | Es handelt sich bei diesem Objekt und eine zweigliedrige Gebäudeanlage bestehend aus: 1. Zweigeschossiger Baukörper mit flachgeneigtem Satteldach, Flachdacheindeckung, Feldbrandziegel, in der Fassade starke Lisenierung und Querbänderung (Nutzung als Bürogebäude). 2. Eingeschossiger Gebäudeteil mit originalem Sheddach, Feldbrandziegelfassade, Toreinfassung zur Halle säulenflankiert mit Säulenstümpfen über Dach geführt, mit pyramidaler Zementeindeckung, Gesimse ausgestellt (Nutzung als Maschinenhalle). Bei Bau dieser Gebäudeanlage gelang es, technische und ingenieurmäßige Erfordernisse und architektonische städtebauliche Gestaltung zu vereinigen. Konsequente Verwendung von Feldbrandziegeln in Form von rhythmisierenden Lisenen und Friesen. Fensterüberdeckungen in runder, segmentarer und scheitrechter Formgebung sind die Schlüsselelemente dieser Bauweise. Außerdem ist festzustellen, dass diese Gebäudeanlage in Zusammenhang mit den dahinterliegenden Gebäudeteilen der Firma Kress gesehen werden muss und damit im Großen und Ganzen ein erhaltenswertes Ensemble bildet. Diese Gebäudeanlage gewinnt trotz ihrer Schlichtheit und relativ einfachen Bauweise Bedeutung als eines der letzten Dokumente für solche ehemaligen Fabrikationsstätten und kann heute als Beispiel einer früher gängigen, heute aber verschwundenen Industriearchitektur im weitgehend erhaltenen Originalzustand gelten. Aus diesem Grunde ist dies Gebäudeanlage aus ortskundlichen und industriegeschichtlichen Gründen erhaltenswert. | 19. Jh.                   | 31. Oktober 1983   | 89              |
| Wohnhaus                          | Wohnhaus                               | Neersen Virmondstraße 5a Karte                   | Es handelt sich bei diesem Objekt um einen zweigeschossigen Baukörper mit Satteldach, tlw. Putz, tlw. in Feldbrandziegelmauerwerk. Beim Bau dieser Gebäudeanlage gelang es, technische und ingenieurmäßige Erfordernisse und architektonische städtebauliche Gestaltung zu vereinigen. Konsequente Verwendung von Feldbrandziegeln in Form von rhythmisierenden Lisenen und Friesen. Fensterüberdeckungen in runder, segmentarer und scheitrechter Formgebung sind die Schlüsselelemente dieser Bauweise und machen sie bedeutsam für einen historisch bestimmbaren Punkt in der Entwicklung der Arbeits- und Produktionsverhältnisse in Neersen. Außerdem ist festzustellen, dass diese Gebäudeanlage in Zusammenhang mit den dahinterliegenden Gebäudeteilen der Firma Kress gesehen werden muss und damit im Großen und Ganzen ein erhaltenswertes Ensemble bildet. Die Gebäudeanlage, Virmondstr. 5a gewinnt trotz ihrer Schlichtheit und relativ einfachen Bauweise Bedeutung als eines der letzten Dokumente für solche ehemaligen Fabrikationsstätten und kann heute als Beispiel einer früher gängigen, heute aber verschwundenen Industriearchitektur im weitgehend erhaltenen Originalzustand gelten. | 19. Jh.                   | 31. Oktober 1990   | 88              |
| weitere Bilder                    | Klörenhof                              | Willich Votzhöfe 9 Karte                         | Bei dieser Besitzung handelt es sich um eine geschlossene, vierflügelige Hofanlage mit Satteldächern und Feldbrandziegelfassaden. Abgesehen von starker Lisenierung und fünfteiligem ausgestellten und auf Konsolen aufgelagerten Gesimsen am Haupthaus bzw. prägnanter Ausbildung der Ortgänge in Ziegelmauerwerk sowie einem dreiteiligen triptychonalen Rundbogenfenster an einem Scheunengiebel, sind die anderen Fassadenflächen relativ schmucklos. Die Fensteröffnungen, in 5 Achsen, sind teils segmentiert, teils als Rundbögen ausgeführt. Auf rechtem Giebelkamin befindet sich noch eine originale schmiedeeiserne Wetterfahne. Die größeren Durchfahrten an Scheune, Stallung usw. haben Segmentbogen- bzw. Korbbogenüberdeckungen, tlw. mit Torkeilsteinen aus Naturstein und Datierungen mit den Jahreszahlen 1870 und 1881. Die Dachstühle sind in liegender Konstruktion und noch im ursprünglichen Zustand. Im Flur des Erdgeschosses befinden sich alte Bodenfliesen, Stuckdecken sowie die zum Obergeschoss führende Holztreppe, in geschlossener Konstruktion mit guter handwerklicher Ausführung. Aus ort- und siedlungsgeschichtlichen Gründen ist eine Unterschutzstellung erforderlich. | 1870/1881                 | 15. April 1991     | 100             |
| weitere Bilder                    | Votzhof                                | Willich Votzhöfe 24 Karte                        | Diese landwirtschaftliche Besitzung ist als vierflügelige, geschlossene Hofanlage in ihren jetzigen Grundzügen um 1870 errichtet worden, was durch Datierung in Torkeilsteinen dokumentiert wird. Die Fassaden bestehen, außer der Hauptfassade des Wohnhauses, die in Putz ausgeführt ist, im Gesamten aus Feldbrandziegelmauerwerk mit historisierenden Schmuckelementen im Bereich der Gesimse und Turmdachauskragungen. Ansonsten sind die Fassadenflächen im Hof und Außenbereich der Scheunen und Stallgebäude relativ schmucklos. Die Dächer sind als Satteldächer mit Ziegeleindeckung ausgebildet. Fenster-, Tür- und Toröffnungen sind teils scheitrecht, teils segmentiert überdeckt. Die vordere Hauptfassade des Wohngebäudes (Gartenseite) ist 5-achsig und wird beiderseits von je einem 1-achsigen, quadratisch, baulich und stilistisch hervorgehobenen Turm flankiert. Diese beiden Türme, jeder als selbstständige Einheit konzipiert, haben Pyramidenstumpf-Dächer mit schiefergedeckten Dreiecksvergratungen und flächiger Ziegeldeckung. Weiterhin ein achteckiges Glockenstübchen mit lamellierten Schalllöchern und abschließend mit einem schiefergedeckten Zwiebeldach. Die Fenster sind in diesem Fassadenteil mit starken Putzstrukturen hervorgehoben und haben teils scheitrechte, teils Rundbogenstürze, die wiederum mit Segment- oder Rundbogenverdachungen überdeckt sind. Eine zusätzliche waagerechte Gliederung der Fassade wird zudem durch markante Querbänderungen sichtbar. Im Innern des Wohnhauses sind vor allem verschiedene Stuckrosetten und Simsbänder an den Decken, farblich und visuell gut gestaltete Steinzeugfliesenböden sowie die Geschosstreppe mit handwerklich gut gestaltetem Geländer, Antrittspfosten und Krümmlingen vorhanden. Aus orts- und siedlungsgeschichtlichen Gründen ist eine Unterschutzstellung dieser Hofanlage erforderlich. | 1870                      | 15. April 1991     | 103             |
| weitere Bilder                    | Wegekapelle                            | Anrath Weberstraße / Neersener Str. Karte        | Es handelt sich hier um einen eingeschossigen Backsteinbau auf rechtwinkligem Grundriss mit eingezogener Nische von 1767. In der Nische befindet sich eine gefasste Holzfigur des Heiligen Sebastian wohl aus derselben Zeit. Die Seiten der Kapelle sind rauverputzt. Datiert ist sie auf der Rückfassade. Zum näheren Erscheinungsbild, welches untrennbar mit der Wegekapelle verbunden ist, gehört die Verkehrsinsel, auf der sie steht. Von den ursprünglich zwei Linden, die rechts und links neben der Kapelle standen, ist heute noch eine erhalten. Erhaltung und Nutzung liegen aus volkskundlichen Gründen im öffentlichen Interesse. | 1767                      | 7. August 1985     | 29              |
| Lautenhof                         | Lautenhof                              | Schiefbahn Wilhelm-Hörmes-Straße 33 Karte        | Bei der Besitzung handelt es sich um eine vierflügelige Hofanlage, erbaut im Jahre 1868 mit einem zweigeschossigen Wohnhaus mit 3:5 Achsen sowie hochgeschossigen Stall- und Scheunengebäuden. Die heute noch gut erhaltene Bausubstanz besteht aus Feldbrandziegelmauerwerk mit ziegelgedeckten Walm- und Satteldächern. Gegen Ende des 19. Jahrhunderts wurde an der linken Giebelseite des Wohnhauses ein eingeschossiger Wohnteil mit 6 Achsen (davon eine Blindachse) angebaut, wobei heute noch tlw. noch im originalen Zustand. Im Innern des Hauses sind tlw. noch alte Natursteinfliesen und vor allem im Erdgeschoss alte, aus damaliger Zeit stammende Füllungstüren, vorhanden. Die zum Obergeschoss führende Holztreppe dürfte aus dem ausgehenden 19. Jahrhundert stammen. Das Haupthoftor ist korbbogenüberdeckt, flankiert mit seitlichen Ziegelsteinpilastern, welche wiederum mit kleinen Zinnkronen als oberen Abschluss versehen sind. Zwischen diesen Pilastern befindet sich eine giebelständige Verdachung mit stark ausgeprägten Ortganggesimsen und einem unterlagerten ausgestellten Querband. Der Torbogen hat ein Natursteinwiderlager und einen mit der Jahreszahl 1868 datierten Schlussstein, ebenfalls aus Natursteinmaterial. Abgesehen von stark strukturierten Ortgängen und Querbänderungen im Wohnhausbereich sowie einem Natursteingewände an der Haustür sind die weiteren Fassadenflächen relativ schmucklos. Zu dieser Hofanlage gehört ein Wegestock aus Sandstein mit einer Datierung von 1753, versehen mit einer kleineren gitterlosen Nische. Weiterhin ist noch ein separat aufgestelltes schlichtes Gedenkkreuz aus Kunststein (Zierbeton) vorhanden, das an das altruistische Verhalten des damals 26-jährigen Wilhelm Hörmes in der Mitte des vergangenen Jahrhunderts erinnern soll. Der Lautenhof geht in seinen Ursprüngen bis 1400 zurück und gehörte als ersten Besitzer dem: Willemgen zu den Hoirren. Ab 1670 übernahm der Henrich Lauten die Besitzung, die dadurch die Bezeichnung „Lautenhof“ erhielt. Aus siedlungs- und ortsgeschichtlichen Gründen ist eine Unterschutzstellung dieser Hofanlage einschl. Wegestock und Gedenkkreuz erforderlich. | 1868                      | 15. November 1990  | 91              |
| weitere Bilder                    | Hülsdonkerhof                          | Willich Zum Haus Hülsdonk 31 Karte               | Bei dem „Hülsdonker Hof“ handelt es sich um eine alte Hofanlage. Ein Stein in der Einfahrt ist auf das Jahr 1726 datiert. Es handelt sich hier um eine geschlossene, vierflügelige Backsteinhofanlage. Das Wohnhaus ist ein zweigeschossiger Winkelbau in 7 : 1 Achsen. Seine Fenster und die Tür sind teilweise verändert. Die Scheunentrakte der Hofanlage sind teilweise modernisiert. Es handelt sich hierbei um den Wirtschaftshof des ehemaligen wasserumwehrten Rittersitzes Haus Hülsdonk. Erhaltung und Nutzung des „Hülsdonker Hofes“ liegen aus wissenschaftlichen, volkskundlichen und stadtgeschichtlichen Gründen im öffentlichen Interesse. | 1726                      | 8. November 1911   | 30              |
| Löhrhof                           | Löhrhof                                | Willich Zum Löhrhof 1 + 1a Karte                 | Hierbei handelt es sich um eine ehemals zusammenhängende, vierflügelige Hofanlage, deren Ursprung mind. In das 16. Jahrhundert zurück reicht. Von Relevanz sind nur das Wohnhaus mit angebauter großer Stallung sowie die freistehende Remisen-Scheune. Alle drei Gebäude bestehen zum größten Teil aus Fachwerk, äußere Ausfachung mit Feldbrandziegelmauerwerk, innere Ausfachung dagegen mit Weidengeflecht und Heukalkmörtelbelag. Dachstühle und Balkenlagen sind in schwerer Ausführung und im ursprünglichen Zustand. Die Eindeckung ist nur in geringem Teil im Original vorhanden. Durch das Fachwerk bestimmt, sind die Fensteröffnungen am Wohnhaus, Remisen-Scheune und zum Teil auch an der Stallung scheitrecht überdeckt. Lediglich der große Stallzugang ist mit einem erhöhten Segmentbogen versehen. Fensterachsen sind nirgendwo durchzogen. Die äußeren Fassadenflächen sind in den Gefachen mit Putz versehen. Nur die Seitenwände und die Giebelfront der Stallung sind in Ziegelstruktur erhalten. Auf einem Schwellenholz im Giebelbereich des Wohnhauses ist die Jahreszahl 1712 eingekerbt; dagegen sind im Giebelbereich des Stallgebäudes mehrere handgeschmiedete Giebelanker in ursprünglicher Ausführung noch vorhanden. Obwohl der Zustand der vor benannten Gebäudeteile nicht mehr als gut bezeichnet werden kann, muss im Hinblick auf weiteren Verfall sowie aus orts- und siedlungsgeschichtlichen Gründen eine Unterschutzstellung erfolgen. | 16. Jh./1712              | 15. April 1991     | 102             |
| weitere Bilder                    | Straterhof                             | Schiefbahn Am Straterhof 7 Karte                 | Geschichte: (Angaben des Stadtarchivs Willich und Materialsammlung des Eigentümers, unter Zugrundelegung des Buches von L. Hügen, s. Lit.Verz.) Nach Ludwig Hügen ist der Straterhof „einer der ältesten Höfe in der Niederheide.“ Bereits um 1330 wird ein Henricus de Via genannt, der dem Neersener Vogt Abgaben zu entrichten hatte. Beim Verkauf an Gerhard Horst im Jahre 1551 wird der Hof „Alingesgut“ genannt. Jakob Germes vermutet daher, dass es ein Adelsgut war, was so aber nicht belegt werden kann. 1650 macht ein Besitzer des Hofes eine Armenstiftung in Anrath, die aus dem Verkauf einer Wiese bestritten wird. 10 Jahre später ist der Hof an Gladbach kurmudpflichtig. Besitzer: Henrikus de Via (1330), Lentz uff der Straßen (1500), Wilhelm von Calchem, Gerhard Horst (1551), Gört Düvels (1551), Derich uff der Straaten (1650), Anton Fucken (1812), Karl Fucken (1965), Josef Waaden (1994). Beschreibung: Es handelt sich um eine vierseitig geschlossene Hofanlage aus Backstein in landschaftstypischen Formen und Materialien. Die Scheunen- und Stallgebäude, die nutzungsgemäß weitgehend geschlossene Wand- und Dachflächen und nur geringe Schmuckformen (Friese an feldseitiger Trauf- und Ortganglinie) aufweisen, stammen augenscheinlich überwiegend aus dem späten 19. / frühen 20. Jahrhundert. In der Scheune ist das Holzgerüstwerk erhalten, teilweise aber mit Fehlstellen bzw. Flickungen. In den Ställen sind typische Kappendecken zu sehen. Das Wohnhaus, das quer zur Linie der Wirtschaftsgebäude steht und nach außen teilweise über deren Flucht herausragt, ist ein im Kern älteres Wohnstallhaus. Sein Dach ist auf beiden Traufseiten tief abgeschleppt und besitzt an den Giebeln sehr kleine Krüppelwalme. Der zum Hof gerichtete Giebel besitzt eine Toreinfahrt, der Wohnteil wird von der hofseitigen Traufseite aus erschlossen. Die Fensteröffnungen dürften durchweg am alten Platz sitzen, sie sind mit flachen Segmentbogenmauerungen geschlossen. Die nach außen gerichtete Traufseite wurde nachträglich neu aufgemauert, das Dach darüber leicht angehoben. Beide Giebelseiten zeigen holländische Dreiecke an den Ortgängen. Im Inneren ist augenscheinlich das innere Fachwerkgerüst erhalten. Bemerkenswert ist ferner die überlieferte Raumstruktur. Durch den traufseitigen Eingang (mit Haustür des 19. Jh.) und die Abseite betritt man einen großen zentralen Küchenraum, um den herum zum feldseitigen Giebel hin und in den Abseiten kleine Kammern angeordnet sind. In der nordöstlichen Ecke des Hauses (Feldseite) befindet sich eine Opkamer mit darunterliegendem Keller, der auch im Äußeren durch seine Belichtungsöffnungen im Sockel ablesbar ist. Vor den Stiegen-Aufgang in die Opkamer ist außerdem eine gewundene Holztreppe in den Küchenraum eingestellt, die ebenso wie die Schmuckfliesen der Küche vom Ende des 19. Jh. stammt. Der hofseitige Teil des Hauses ist als großer ungeteilter Raum für Wirtschafts-Nutzung (Stall, Lagerung) erhalten, womit sich die charakteristische Zweiteilung des Wohnstallhauses ergibt. Diese Teilung setzt sich auch im Obergeschoss fort, wo lediglich über dem Wohnteil Kammern (z. T. mit Kölner Decken) angeordnet sind. Bewertung: Eine genaue Datierung des Wohnstallhauses als ältestem baulichem Teil der Hofanlage ist schwierig, zumal einige spätere Veränderungen (Anhebung und Neuverblendung einer Traufseite) den Ursprungbestand etwas verunklären. Charakteristische bauliche Merkmale wie der Typus des Wohnstallhauses an sich, die Fachwerkkonstruktion mit hohen gebogenen Streben und Überblattungen, die holländischen Dreiecke oder der Raumgrundriss mit zentralem Küchenraum und Opkamer legen eine Entstehung im 18. Jh. nahe, sind aber auch noch in der 1. Hälfte des 19. Jh. denkbar. Auf letzteres wiederum könnten die traufseitige Erschließung und die kleinen Krüppelwalme hindeuten. Hierzu könnte schließlich auch der Schlussstein der Toreinfahrt mit der Jahreszahl „1838“ passen, denn die Wirtschaftsgebäude sind eindeutig jüngeren Datums. Für einen Ursprung des Wohnstallhauses im 18. Jh. spricht allerdings die Darstellung auf der Tranchot-Karte (1804/05), wo an dieser Stelle bereits ein Gebäude mit gleicher Ausrichtung verzeichnet ist, mit einem weiteren freistehenden Gebäude etwa am Ort der heutigen Scheune. Außerdem umgibt auf der Karte ein Wassergraben die Hofstelle nach Süden und Westen, der möglicherweise in der heute dort sichtbaren Geländevertiefung fortlebt. Mit seiner bis in das 14. Jh. zurückverfolgbaren Geschichte, die ihn zu einem der ältesten Höfe in der Honschaft Niederheide machen, ist der Straterhof bedeutend für Willich. Die typische Entwicklung vom ursprünglichen Wohnstallhaus zur geschlossenen Vierseitanlage des späten 19./frühen 20. Jahrhunderts ist hier anschaulich erhalten. Hervorzuheben ist die erhaltene, oben beschriebene charakteristische Raumstruktur des ehem. Wohnstallhauses, die es zu einem heute selten gewordenen Zeugnis früheren bäuerlichen Wohnens und Arbeitens machen. Spätere Veränderungen an der Bausubstanz werden demgegenüber als geringfügig eingestuft. Daher besteht an der Erhaltung und Nutzung der Hofanlage aus wissenschaftlichen, hier architekturgeschichtlichen Gründen ein öffentliches Interesse. Wegen seines bereits 1999 festgestellten kulturlandschaftsprägenden Charakters kommen im übertragenen Sinne die im Denkmalschutzgesetz genannten städtebaulichen Gründe hinzu. Es handelt sich daher um ein Baudenkmal gemäß § 2 DSchG NRW. | 19./20. Jh.               | 18. Juli 2007      | 162             |